# Conquesta de l'Imperi Asteca
La conquesta de Mèxic és l'episodi històric, dins de la Colonització espanyola d'Amèrica, que conclogué amb l'esfondrament de l'estat asteca i el sotmetiment del seu poble, aconseguit per Hernán Cortés en nom de l'Emperador Carles V, entre 1519 i 1521. El 13 d'agost de 1521, la ciutat de Tenochtitlan va caure en poder dels conquistadors, després de dos anys d'intents bèl·lics, polítics i conspiratius, i de la revolta dels pobles mesoamericans oprimits pels asteques que s'aliaren amb els nouvinguts invasors.
Altres expedicions i campanyes militars, tant d'Hernán Cortés com dels seus capitans, entre 1521 i 1525, a la zona central, nord i sud del territori de l'actual Mèxic van anar configurant els límits de la Nova Espanya. Aquests esdeveniments van modificar dràsticament la geopolítica mundial, però després de tres segles de dominació i colonització gran part dels territoris de l'antic imperi Asteca s'independitzaren de l’imperi hispànic per esdevenir el que és avui la república de Mèxic.
Les conquestes i colonitzacions de la península de Baixa Califòrnia, la península de Yucatán, la zona occidental (Nuevo Reino de Galícia), la zona nord-est (Nuevo Reyno de León), i el nord (Nova Biscaia) van ser realitzades posteriorment per diversos conquistadors i adelantados.
Les fonts principals d'informació de les campanyes de Cortés i els seus capitans són les Crónicas de Indias redactades al segle xvi, de les quals destaquen la Història veritable de la conquesta de Nova Espanya de Bernal Díaz del Castillo, qui va participar en les campanyes bèl·liques, les cartes de relació d'Hernán Cortés a Carles V, i la Historia general de las Indias de Francisco López de Gómara, que mai va trepitjar el continent americà però va conèixer Cortés i es va documentar amb els relats dels soldats que van participar en la conquesta.

## Antecedents de la conquesta

### Les expedicions que precediren la conquesta
El gener de 1516, gairebé un quart de segle després del Descobriment d'Amèrica, va morir Ferran el Catòlic. Atesa la incapacitat de la seva filla Joana I de Castella per governar, havia nomenat en el seu testament al seu net Carles V com a successor, però abans que aquest assumís el comandament, el cardenal primat d'Espanya Francisco Jiménez de Cisneros va exercir breument el poder al Regne de Castella.
A Espanya hi havia notícies que en el territori ignot hi havia pobles "molt rics en or i altres metalls preciosos". Com a mitjà per a apoderar-se d'aquestes riqueses, es va proclamar una llei que autoritzava el rescat d'or amb la qual es promovia que els espanyols viatgessin a Amèrica per comerciar amb els nadius, donant a la casa reial el 20% dels seus guanys (el «Cinquè del Rei»). Per tal d'aconseguir aquest propòsit i regular el comerç amb les Índies Occidentals, es va crear la Casa de Contractació el 1503, controlada pel bisbe de Burgos Juan Rodríguez de Fonseca, que va designar com a tresorer Sancho de Matienzo i com a comptador Juan López de Recalde. A la mort del cardenal Jiménez l'octubre de 1517, els assumptes transoceànics de l'Imperi Espanyol van recaure en el bisbe de Burgos.
El 1514, l'almirall i governador de les illes del mar Carib Diego Colón Moniz havia estat cridat a comparèixer davant Ferran el Catòlic per la seva mala administració i el cardenal Cisneros va enviar a l'illa Hispaniola, com a substituts, als membres de l'Orde de Sant Jeroni Luis de Figueroa, Bernardino de Manzanedo, Alonso de Santo Domingo i Juan de Salvatierra. Diego Velázquez de Cuéllar era el tinent de governador de l'illa Fernandina (Cuba), residia a Baracoa i estava nominalment supeditat a les ordres de l'almirall Colom.

#### Primera expedició

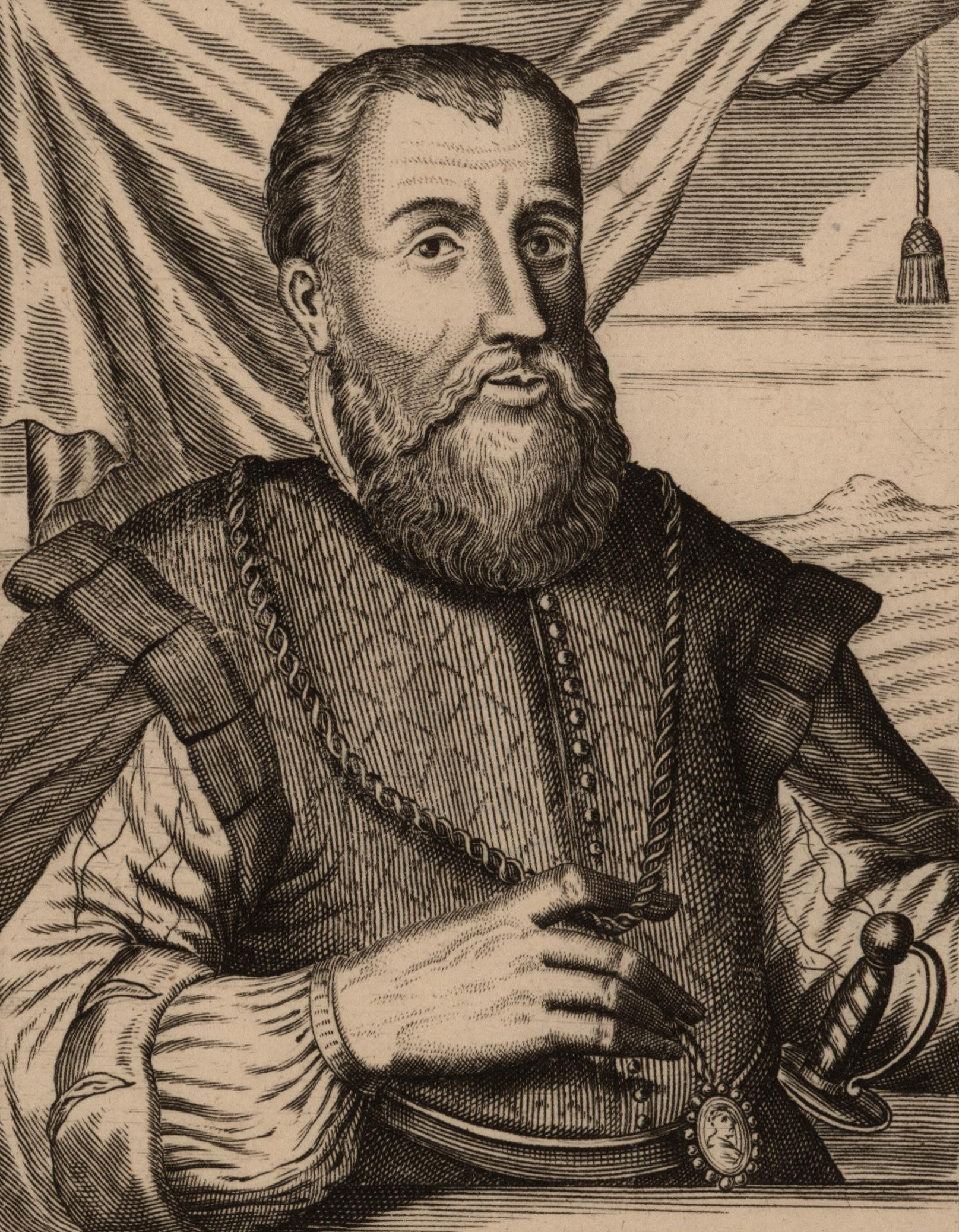
Diego Velázquez de Cuéllar.

A Cuba, els espanyols basaven la seva riquesa en les comanadories i en l'explotació dels nadius, els quals era permès d'esclavitzar. Però la població nativa havia estat delmada per les campanyes de conquesta i les malalties, i els colons cercaven noves oportunitats de prosperar. Va ser així que tres amics de Velázquez: Francisco Hernández de Córdoba, Lope Ochoa de Caicedo i Cristóbal de Morante es van organitzar per comprar dues naus amb la intenció de viatjar cap a occident. El governador Velázquez va pagar un bergantí i aconseguí els permisos necessaris davant l'Orde de Sant Jeroni per realitzar l'expedició. Per Velázquez l'objectiu del viatge era la captura d’esclaus, però els que van encapçalar l'expedició pretenien descobrir noves terres per a poblar i governar-les. Van contractar com a pilot major Antón de Alaminos, els pilots auxiliars van ser Pedro Camacho de Triana i Juan Álvarez «el Manquillo de Huelva»; com a capellà va viatjar fra Alonso González i com a veedor Bernardo Iñíguez.
El 8 de febrer de 1517 van salpar del port de Santiago de Cuba tres vaixells amb cent deu homes. Navegaren per la costa nord de l'illa de Cuba, realitzant diverses escales, amb la intenció de posar rumb cap a les Illes de la Badia des de la punta de Sant Antoni. Però van ser sorpresos per una tempesta al canal de Yucatán i van arribar, els primers dies de març, a la deshabitada Isla Mujeres, que van batejar així perquè hi trobaren figuretes de dones nues dedicades a la deessa maia de la fertilitat Ixchel. Posteriorment van creuar cap a la costa nord de la península de Yucatán albirant Ekab, lloc que van batejar com el «Gran Caire». Fondejaren i els pobladors del lloc, amb cara alegre i mostres de pau, es van acostar en canoes, tot convidant-los a terra ferma amb les paraules «cones cotoch», «cones cotoch» que significava, segons els espanyols: «veniu a les meves cases» (probablement es tractava de l'expressió maia iucateca koonex u otoch que significa caseta, cabana), motiu pel qual anomenaren l’indret Cap Catoche. L'endemà, 5 de març, els expedicionaris espanyols van acceptar la invitació i en desembarcar el capità Hernández de Córdoba va prendre possessió formal, en nom del rei, del que ell creia una illa que va batejar amb l'efímer nom de Santa Maria de los Remedios. Acabat el protocol, els expedicionaris van seguir els maies terra endins on van patir una emboscada. A l'escaramussa que va seguir, hi van morir dos espanyols i quinze nadius. Hernández va donar l'ordre de tornar a les naus, no sense abans haver capturat dos indígenes, que van acabar essent batejats Julianillo i Melchorejo. Aquests nadius van ser els primers intèrprets yucatec-castellà.
L'expedició va continuar la navegació resseguint la costa nord de la península. El 22 de març van arribar a Kaan Pech, que batejaren puerto de Lázaro i van desembarcar-hi per proveir-se d'aigua. Mentre ho feien, els expedicionaris van ser envoltats per un grup de maies que els van sorprendre exclamant «castilán, castilán» tot assenyalant cap a orient. Els espanyols van ser guiats fins a la població propera, on foren ben rebuts. Però, en veure en un temple parets tacades de sang d'algun sacrifici recent, es van escandalitzar. En conseqüència, el halach uinik els va advertir que se n'anessin o començarien les hostilitats, motiu pel qual Hernández de Còrdova i els seus homes salparen ràpidament. Al mar van ser sorpresos per un vent de nord que els va fer perdre l'aigua acabada de recollir, cosa que els forçà a desembarcar novament una mica més al sud, a Chaka Putum. Un altre grup de maies, liderats per Moch Couoh, va atacar els expedicionaris sense previ avís provocant més de vint baixes i ferint al mateix Hernández de Córdoba. Els espanyols van haver de fugir, deixant enrere una de les naus perquè ja no tenien prou homes per tripular-la. Mancats d'aigua dolça, es van dirigir a la Florida on finalment se'n van poder abastir, tot i que també hi van ser atacats pels nadius.
L'expedició va tornar al port de Carenas a l'illa de Cuba, on el governador Diego Velázquez, davant del que va considerar un fracàs, va manifestar la intenció d'enviar-ne una altra, però amb un nou comandament. En assabentar-se’n, Hernández de Córdoba va decidir viatjar a Espanya per queixar-se'n davant del rei però va morir abans, a conseqüència de les ferides rebudes a Chaka Putum. De les explicacions dels indígenes que havien estat recollits, els espanyols van deduir que hi havia or a la regió i es va confirmar que hi havia alguns supervivents d'un naufragi ocorregut el 1511 al Golf d'Urabá. A més, per una mala interpretació, es va pensar que la terra que havien descobert es deia Yucatán en maia yucatec, i així ha estat anomenada des d’aleshores. Animat per la importància d’aquestes troballes, Velázquez va sol·licitar dos permisos per continuar les exploracions: el primer als monjos jerònims de Santo Domingo de Guzmán i el segon directament a Carles V, demanant ser nomenat adelantado.

#### Segona expedició
L'any següent el governador va organitzar una segona expedició recuperant les naus del primer viatge, i va afegir-hi una caravel·la i un bergantí. Novament van ser-ne pilots Alaminos, Camacho i Álvarez, als quals es va sumar Pedro Arnés de Sopuerta. Velázquez va designar el seu nebot Juan de Grijalva com a capità general i com a capitans dels altres vaixells Francisco de Montejo, Pedro de Alvarado i Alonso Dávila, que es van responsabilitzar de subministrar pertrets i provisions. En el viatge va participar Juan Díaz, que a més de les funcions de capellà, va escriure la crònica del viatge, titulada Itinerario de la Armada. El veedor va ser Peñalosa i l'alferes general Bernardino Vázquez de Tapia. Cap a finals de gener de 1518 els vaixells van salpar de Santiago, navegaren per la banda nord i feren escala a Matanzas, on van completar els seus proveïments. El 8 d'abril van deixar aquest port i van arribar a l'illa de Cozumel el 3 de maig. Per la data, Grijalva va batejar el lloc com a Santa Cruz de la Puerta Latina.
Quan van desembarcar a l'illa els nadius van fugir a l'interior, i els expedicionaris només van poder contactar amb dos ancians i amb una dona que va resultar ser una jamaicana que hi havia arribat accidentament dos anys abans, quan la canoa on viatjaven ella i deu companys havia estat arrossegada pel corrent del canal de Yucatán. Els seus deu companys havien estat sacrificats als déus maies. Aquesta dona va actuar com a intèrpret, ja que alguns espanyols coneixien el seu idioma. En un petit temple, Vázquez de Tapia va hissar la bandera Tanto Monta i el notari Diego de Godoy va llegir protocol·làriament el requeriment. Al cap de poc es van acostar els maies i, ignorant inicialment la presència dels espanyols, el halach uinik va realitzar una cerimònia als seus déus cremant copal. Tot seguit, Grijalva va ordenar a Juan Díaz oficiar una missa. D'aquesta manera es va entaular una comunicació amistosa per ambdues parts. Els espanyols no van poder baratar or, però van rebre galls dindis, mel i blat de moro. S'hi van quedar quatre dies.
Navegant breument cap al sud, van explorar Zama (Tulum) i la Badia de la Ascensión, que van creure que era el límit de l’«illa de Yucatán». Grijalva va ordenar canviar de rumb cap al nord per voltar la península i dirigir-se a la rodalia de Chaka Putum. Tal com havia fet la primera expedició, s'hi van abastir d'aigua. Encara que en aquesta ocasió van poder obtenir dels nadius un parell de màscares adornades amb or, van ser novament comminats partir. Els espanyols van fer cas omís i van passar la nit sentint els tambors de guerra. L'endemà es va produir una forta batalla. Aquesta vegada el resultat va afavorir els espanyols i els maies es van retirar després de patir severes baixes. Tot i que els expedicionaris van tenir seixanta ferits -entre ells el capità Grijalva, que va rebre tres ferides de fletxa i va perdre dues dents- l'acció va ser considerada una victòria contundent. Durant la batalla només van morir set espanyols, incloent-hi Juan de Guetaria. Més tard la xifra va augmentar, ja que durant el viatge van morir tretze soldats a conseqüència de les ferides.
Els vaixells es van dirigir cap a l'oest, van arribar a l'Illa del Carme a la llacuna de Términos, punt que van batejar com a Puerto Deseado. El pilot Alaminos va pensar que aquí era l'altre límit de «l'illa de Yucatán». Prosseguint el seu viatge arribà a la regió de Tabasco, on habitaven els maies chontals. Es van apoderar de quatre nadius i un d'ells, que van batejar Francisco, els va servir d'intèrpret de l'idioma Chontal. Van descobrir un afluent que van anomenar riu Grijalva i van obtenir or dels naturals de la zona. Animats per això, van passar el riu Tonal i una mica més a l'oest Pedro de Alvarado va prendre la iniciativa de remuntar el riu Papaloapan. Aquest incident va molestar Grijalva i a partir de llavors va haver-hi un distanciament entre ells.
Al llarg de la costa van anar trobant diversos assentaments humans. Van arribar a mitjan juny a una illa on van trobar un temple i quatre indígenes morts, aparentment sacrificats al déu Tezcatlipoca, de manera que el lloc va ser nomenat «Illa de Sacrificis». Desembarcats a Chalchicueyecan, Grijalva va preguntar a l'intèrpret Francisco perquè feien aquells sacrificis. Va respondre que havien estat ordenats pels colhues, mot que va ser interpretat pels espanyols com a Ulúa. Per la data que era 24 de juny, el lloc va ser batejat com a San Juan de Ulúa. Allà van baratar or dels totonaques, un dels pobles sotmesos pels asteques.
Dies més tard van arribar els  calpixques  Pínotl, Yaotzin i Teozinzócatl, que acompanyats de Cuitlapítoc i Téntlil, es van presentar com a ambaixadors del Huey tlatoani Moctezuma Xocoyotzin. En forma pacífica es van realitzar intercanvis de regals. Així Grijalva es va adonar que els asteques -o mexiques- dominaven la regió i que eren temuts i odiats pels pobles sotmesos. Pedro de Alvarado va ser enviat de tornada a l'illa de Cuba per notificar i lliurar els tresors obtinguts a Diego Velázquez.

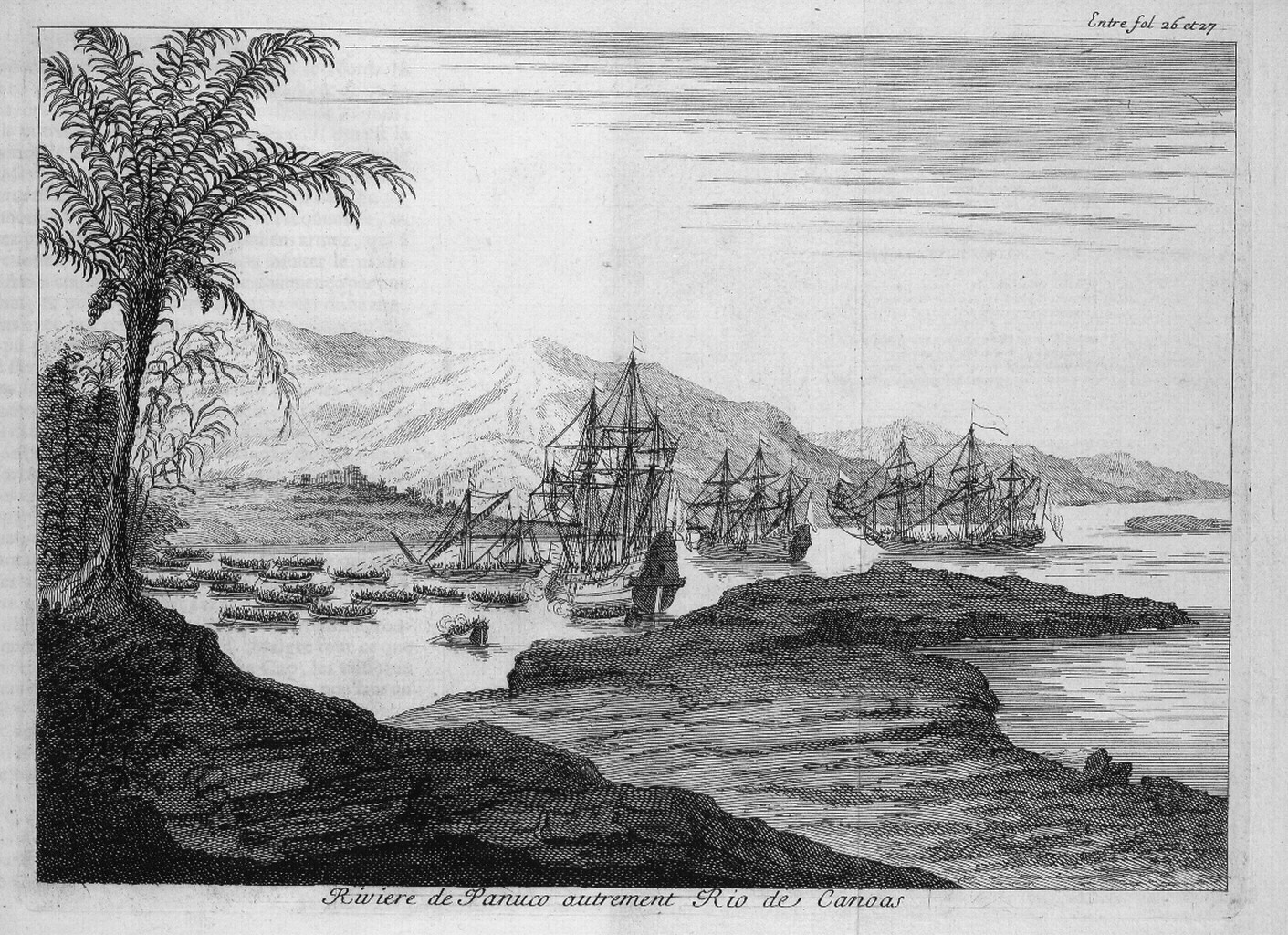
Les embarcacions van ser atacades pels huastecs al riu Pánuco, gravat de Van Beecq.

Francisco de Montejo va encapçalar un viatge de reconeixement al nord. Va descobrir el riu Cazones i el Nautla, lloc que va ser batejat amb el nom d'Almeria. Més endavant, van remuntar el riu Pánuco però van ser atacats per 12 canoes amb nadius huastecs, i els capitans van decidir emprendre la tornada. Una de les naus estava avariada, cosa que alentia el viatge, i per aquest motiu no van establir cap guarnició al territori explorat.
Mentre Alvarado tornava cap a Cuba, el governador Diego Velázquez, preocupat per la manca de notícies, va enviar una caravel·la de rescat comandada per Cristóbal de Olid, que va arribar a Cozumel, però es va veure obligada a tornar a Cuba per una avaria.
Quan finalment va arribar Pedro de Alvarado, el governador va quedar impressionat per l'informe del viatge. Va enviar fra Benito Martín a Espanya, per notificar al bisbe Juan Rodríguez de Fonseca i a Carles V les notícies dels territoris descoberts. Com a suport portava l'Itinerario de la Armada i alguns objectes d'or Tot i els èxits de l'expedició, Velázquez estava disgustat amb el seu nebot Juan de Grijalva, ja que no hi havia establert cap colònia. De fet, oficialment les ordres eren de no fer-ho, però en realitat el governador esperava el contrari.

#### Tercera expedició

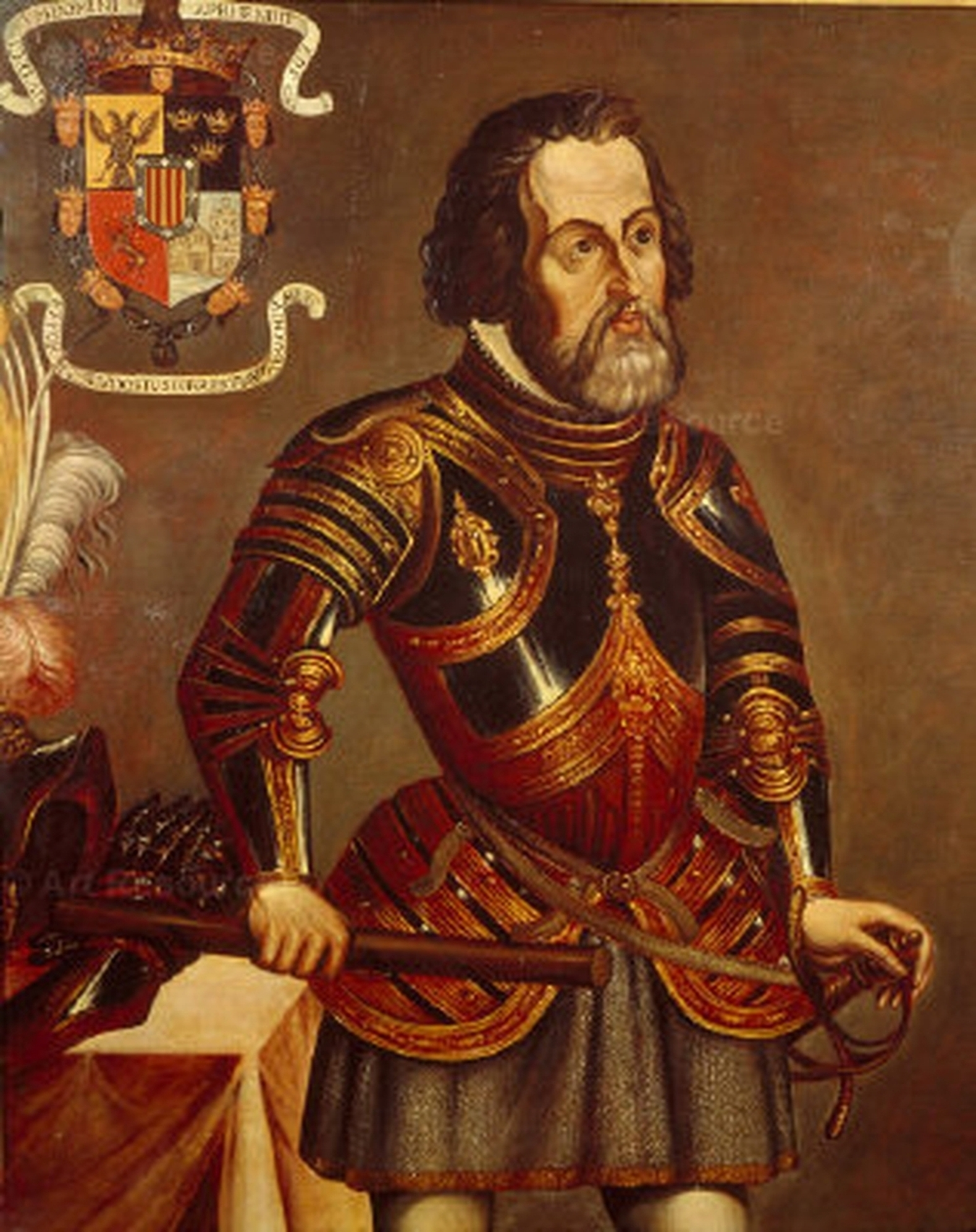
Hernán Cortés.

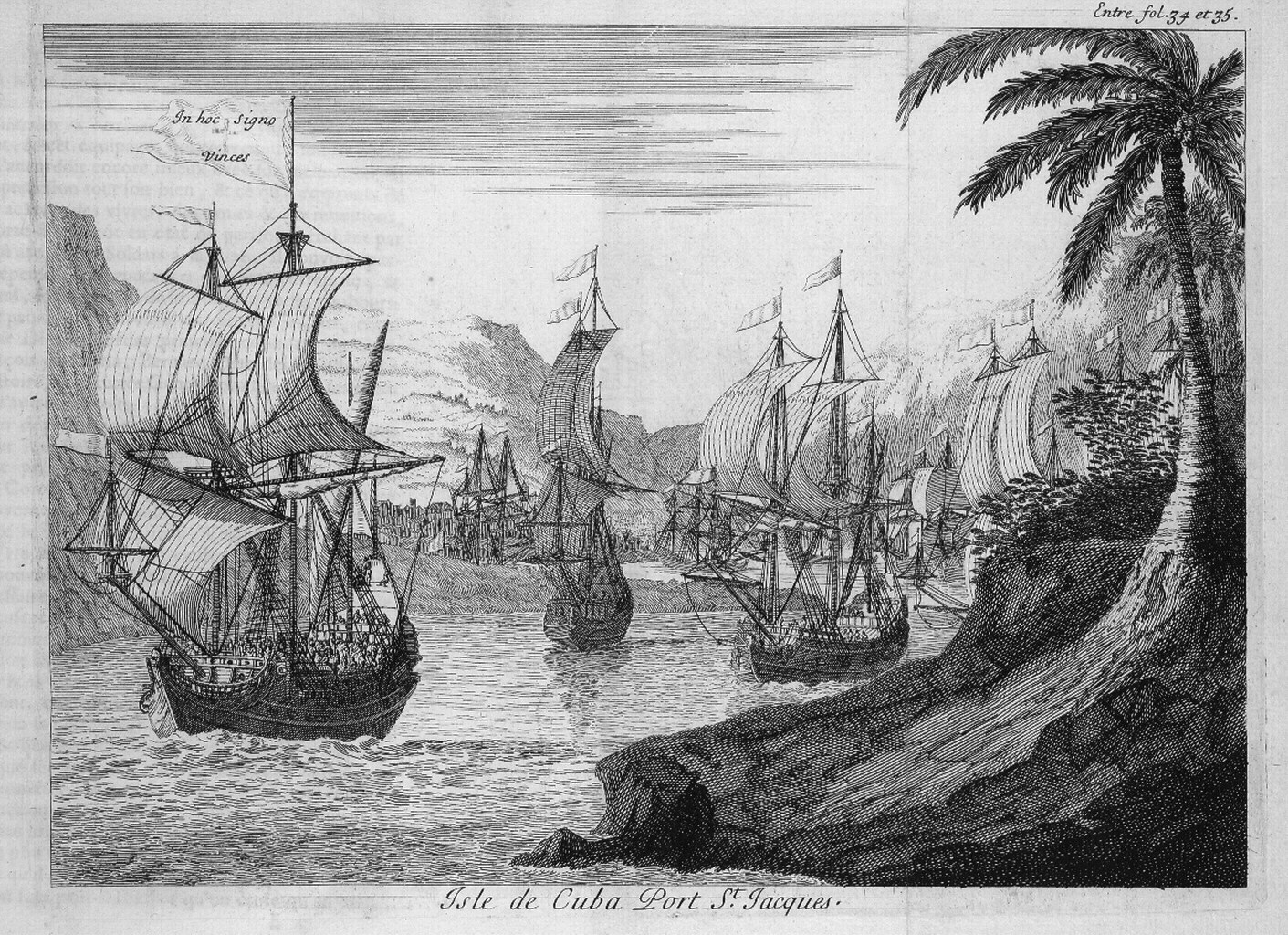
Sortida del port de Santiago de Cuba, gravat de Van Beecq.

El 1519, Velázquez va organitzar una tercera expedició sense esperar a rebre el nomenament d’adelantado, sense el qual no tenia potestat per ocupar territoris en nom del rei. Però temia que des d'Hispaniola o Jamaica algú se li avancés en l'empresa. Descontent amb el seu nebot, va triar com a nou capità Hernán Cortés, qui llavors era alcalde de Santiago de Cuba. Va fer aquesta elecció aconsellat pel seu secretari, Andrés de Duero, i el comptador Amador Lares.
Tots dos van signar, 23 d'octubre de 1519, unes capitulacions i instruccions, redactades per Andrés de Duero. El document contenia contradiccions entre el preàmbul i les 24 instruccions, que van ser el motiu principal de la controvèrsia que va sorgir arran de la insurrecció de Cortés. Velázquez va designar com a adjunt de l'almirall i comandant en cap Diego Colón Moniz, ja que encara no havia rebut el nomenament per part del rei d'Espanya.
Es van aconseguir reunir en total onze vaixells: tres aportats per Velázquez, tres per Cortés i la resta pels capitans que participaven en l'expedició. Però a última hora el governador va decidir destituir Cortés, va enviar Amador de Lares a entrevistar-s'hi i va bloquejar-li els subministraments. Cortés va decidir marxar igualment i així ho comunicà al comptador Lares, que va transmetre les notícies a Velázquez. El governador es va presentar al moll i Cortés, envoltat dels seus homes armats, l’interpel·là «Perdoneu, però totes aquestes coses s'han de fer més que pensar-les. Quines són les vostres ordres ara?». Davant l'evident insubordinació Velázquez no va respondre i els vaixells van salpar de Santiago de Cuba el 18 de novembre de 1518 cap direcció a l’oest de l’illa. Van parar durant gairebé tres mesos a la banda sud del port de la Trinitat, on van reclutar soldats, i es van abastir d'aliments i de pertrets.
Els capitans designats per Cortés van ser: Pedro de Alvarado, Alonso de Ávila, Alonso Hernández Portocarrero, Diego de Ordás, Francisco de Montejo, Francisco de Morla, Francisco de Salcedo, Juan de Escalante, Juan Velázquez de León, Cristóbal de Olid i Gonzalo de Sandoval. Com a pilot major va nomenar Antón de Alaminos qui coneixia la zona per haver participat en les expedicions d'Hernández de Córdoba el 1517, de Juan de Grijalva el 1518 i de Juan Ponce de León a la Florida el 1513.
Cortés va poder reunir cinc-cents cinquanta espanyols (dels quals cinquanta eren mariners) i setze cavalls. A més a més, desobeint les instruccions de Velázquez, va portar dos-cents auxiliars, entre els quals hi havia nadius de Cuba i esclaus de raça negra. Mentrestant a Espanya, Carles V havia signat el 13 de novembre de 1518, el document que autoritzava a Velázquez a realitzar l'expedició.
El governador de Cuba va realitzar un segon intent per aturar l'expedició. Hi havia enviat diverses cartes, una d'elles dirigida al mateix Cortés, ordenant-li que esperés. i d'altres adreçades a Juan Velázquez de León, Diego de Ordás, i l'alcalde de la Trinitat Francisco Verdugo, on els demanava que entretinguessin la sortida de l'expedició i fins i tot ordenava l’arrest de Cortés. Com a últim intent, el governador va enviar Gaspar de Garnica amb la missió de portar-lo pres a l'Havana. Malgrat tot, els vaixells de Cortés van abandonar les costes de Cuba el 10 de febrer de 1519. Nou vaixells van salpar per la banda sud i dos vaixells per la banda nord. La bandera d'insígnia era de focs blancs i blaus amb una creu vermella al mig, i al voltant un rètol en llatí que deia Amici sequamur crucem, & si nos habuerimus fidem in hoc signo vincemus («Germans, seguim la Creu, i si tenim fe en aquest senyal vencerem»).

### Antecedents de l'Imperi mexica

Domini dels mexiques abans de la conquesta.

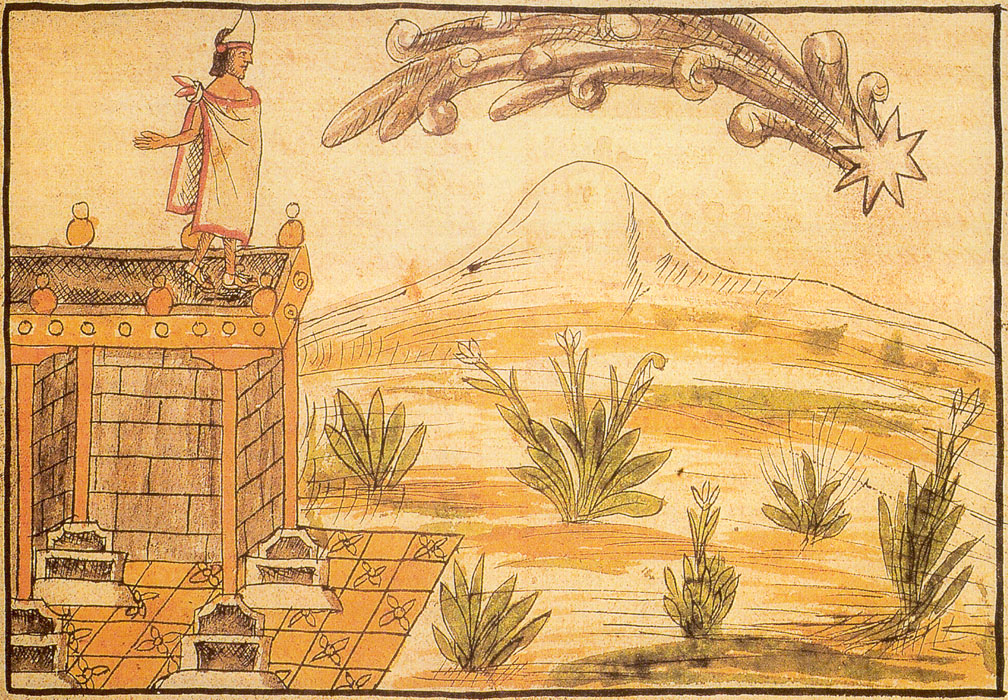
Moctezuma Xocoyotzin veient el cometa durant el dia segons el Còdex Durán.

Des de mitjans del segle XV els asteques o mexiques, havien anat estenent el seu domini per un gran territori, sotmetent i fent tributaris seus diversos pobles. Cap a 1517 el Hueyi tlatoani, o governant (emperador), anomenat Moctezuma Xocoyotzin continuava les campanyes militars d'expansió. Els tlaxcalteques, veïns propers dels mexiques, se’ls havien resistit tenaçment, però estaven en una situació límit perquè havien quedat envoltats per territoris conquerits, de manera que es trobaven virtualment assetjats.
D'altra banda, després de la caiguda de Tula, corria la llegenda que el déu Quetzalcóatl, que havia marxat de Mèxic en temps remots, tornaria pel mar de l'orient, d'on neix el sol i on suposadament vivien els déus. Aquesta llegenda de Quetzalcóatl era ben coneguda pels asteques. Alguns profetes i fanàtics religiosos vaticinaven el retorn de Quetzalcóatl i el plantejaven com la fi del senyoriu vigent. El Hueyi tlatoani Moctezuma Xocoyotzin creia fermament en aquestes profecies a causa de certs presagis i fets remarcables, com l'aparició d'un estel, un «foc espontani» a la casa del déu Huitzilopochtli, un llamp al temple de Huehueteotl i altres esdeveniments.
Per als asteques era l'any 13-conill, quan van començar a arribar notícies de les naus espanyoles, descrites com a «muntanyes que es movien sobre l'aigua i amb homes barbats de pell blanca al damunt». De seguida es van relacionar amb el retorn del déu Quetzalcóatl. Moctezuma va ordenar al calpixque de Cuextlan, anomenat Pínotl, construir talaies i muntar guàrdies a la costa en els emplaçaments de Nautla, Toztlan i Mitlanquactla, per vigilar el possible retorn dels vaixells.
Atès que les primeres trobades amb els espanyols acabaven en intercanvis comercials pel «rescat d'or», en molts pobles va córrer la idea que la forma de desfer-se'n, sense lluitar, era senzillament lliurar or o dones i acceptar el que portessin per bescanviar. D'aquesta manera, els europeus tornarien a les seves naus i marxarien. En conseqüència, els intercanvis es van multiplicar des de les primeres expedicions espanyoles però l'efecte va ser el contrari de l'esperat, ja que els europeus van creure que hi havia tresors inesgotables a la zona, cosa que despertà la seva ambició.

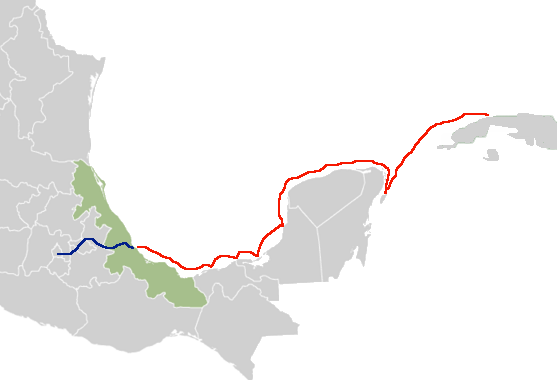
Ruta d'Hernán Cortés en la conquesta de Tenochtitlan.

### Les primeres escales de Cortés: de Cozumel a Centla i fundació de Santa Maria de la Victòria
Cortés es va dirigir a l'illa de Cozumel seguint el trajecte dels seus predecessors. En el camí el vaixell comandat per Francisco de Morla va patir una avaria, cosa que va retardar les altres naus, que van haver-la d’auxiliar. La nau de Pedro de Alvarado va arribar a Cozumel dos dies abans i Cortés, molest, va castigar el pilot.
Amb ells viatjaven l'intèrpret Melchorejo, capturat per l'expedició d'Hernández de Córdoba, i l'esclava jamaicana trobada per l'expedició de Juan de Grijalva. Cortés els va enviar a la recerca dels caps maies de l'illa, per tal d'anunciar-los que la visita era pacífica. Al principi el cap suprem o halach uinik i els caps secundaris o Batab de l'illa es van negar a entrevistar-se amb els nouvinguts.
Tres dies després es va presentar davant Cortés una persona que es va fer anunciar com el senyor de tota l'illa. En una llarga entrevista, Cortés li va parlar del rei d'Espanya i la fe catòlica, a més de remarcar les seves intencions pacífiques si tota la gent de l'illa se subordinava davant Espanya. Aquell halach uinik va acceptar les condicions i va cridar a altres Batabob  de l'illa. Uns dies després tots els pobles tornaven a la seva vida habitual, abandonant aparentment el culte als seus déus i adorant la creu cristiana i una imatge de la Mare de Déu que Cortés va instal·lar.
A Cozumel, Cortés va confirmar la presència de dos espanyols supervivients d'un naufragi que s'havia produït uns vuit anys abans al golf de Darién. El seu bot havia derivat fins a les costes de la península on van ser fets presoners pels maies. Cortés ja n’havia sentit parlar a Cuba i volia rescatar-los. Per recomanació del halach uinik, Cortés va enviar «grans de collar verds» com a pagament de rescat als captors i va escriure una carta adreçada als nàufrags, que va confiar a dos habitants de l'illa perquè la lliuressin en secret i paguessin el rescat. A més a més, va enviar dos vaixells perquè s'acostessin el més possible a aquelles costes i esperessin l’aparició dels nàufrags.
Els vaixells van esperar sis dies, sense tenir notícia dels nàufrags ni dels missatgers enviats. Finalment, totes dues naus van decidir tornar a Cozumel per informar Cortés. Dos dies després, aquest va decidir continuar el trajecte cap al nord, però el mal temps els va obligar a aturar-se a la costa de la península de Yucatán i tornar a l'illa per reparar l'embarcació capitanejada per Juan de Escalante que s'havia malmès. L'endemà, va arribar a l'illa una canoa amb nadius i amb el nàufrag Jerónimo de Aguilar, a qui pel seu aspecte van confondre amb un dels maies. Després d'entrevistar-se amb Andrés de Tapia va ser portat davant Cortés, es va unir a l'expedició i va actuar des d'aleshores com a intèrpret maia-castellà.
Aguilar va explicar que un altre nàufrag anomenat Gonzalo Guerrero s'havia adaptat a la vida de la cultura maia i havia preferir quedar-se al Yucatán, on havia estat nomenat capità de guerrers o nacom, era casat i tenia tres fills. Abans de marxar i per consell de Jerónimo de Aguilar, el halach uinik de Cozumel va demanar a Cortés una carta o salconduit de garantís que la població no seria agredida per futures expedicions espanyoles a l'illa, la qual va ser atorgada. El 4 de març de 1519 els conquistadors espanyols van salpar de Cozumel acomiadant-se amistosament dels maies de l'illa.

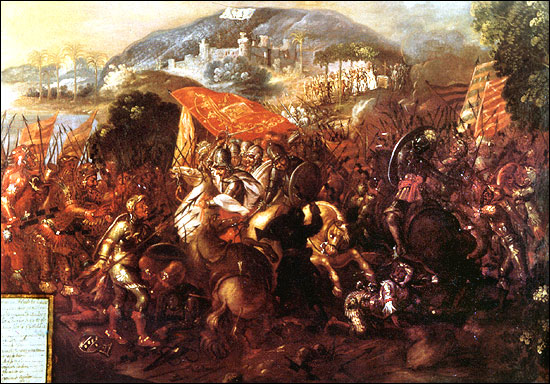
Entrada d'Hernan Cortés a la ciutat de Potontxan o Tabasco i Batalla de Centla.

La flota va seguir el viatge costejant fins al territori de l'actual Tabasco. A la població de Potontxan es va decidir d'aprovisionar-se d'aigua i menjar. Els habitants, maies Chontals, els van permetre acampar a Punta Palmeras però no entrar al poble, i els demanaren d'anar-se'n, ja que no tenien prou menjar per lliurar-los-en. L'endemà Cortés ordenà a Diego de Godoy que llegís el Requerimiento, document estandarditzat que s'havia de llegir com a requisit «legal» previ per a qualsevol acció armada de conquesta. Seguidament inicià un difícil desembarcament al poble, però envià una part dels homes per terra i, prenent els maies entre dos flancs, ocupà Potontxan. Infructuosament va intentar, per mitjà de Melchorejo i de Jerónimo de Aguilar, d'aconseguir més aliments i or. L'intèrpret maia va aprofitar l'oportunitat per escapar i va aconsellar als maies Chontales que ataquessin. L'endemà, 14 de març de 1519, els espanyols penetraren terra endins on lliuraren la batalla de Centla, que va ser la seva primera gran batalla en terres de la Nova Espanya. Segons les cròniques hi participaren uns 40.000 indígenes que foren vençuts per 410 espanyols, tant per la superioritat de les armes i armadures d’acer, les armes de foc i especialment el terror que desvetllaven els cavalls, aleshores inexistents a Amèrica
Allà, el capellà Juan Díaz va oficiar la que seria la primera missa catòlica en terra ferma de la Nova Espanya i Hernán Cortés va fundar el 25 de març de 1519 el poblat batejat amb el nom de Santa Maria de la Victòria. que més tard seria la capital de la província de Tabasco

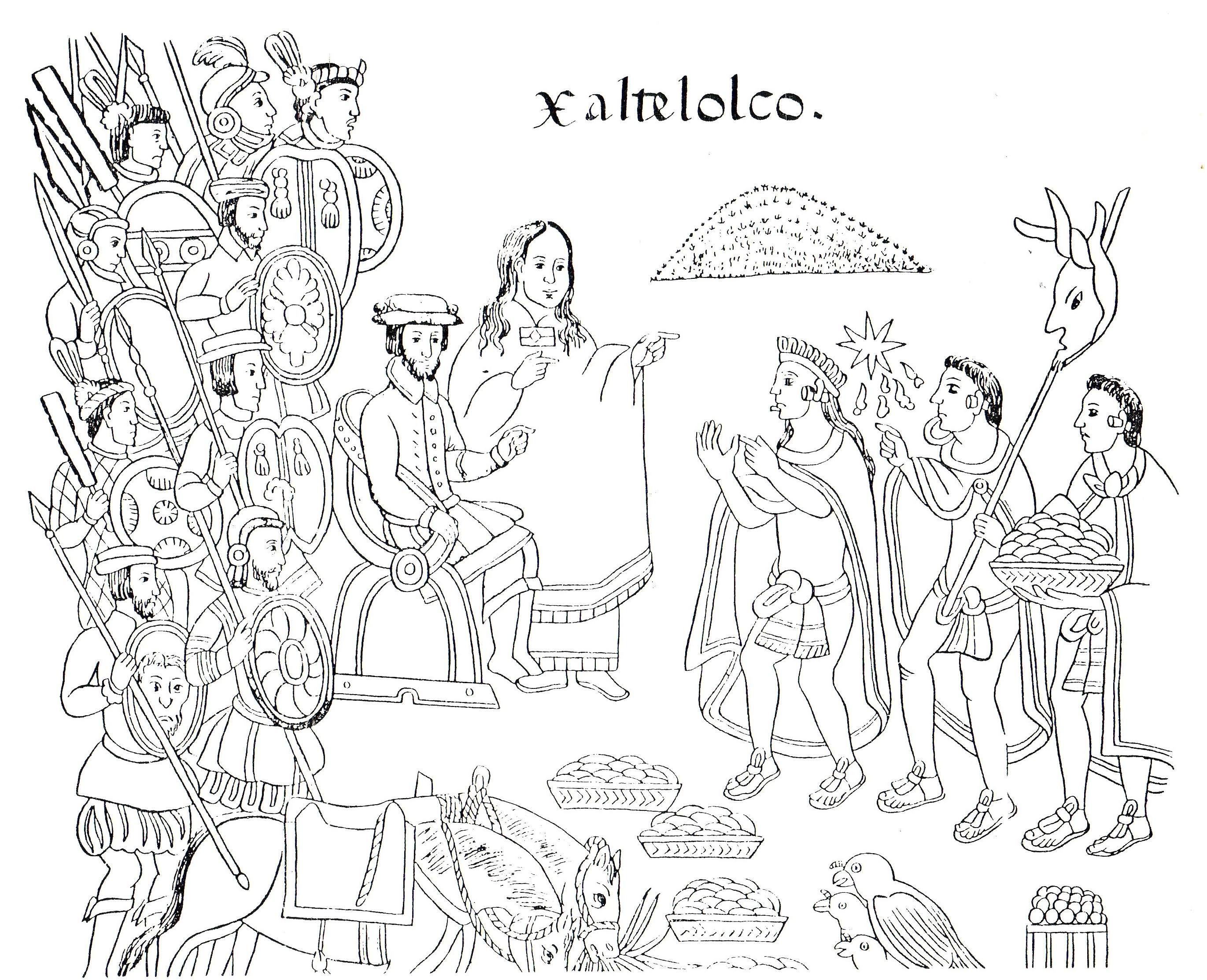
Doña Marina o Malintzin, tradueix per a Hernán Cortés Llenç de Tlaxcala.

Un cop vençuts, els maies Chontals lliuraren com a penyora de pau presents com or, joies, pells, plomes precioses i vint esclaves, entre les quals hi havia Mallinalli Tenépatl, anomenada així -Tenépatl- per la seva facilitat de paraula, una noia nahua presonera dels maies que es va convertir en intèrpret i també en amant de Cortés. Un cop batejada va ser coneguda com a Doña Marina. Els indígenes van transformar el seu nom en Malintzin (possiblement per addició del sufix honorífic –tzin a la seva forma de pronunciar Marina), que al seu torn seria després castellanitzat com a Malinche: sembla que Cortés va rebre el sobrenom de  Malintzi  que significa senyor de Malintzin i seria aquest apel·latiu el que seria transcrit  Malinche  per Bernal Díaz del Castillo. Anys més tard, el sobrenom es va acabar emprant per referir-se a Doña Marina” com a La Malinche.
Com que la llengua materna de Malintzin era el nàhuatl i ja dominava l'idioma maia, a partir d’aleshores els espanyols es pogueren comunicar amb els mexiques per mitjà de la doble traducció: per Jerónimo de Aguilar del castellà al maia, i ella del maia al nàhuatl. Al cap de poc temps, però, la noia ja parlava prou castellà per traduir directament.
Més tard Malintzin va tenir un fill de Cortés que es va dir Martín Cortés (el Mestís) -com Martín Cortés Zúñiga, l'altre fill que va tenir el mateix Cortés amb la seva dona espanyola Juana de Zúñiga- i acabaria esdevenint una figura clau de la conquesta, no només per la seva funció inestimable d'intèrpret, sinó com a símbol del sorgiment d'una nova raça. Avui és considerada com una mena de mare fundadora representativa del mestissatge i de la nacionalitat mexicana.
Els espanyols van romandre en Santa María de la Victoria fins al 12 d'abril, data en què Hernán Cortés va decidir continuar el seu camí cap a Ulúa deixant-hi però un grapat d'espanyols per pacificar i poblar la regió de Tabasco.

### Fundació de la Villa Rica de la Vera Cruz

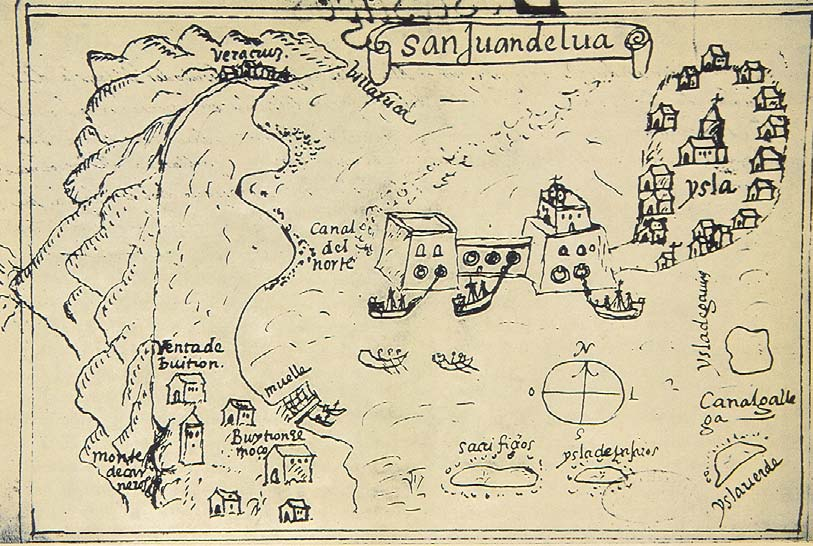
San Juan de Ulúa segons un gravat del.

Els espanyols van continuar cap al nord i van arribar el 22 d'abril de 1519 a Chalchicueyecan, lloc prèviament batejat per Grijalva com San Juan de Ulúa. Per als asteques era l'any 1-canya i el calpixque entorn de l'emplaçament de Cuextlan era Teudile, qui assistit pel sacerdot de Yohualichan, va formar una petita comitiva de benvinguda. Seguint les ordres prèvies de Moctezuma Xocoyotzin, es van acostar als nouvinguts en una canoa per preguntar pel senyor que comandava les naus. Moctezuma, convençut que es tractava de Quetzalcóatl, havia enviat prèviament diversos presents com ara objectes d'or i màscares amb turqueses. Cortés els va regalar grans de collar de vidre verds i grocs, una cadira i un casc. Aquest darrer, als ulls dels mexiques, evocava el déu de la guerra Huitzilopochtli. Havent desembarcat, i per tal de fer ostentació del seu poder militar i impressionar els ambaixadors, Cortés va organitzar a la platja una cursa de cavalls amb trets d'artilleria. Gairebé immediatament van sortir missatgers cap Tenochtitlan amb els informes per al tlatoani.
En rebre les notícies, Moctezuma Xocoyotzin va tenir dubtes de si es tractava de la tornada de Quetzalcóatl, o si podria tractar-se de Tezcatlipoca o fins i tot Huitzilopochtli. Espantat, el Hueyi tlatoani va enviar missatges amb evasives, dient als espanyols que li resultaria impossible rebre'ls a la capital, Tenochtitlan. Els va suggerir marxar com més aviat millor i els va enviar novament rics presents. Però la resposta del tlatoani només excità la cobdícia dels soldats, ja que els va mostrar la riquesa de l'imperi. A més, es van adonar que els pobles sotmesos acceptaven a desgrat la dominació mexica. Cortés va decidir, doncs, avançar cap a l'interior.
D’acord amb la llei espanyola, si es fundava una ciutat amb cabildo, aquesta era autònoma. Així que entre el 5 i 10 de juliol del 1519 es va crear la Villa Rica de la Vera Cruz que va triar capítol immediatament, seguint el pla elaborat molt abans a la sortida de Cuba per Cortés, que l’havia analitzat i comentat amb els seus companys. Com que era conscient que els seguidors de Velázquez s'hi oposarien, va allunyar dos dels més notables, Francisco de Montejo i Juan Velázquez de León, encomanant-los una missió de reconeixement per buscar un emplaçament millor per al campament.
Durant la seva absència, Cortés va simular estar decidit a tornar a Cuba argumentant que, d’acord amb les instruccions de Velázquez, els objectius ja s'havien aconseguit. Les «protestes» dels seus partidaris a favor de continuar l'expedició i poblar els nous territoris, van cobrir les aparences davant els velazquistes. Cortés va convocar una assemblea, es va fer de pregar per dimitir el càrrec de capità general del governador de Cuba que li havia conferit Diego Velázquez amb els seves instruccions, i va fer que les noves autoritats l’«escollissin» capità general d'una nova expedició que només deuria obediència al rei d'Espanya, desvinculant-se així de l'autoritat de les illes. Cal assenyalar que els regidors i funcionaris de la nova vila havien estat triats majoritàriament entre els seus afins. Van ser nomenats alcaldes Alonso Hernández Portocarrero i Francisco de Montejo, qui més tard seria nomenat adelantado a la Conquesta espanyola de Yucatán, aquest últim, de tendència velasquista, per tal d'implicar-lo en la conspiració. Com a regidors, van ser nomenats Alonso Dávila, Pedro de Alvarado, Alonso de Alvarado i Gonzalo de Sandoval, com a agutzil major Juan de Escalante i com a procurador general Francisco Álvarez Chico. Aquest fou el primer ajuntament a Mèxic.
Es va redactar la Carta de l'Ajuntament, datada el 10 de juliol, en la qual el consell (concejo) va comunicar a Carles V la fundació de la vila i la designació com a capità general i justícia major d'Hernán Cortés. S'hi va suplicar reiteradament de no atorgar el nomenament d'adelantado a Diego Velázquez, a qui s'acusava de no haver administrat correctament els assumptes de Cuba, i fins i tot es va demanar que es sotmetés el governador a un judici de residència. Finalment, s'hi descrivien les terres descobertes i junt amb l'escrit es va enviar el Quint reial. Per la tramesa es van designar com a procuradors i representants davant el rei als alcaldes Francisco de Montejo i Alonso Hernández Portocarrero, que havien d’anar directament a Espanya amb el pilot Antón de Alaminos, però van desobeir les ordres fent escala a Cuba, on les notícies van arribar fins al governador. Velázquez va enviar Gonzalo de Guzmán i Manuel Rojas en persecució dels emissaris de Cortés, juntament amb una amb carta on demanava ajuda al bisbe Fonseca.
El governador de Cuba va denunciar l'acte de rebel·lia davant el llicenciat Rodrigo de Figueroa, que exercia com a nou jutge de residència i alcalde major de l'illa Hispaniola, i va començar a organitzar un exèrcit per capturar Cortés. D'altra banda, a Espanya, quan l'almirall Diego Colón Moniz es va assabentar dels esdeveniments, va escriure una carta al rei demanant que no fallés ni a favor de Velázquez ni a favor de Cortés, ja que reclamava ell mateix els drets sobre aquests territoris, en virtut de les capitulacions de Santa Fe.

## La conquesta

### Aliança amb els totonaques i inici de la guerra política

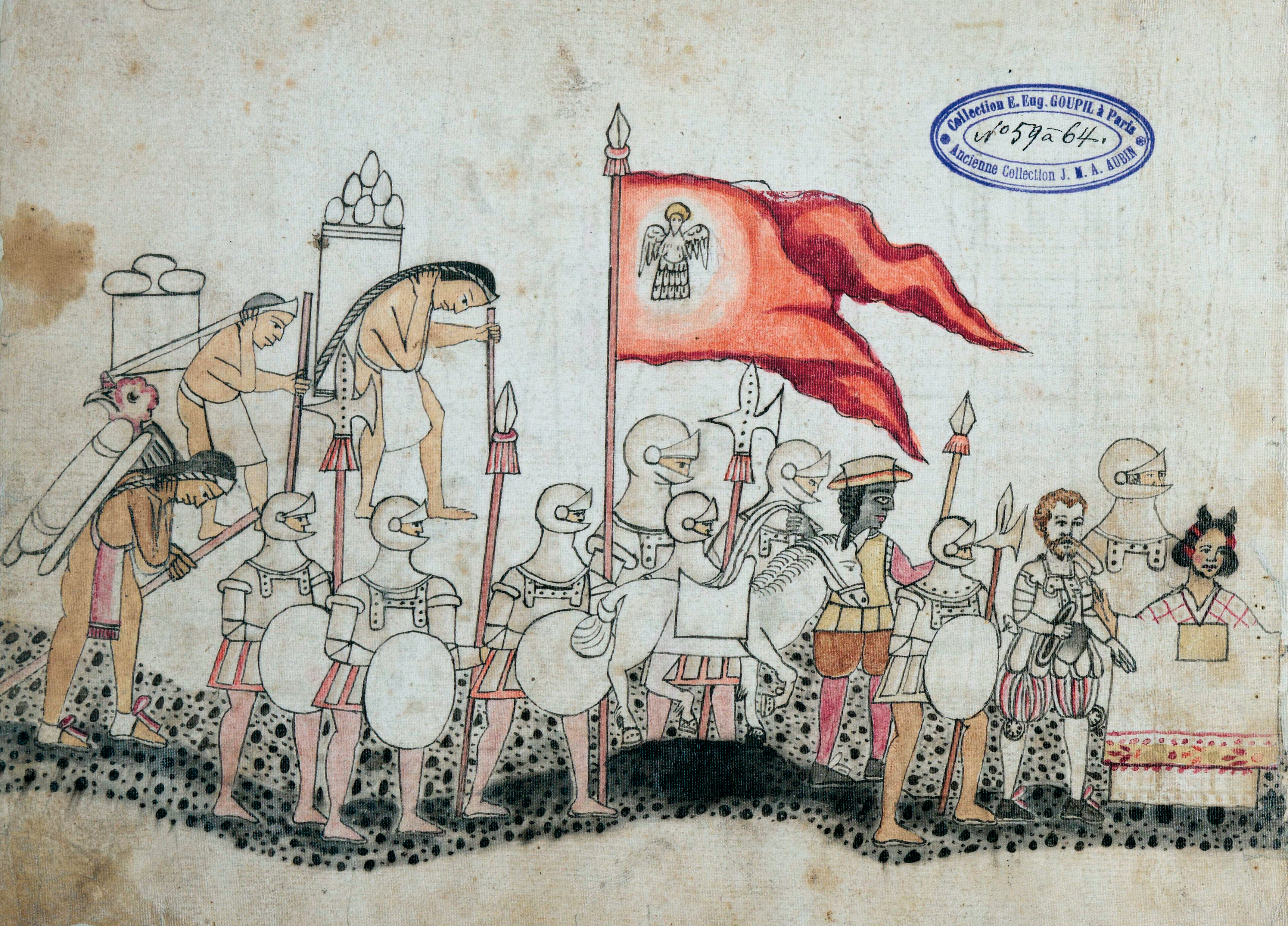
Cortés avançant amb ajuda de tamemes, Còdex Azcatitlan.

Cortés es va dirigir cap a Quiahuiztlán i Cempoala, pobles totonaques que eren tributaris dels mexiques. Els governants o teuctlis havien conegut Juan de Grijalva i van establir una bona relació amb els espanyols. Les cròniques descriuen el teuctli de Cempoala, Chicomácatl, com un home gras amb poca mobilitat que, igual que el teuctli de Quiahuiztlán, va rebre amistosament el contingent espanyol. En l'entrevista, Cortés va prometre ajudar-los a alliberar-se del tribut imposat pels mexiques, a canvi de segellar una aliança militar d'espanyols i totonaques. Cortés posava en pràctica la seva política de capitanejar una revolta de pobles sotmesos, que seria determinant en la conquesta dels territoris de l'Imperi mexica.
Durant aquests dies van arribar cinc recaptadors de Moctezuma per cobrar els tributs. Seguint el consell de Cortés, els totonaques es negaren a pagar l’impost i els arrestaren, no sense por. Mentrestant, l'espanyol feia un doble joc: es va entrevistar amb els recaptadors i va alliberar-ne un, fingint no tenir res a veure amb l'actitud dels totonaques. A més va enviar un fals missatge de pau al tlatoani de Tenochtitlan, prometent ajudar-lo a sotmetre els insubordinats. L'endemà, Cortés va demanar als teuctlis totonaques que facilitessin la fuga dels dos recaptadors mentre ell, fingint enuig, conduïa els tres restants a les seves naus, per assegurar la confiança del poble totonaca en el pacte entre els seus governants i els espanyols, i al mateix temps enganyar Moctezuma. Dies més tard, va arribar una segona ambaixada de Moctezuma, aquesta vegada a càrrec de Motelchiuh i dos nebots de Cacamatzin, que van arribar amb regals i agraint el suport dels espanyols per sotmetre els rebels. Cortés va assegurar al teuctli de Quiahuiztlán que l'estratagema havia funcionat i que ja podia considerar-se lliure del seu jou mexica, i li recomanà d’alliberar els altres tres recaptadors. Motelchiuh va tornar a Tenochtitlan feliç per haver-ne obtingut la llibertat.
Mentrestant, a Tizapancingo es va començar a organitzar un contingent mexica per sotmetre els pobles totonaques que es negaven a pagar tribut. Cortés s'hi va presentar amb la cavalleria i va poder vèncer ràpidament. Així els teuctlis de Quiahuiztlán i Cempoala es convenceren de l'efectivitat militar dels espanyols i no van dubtar a ratificar l'aliança. Trenta pobles totonaques es van reunir a Cempoala per segellar l'aliança i marxar junts a la conquesta de Tenochtitlan, oferint un gran nombre de tamemes per transportar l'artilleria dels europeus.
Els totonaques van aportar 1.300 guerrers a l'empresa de Cortés. Els seus comandants principals van ser Mamexi, Teuch i Tamalli. L'acord es va realitzar sobre la base que, un cop derrotats els mexiques, la nació totonaca seria lliure. Les ciutats de Cempoala i Quiahuiztlán van ser batejades respectivament com a Nova Sevilla i Archidona, però aquests noms no subsistir.

### Destrucció de naus i conat de deserció

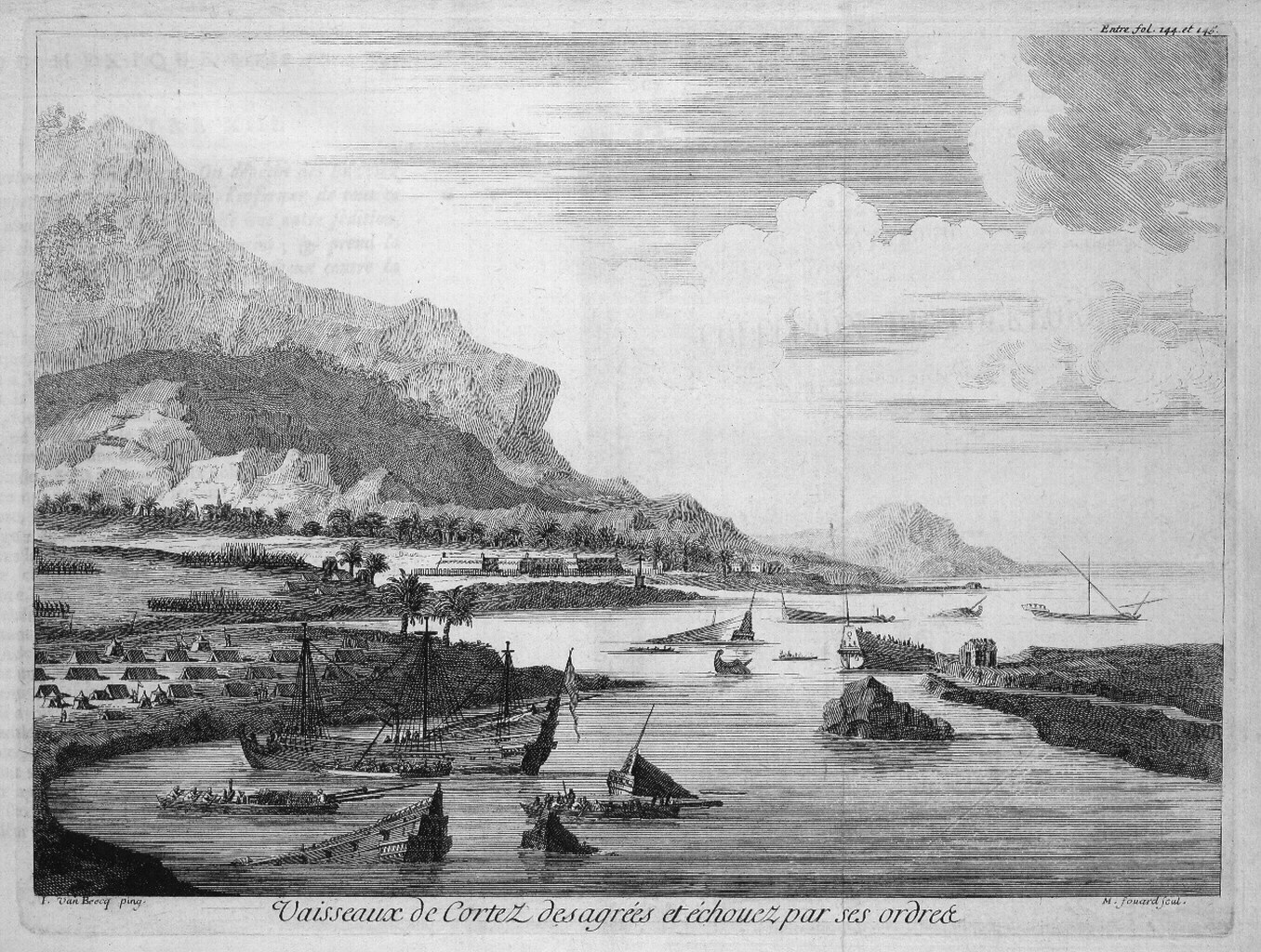
Hernán Cortés va ordenar enfonsar les seves naus, gravat de Van Beecq

Després que els emissaris se n'anessin, Alonso de Grau i Alonso Dávila van ser nomenats alcaldes substituts de la Vila Rica de la Vera Cruz. Poc després, un grup inconforme de partidaris de Diego Velázquez va decidir tornar a Cuba; entre ells hi havia fra Juan Díaz, Juan Velázquez de León, Diego de Ordás, Alonso de Escobar, Juan Escudero, el pilot Diego Cermeño, i els mariners Gonzalo de Umbria i Alfonso Peñate. Davant del que es considerà un motí, es va celebrar un consell de guerra presidit per Cortés i organitzat pel regiment de la vila amb el suport dels nous alcaldes. Com a resultat, Juan Escudero i Diego Cermeño van ser condemnats a morir a la forca i a Gonzalo de Umbria se li va tallar part d'un peu. Els altres foren posats sota arrest i, quan més tard van ser a lliberats, es van convertir en incondicionals del cabdill. Aquell motí decidí Cortés a prendre una mesura dràstica per preventir futures conspiracions: va barrinar i enfonsar la major part dels vaixells. la major part dels vaixells, fingint que estaven greument corcats per bromes. La versió de Cortés va ser recolzada pels seus seguidors. D'acord amb la crònica de Díaz del Castillo, els qui pretenien desertar es van veure obligats a continuar a l'empresa. Els que estaven a favor de l'aventura, no necessitaven artificis per decidir-se: Doncs, de quina condició som els espanyols per no anar endavant, i estar-nos en llocs on no tinguem profit de guerra?.
L'agutzil major de la Vila Rica, Juan de Escalante, va quedar a cura de la guarnició amb un petit grup de soldats, la majoria grans o ferits. Tenien ordres d'oferir el suport necessari al poble totonaca davant eventuals hostilitats dels mexiques i vigilar la costa.
Mentrestant, el governador de l'illa de Jamaica, Francisco de Garay, va enviar una expedició d'exploració amb tres vaixells i dos-cents setanta homes al comandament d'Alonso Álvarez de Pineda al golf de Mèxic. Després d'haver navegat des de la Florida fins al riu Pánuco van ser vistos per Escalante, que immediatament va avisar el seu capità. Cortés va creure que eren embarcacions enviades per Velázquez i va decidir posar un parany a la platja per capturar els nous expedicionaris, però l'argúcia només va funcionar amb set homes que van desembarcar en un vaixell i la resta de l'expedició va poder tornar a Jamaica. El 16 d'agost de 1519 Cortés, amb la resta dels espanyols i un gran contingent d'aliats totonaques, va començar la marxa cap a la ciutat de Tenochtitlan.

### Aliança amb els tlaxcalteques
A l'inici, el trajecte dels conquistadors no va ser fàcil. Van passar per Ixcalpan (Rinconada) i després Xalapa de Enríquez, on van ser ben rebuts, i per Xicochimalco. Continuaren a Monte Grande, que prengué el nom de Puerto de Dios, i van seguir a Teoizhuacán i Ayahualulco; travessaren la Sierra de Puebla pel Cofre de Perote amb abastament molt limitat d'aigua, es van dirigir cap al nord passant pels poblats d'Altotonga, Xalacingo i Teziutlán fins a arribar a Zautla, on van ser rebuts pel governant local Olintetl. Quan van preguntar-li si era tributari dels mexiques, la seva resposta va ser: «És que hi ha algú que no sigui vassall de Moctezuma?». Durant l'entrevista Cortés va intentar-lo convèncer de deixar de tributar i acceptar la corona espanyola, però Olintetl s'hi negà per por dels guerrers asteques acantonats a la localitat. Tot i això, els espanyols van ser benvinguts i allotjats. El teuctli de Ixtacamaxtitlán, que també era vassall de Moctezuma, va enviar una invitació als espanyols i els va proposar de continuar la ruta per Cholula per evitar travessar els territoris tlaxcalteques, però Mamexi va advertir Cortés d'un possible parany i li va proposar enviar missatgers de pau als dirigents tlaxcalteques per formar una aliança en contra dels mexiques. Cortés, convençut de la fidelitat dels totonaques, va seguir el consell i va prosseguir l'itinerari preestablert.

Recorregut de l'expedició d'Hernán Cortés

Tlaxcala era una confederació de ciutats estat unides en una república governada pels integrants d'un senat. En canvi, Tenochtitlan estava organitzada de manera semblant a un imperi. Des de 1455 el poder asteca estava conformat sobre la base d'una Triple Aliança integrada pels senyorius de Tetzcuco, Tlacopan i Tenochtitlan, però aquest últim exercia l'hegemonia del poder. En aquells anys ambdues confederacions s'enfrontaven en les guerres rituals anomenades Xochiyáoyotl o "guerres florides", l'objectiu principal de les quals era la captura de presoners per al sacrifici als déus i no la mort dels adversaris al camp de batalla.
L'exèrcit totonaca-espanyol comandat per Cortés era numèricament molt inferior al potencial del territori densament poblat de Tlaxcala, on convivien els Pinomar, els otomí i els tlaxcalteques, assentats en centenars de petites localitats. Quan hi van arribar els parlamentaris espanyols, el senat de Tlaxcala ja estava assabentat dels seus fets. Després de sentir la seva proposta d’aliança, es van reunir per deliberar. Els principals representants eren Xicohténcatl Huehue «el Vell», Maxixcatzin, Citlalpopocatzin i Hueyiolotzin. Igual que els mexiques, els tlaxcalteques consideraven els espanyols com a semidéus perquè les notícies sobre els seus cavalls i les seves armes els havien impressionat. Maxixcatzin es va inclinar per segellar l'aliança i lluitar contra els seus acèrrims enemics, mentre que Xicohténcatl Axayacatzin va posar en dubte la semidivinitat dels espanyols, argumentant que l'ambició que havien mostrat per l'or, els petits furts en els pobles, la destrucció de temples i el menyspreu de lleis ancestrals evidenciava més un comportament humà que diví. Finalment decidiren atacar els nouvinguts: si aconseguien la victòria la nació tlaxcalteca guanyaria crèdit, en cas de derrota es culparia als otomí d'haver actuat en desobediència a les ordres del senat i se signaria l'aliança.

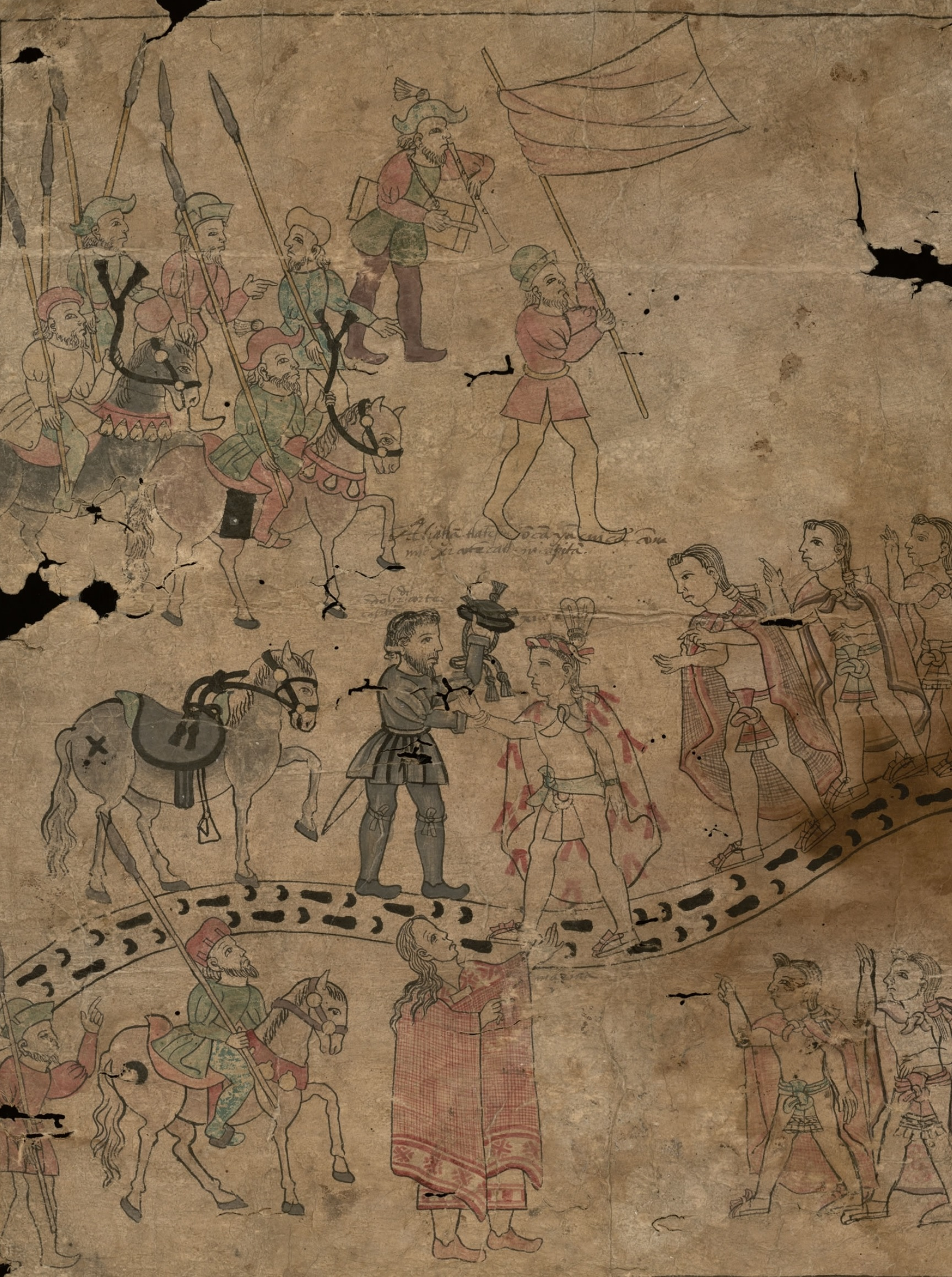
Hernán Cortés i Xicohténcatl, Llenç de Tlaxcala

El 2 de setembre de 1519 un grup de quinze indígenes va servir d'esquer i es va fer perseguir pels estrangers fins al congost de Tecóac, on Xicohténcatl Axayacatzin havia preparat una emboscada amb un gran nombre de guerrers otomí. Davant la situació el mateix Cortés va llegir el Requerimiento però no va ser atès. La batalla va resultar favorable per als espanyols malgrat el desavantatge numèric. Però aquella nit, Cortés i els seus homes van considerar per primera vegada la possibilitat que el seu reduït exèrcit fos anihilat, i van establir el seu campament al turó de Tzompachtepetl.
Buscant sempre l'aliança, Cortés va enviar missatgers de pau però la resposta de Xicohténcatl fou irònica: «Pau?, Certament, la celebrarem, veniu a Tlaxcala on hi ha el meu pare. Allà farem les paus, farts de les vostres carns i honorant els nostres déus amb els vostres cors». Malgrat l’amenaça, però, els cavalls, les armes i les tàctiques militars espanyoles es van imposar als tlaxcalteques, que atacaven de manera inarticulada, sense cooperar entre ells i tractant sempre de capturar enemics en lloc de liquidar-los.
De totes maneres, les batalles subsegüents no van ser victòries fàcils per a l'exèrcit compost d’espanyols i totonaques. Per la seva banda, Xicohténcatl va enviar espies amb menjar i regals a la guarnició espanyola, però van ser descoberts. Cortés va ordenar amputar-los mans o polzes a manera d'escarment. A més, en l’interrogatori van delatar la posició i els plans del seu exèrcit. Durant un nou enfrontament a la plana, que va tornar a ser desfavorable per Tlaxcala, Xicohténcatl va titllar d'incapaç el seu lloctinent Chichimecatecle, provocant així la deserció de les tropes d'Ocotelulco i Tepetícpac.
En vista de les repetides derrotes, el senat de Tlaxcala va ordenar a Xicohténcatl Axayacatzin aturar la guerra per negociar un acord de pau. Xicohténcatl el vell, Maxixcatzin, Citlalpopocatzin, Hueyiolotzin i alguns altres senyors importants van rebre els espanyols el 18 de setembre de 1519 i van segellar l’aliança contra els asteques. Com a mostra de pau, els tlaxcalteques van regalar dones als espanyols, entre les quals hi havia una filla de Xicohténcatl el vell, que es va casar amb Pedro de Alvarado i va ser batejada Maria Luisa Tecuelhuatzin. Entre els guerrers tlaxcalteques que van combatre al costat dels espanyols figuraven Piltecuhtli, Aexoxécatl, Tecpanécatl Cahuecahua, Cocomitecuhtli, Quauhtotohua, Textlípitl i Xicohténcatl Axayacatzin. Aquest darrer, però, mai va estar convençut de l'aliança.

### Matança de Cholula

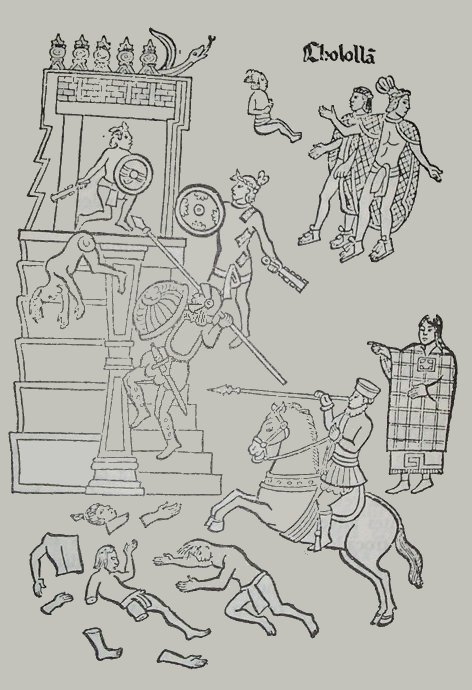
Matança de Cholula, Llenç de Tlaxcala.

Abans de dirigir-se cap Tenochtitlan, Cortés va arribar a Cholula, ciutat tributària i aliada dels mexiques amb una població de trenta mil habitants, que tenia un arrelat culte a Quetzalcóatl. Els tlaxcalteques no eren amics dels cholulteques i van advertir als espanyols que no hi confiessin. Una comitiva de cholulteques, dirigida pels capitans Tlaquiach i Ttalchiac, va sortir a l'encontre de l'exèrcit de Cortés. Quatre espanyols i quatre totonaques van ser rebuts i allotjats dins de la ciutat, però els dos mil tlaxcalteques, que es consideraven enemics, van haver acampar a la perifèria. Durant dos dies els nouvinguts van ser tractats amb hospitalitat; però després, les autoritats cholulteques van començar a evitar Cortés i els seus capitans, ja que havien rebut en forma secreta instruccions de Moctezuma per anihilar els espanyols en una emboscada. Però una dona que pretenia convertir-se en sogra de Malintzi va advertir-la del que es preparava, i aquesta va avisar Cortés.
L'endemà el conquistador, anticipant-se al complot, va fer captius els líders cholulteques i, amb un senyal ja previst, va ordenar al seu exèrcit que llancés un atac preventiu, provocant així l'anomenada matança de Cholula. Més de cinc mil homes van morir en menys de cinc hores sota l'acer de les espases espanyoles i la fúria incontrolable dels seus aliats tlaxcalteques i totonaques. També es va donar l'ordre d'incendiar cases i temples. Tot i haver estat una acció preventiva, moltes de les víctimes van ser civils cholulteques que es trobaven desarmats. Pocs guerrers van oferir resistència més enllà de les dues primeres hores del sorprenent atac. Es sospitava que podien arribar vint mil guerrers asteques acampats als voltants de la ciutat per portar reforços, però, mai van aparèixer. Després de la victòria, els espanyols es van apoderar de l'or i les joies, mentre que els aliats indígenes van prendre la sal i cotó. El contingent espanyol, tlaxcalteca i totonaca va romandre a Cholula durant catorze dies. Els cholulteques, que havien estat tributaris dels mexiques, van ser sotmesos i van acabar aliant-se a les forces de Cortés.
Els conquistadors van continuar la seva expedició cap a Huejotzingo; travessaren entre els dos volcans sentinelles de la vall, el Popocatépetl i l'Iztaccíhuatl per un paratge boscós que avui porta el nom de Pas de Cortés. De l'altra banda, van veure per primera vegada el llac de Texcoco i l'illa de la ciutat de Tenochtitlan. Van creuar per Amecameca i Chalco-Atenco, on ambaixadors de Moctezuma van intentar-los convèncer d’aturar la seva marxa. Després d'una breu estada a Ayotzingo continuaren cap a Mixquic, Tláhuac, Culhuacán i Iztapalapa. En arribar a la ciutat, la població veia amb sorpresa els europeus i els seus cavalls.

### Entrada i estada a Tenochtitlan

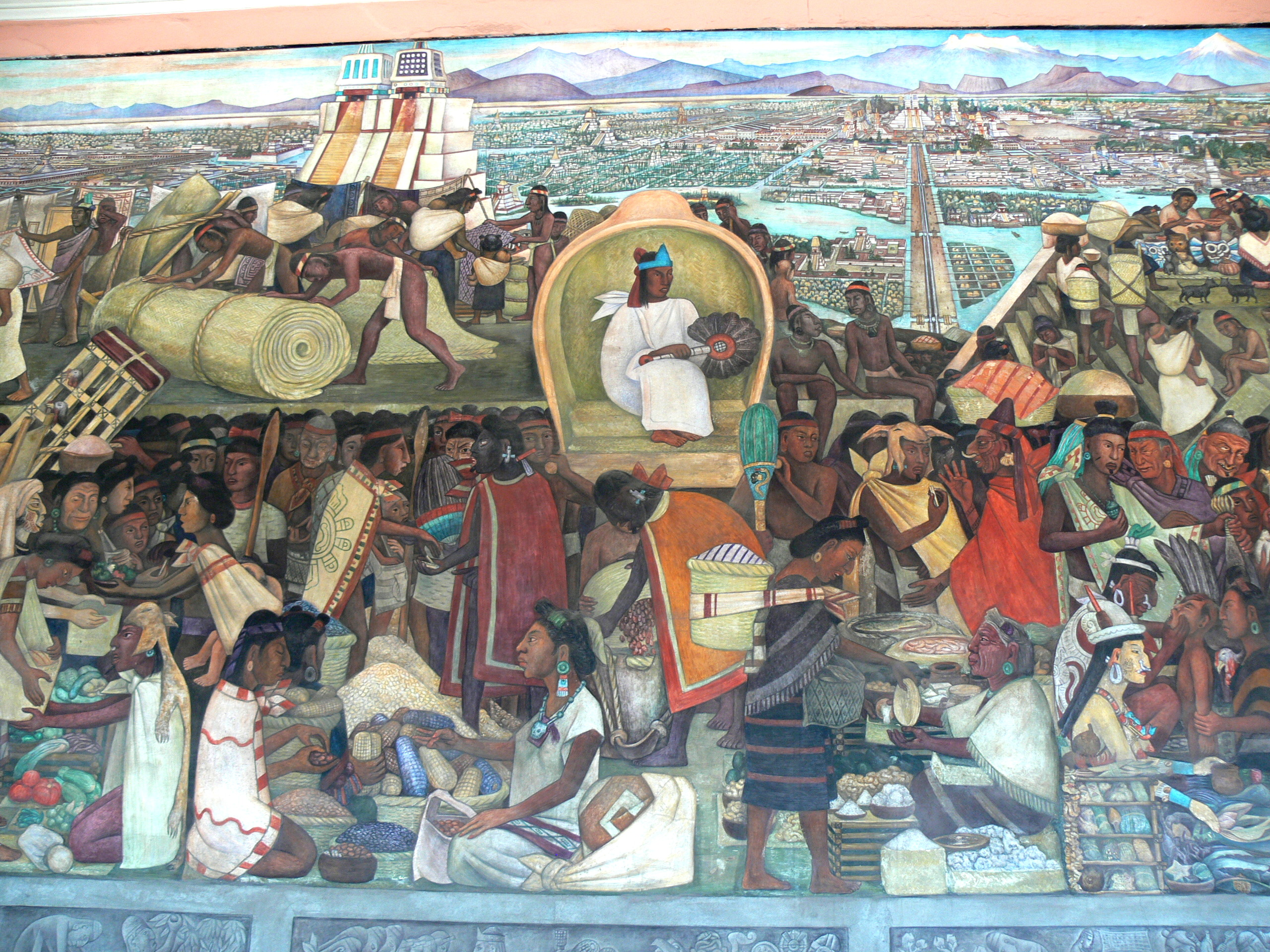
Vista de Tenochtitlan des del mercat de Tlatelolco, mural de Diego Rivera.

Moctezuma va fer molts intents per dissuadir Cortés d'avançar cap a Tenochtitlan. El tlatoani envià regals, ambaixadors i innombrables missatges per convèncer els espanyols de no visitar la ciutat, però tot va ser inútil. El 8 de novembre de 1519, l'exèrcit compost per quatre-cents espanyols, quatre mil tlaxcalteques i setze cavalls va entrar a la ciutat de Tenochtitlan, que era construïda en una illa del llac de Texcoco i unida a terra per tres calçades principals.

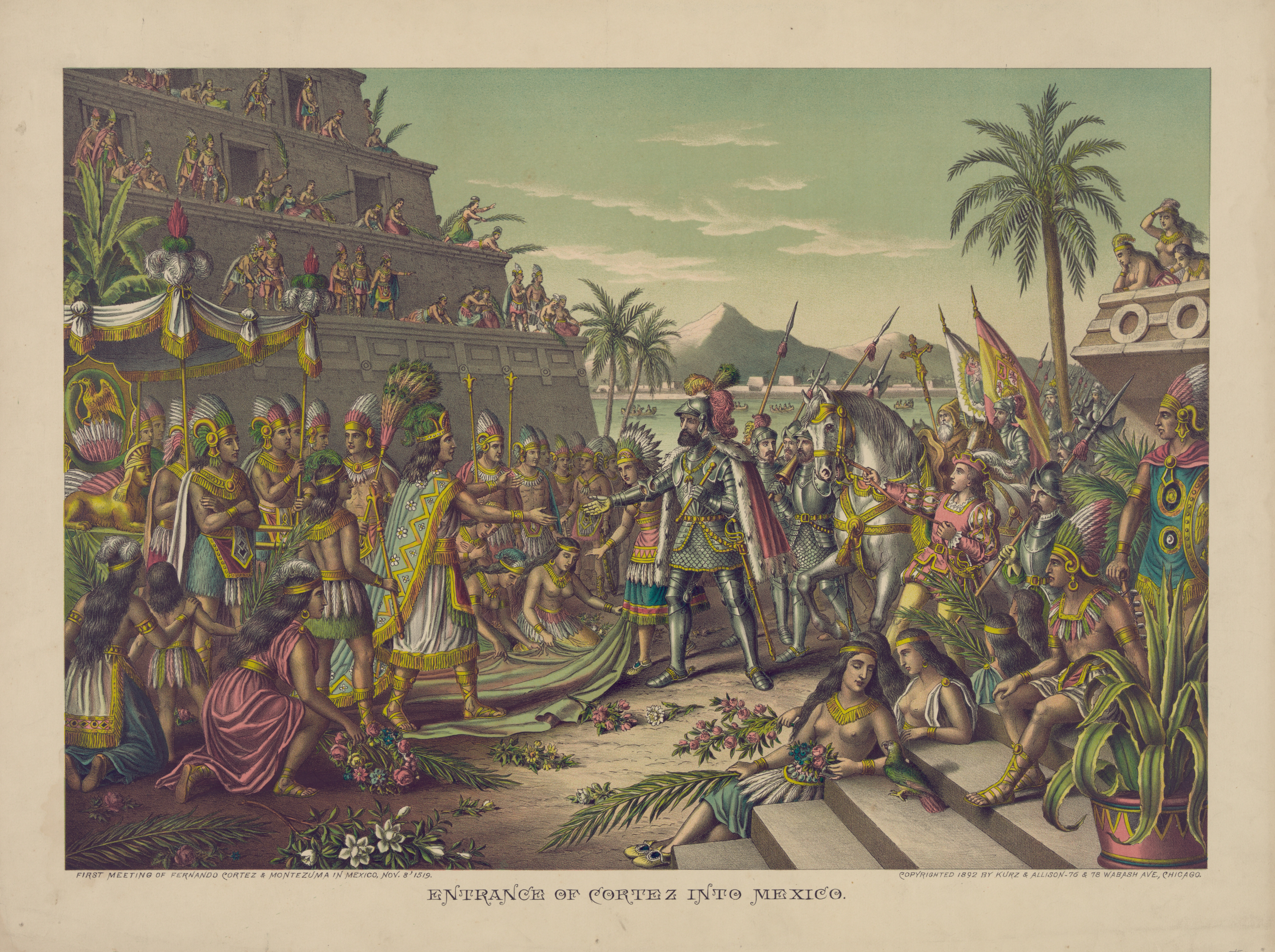
Trobada d'Hernán Cortés i Moctezuma

Cortés i els seus homes van ser rebuts pel Hueyi tlatoani Moctezuma Xocoyotzin i un ampli seguici, entre els quals hi havia Totoquihuatzin, tlatoani de Tlacopan, Cacamatzin, tlatoani de Tetzcuco, Cuitláhuac, Tetlepanquetzaltzin, Itzcuauhtzin, Topantemoctzin i alguns altres servidors. Després d'una breu presentació, hi va haver un intercanvi de regals. Cortés va lliurar a Moctezuma un collaret de grans de vidre que anomenaven  margaritas  i el governant va lliurar al cabdill un collaret amb vuit gambetes d'or. Seguidament, els espanyols van ser allotjats al palau d'Axayácatl, proper al recinte sagrat de la ciutat. Moctezuma era un guerrer experimentat, però com a home supersticiós, continuava amb la idea que possiblement els estranys visitants eren semidéus. Es va entrevistar de manera privada amb Cortés i va donar a entendre, d'acord amb diverses cròniques, la submissió com a vassall de Carles V.
Mentrestant a la costa, seguint els consells dels conquistadors, els totonaques havien deixat de pagar l'acostumat tribut als asteques. En conseqüència els mexiques, comandats pel calpixque Cuauhpopoca, van atacar els vassalls recalcitrants. Però la defensa d’aquests van comptar amb l’ajut de la guarnició espanyola de la Vila Rica de la Vera Cruz. En la lluita, els espanyols van patir 7 baixes, entre elles Juan de Escalante, que va aconseguir incendiar la població de Nautla abans de la retirada dels seus homes, però va morir més tard a conseqüència de les ferides. Les notícies aviat van arribar a Tenochtitlan. Els missatgers mexiques van portar a Moctezuma, juntament amb l'informe de la batalla, el cap del soldat espanyol Juan de Argüello com a prova fefaent que els europeus eren éssers mortals i no déus. El tlatoani, aterrit en veure el cap, va prohibir les accions militars i va demanar mantenir en secret la notícia. De forma paral·lela, missatgers totonaques van informar Cortés dels mateixos esdeveniments.
.

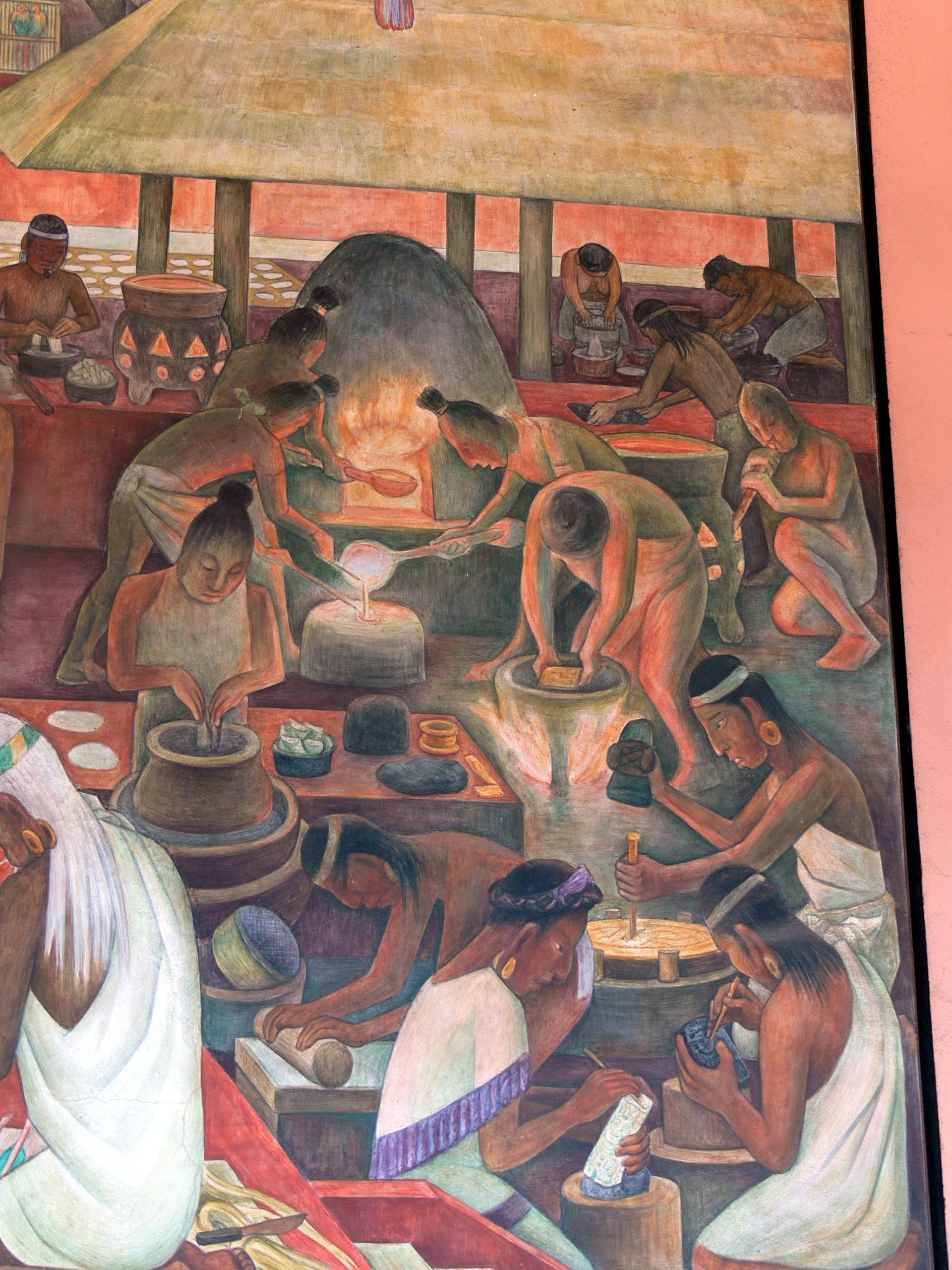
L'or del Cinquè del Rei va ser fos pels orfebres d'Azcapotzalco per a ser enviat a Espanya, mural de Diego Rivera

Durant la seva breu estada, els espanyols havien descobert accidentalment tresors amagats en una de les recambres principals del sumptuós palau d'Axayácatl. Moctezuma els els va oferir, amb l'esperança que així marxessin. Però, tement el risc d'una emboscada per part dels asteques, Cortés va decidir sotmetre’l. El 14 de novembre Cortés va prendre com a pretext els esdeveniments de Nautla per arrestar el tlatoani, exigint també càstig per als responsables. Sorprès, Moctezuma va negar haver ordenat l'atac i va cridar Cuauhpopoca. Els emissaris enviats van ser escortats per Francisco de Aguilar, Andrés de Tapia i Gutiérrez de Valdelomar. A partir d'aquest moment el tlatoani va ser vigilat per una escorta espanyola. Quan van tornar els emissaris, el tlatoani va atorgar el privilegi de judici a Cortés. El procés va ser breu i Cuauhpopoca, el seu fill i quinze principals de Nautla van ser condemnats a morir a la foguera. Per prevenir una sublevació, Moctezuma va ser obligat a presenciar, encadenat, l'execució. El poble mexica, en silenci i expectant, va començar a dubtar del seu màxim dirigent per la submissió mostrada.
Permanentment custodiat, Moctezuma va continuar les seves activitats quotidianes. Convivia amb Cortés i els seus capitans i els va mostrar la ciutat i els voltants. Durant els següents dies el conquistador va demanar al tlatoani que abandonés els seus déus i que prohibís els sacrificis humans. També va esbrinar els llocs d'on procedia l'or. Davant la sorpresa i disgust dels sacerdots mexicans, es van enderrocar les efígies dels seus déus, es van imposar imatges cristianes i es va celebrar una missa al cim del Temple Major.
Els espanyols van organitzar visites a les mines per inspeccionar-les. Gonzalo de Umbria va visitar Zacatula a la regió mixteca; Diego de Ordás va anar a Tuxtepec i Coatzacoalcos; Andrés de Tapia i Diego Pizarro es van dirigir a la zona de Pánuco. Cortés també va demanar a Moctezuma reclamés or a tots els pobles tributaris dels mexiques. Novament, el tlatoani va accedir amb l'esperança que, a canvi d'aquests tresors, els europeus es retiressin de Tenochtitlan. Per facilitar el seu transport i repartiment, tot l'or va ser fos en barres pels orfebres d'Azcapotzalco, separant-ne el Cinquè del Rei.
Una petita comitiva d'espanyols va ser enviada a la recerca d'or a Tetzcuco. Els guies eren Netzahualquentzin i Tetlahuehuezquititzin, tots dos germans de Cacama. Degut a un malentès, es va sospitar d'una possible traïció de Netzahualquentzin, motiu pel qual va ser condemnat a morir a la forca. Cacama, exasperat, va intentar revoltar-se amb els senyors de Coyoacán, Tlacopan, Iztapalapa, Toluca i Matalcingo, però Ixtlilxóchitl, també germà i alhora enemic de Cacama, el va trair. Els rebels van ser arrestats i Cortés va decidir nomenar Coanácoch com a nou tlatoani de Tetzcuco. Dies més tard, Pedro de Alvarado torturà Cacama perquè aquest lliurés una major quantitat d'or, acció que va ser denunciada per Bernardino Vázquez de Tapia durant el judici de residència de Alvarado.
Moctezuma va insistir a Cortés que es retirés de la ciutat, però la resposta va ser negativa. L'estada es va allargar amb l'excusa que les seves naus havien estat destruïdes. Tot i el malestar social dels mexiques per les accions dels conquistadors espanyols i l’abjecte comportament del Hueyi tlatoani, aquest va intentar per tots els mitjans evitar un alçament. A petició de Cortés, va adreçar un discurs solemne al seu poble, en el qual, plorant, es va reconèixer com a vassall de Carles V i va demanar retre obediència als espanyols. Ho feu en part perquè creia en les profecies i supersticions, però també perquè temia que en cas d'un enfrontament armat el seu poble fos massacrat.
Considerant el control relatiu sobre Tenochtitlan que havia aconseguit, Cortés va enviar Juan Velázquez de León amb cent homes a la regió de Coatzacoalcos, amb l'objectiu de fundar una colònia des d'on extreure or i vigilar la costa. Rodrigo Rangel va ser enviat a Chinantla, i per tranquil·litzar Moctezuma, Cortés va enviar a la Vila Rica de la Vera Cruz, a Gonzalo de Sandoval, Martín López, Andrés Núñez i Alfonso Yañez amb ordres oficials de construir nous vaixells a la vista dels mexiques, però amb instruccions secretes de treballar de la manera més lenta possible.

### Entrevista dels procuradors amb el rei i el Consell de Castella
Mentre això passava a Tenochtitlan, els procuradors de la Vila Rica de la Vera Cruz Alonso Hernández Portocarrero i Francisco de Montejo havien arribat a Sevilla. L’octubre de 1519 el bisbe Juan Rodríguez de Fonseca s'havia assabentat dels esdeveniments de Mèxic i va ordrenar al comptador de la Casa de Contractació Juan López de Recalde que confisqués el tresor que transportaven. Fra Benito Martin havia aconseguit ja a la cort el títol d'adelantado per a Diego Velázquez i va sol·licitar que s'atorgués plena autoritat al governador de Cuba per castigar la insubordinació de Cortés.
Rodríguez de Fonseca encara tenia el control del Consell de Castella, el qual atenia els assumptes de les Índies. Però el bisbe de Badajoz Pedro Ruiz de la Mota i el secretari del rei Francisco de los Cobos y Molina van quedar impressionats per l'or portat de Mèxic. El bisbe de Badajoz, doncs, va advocar per Cortés davant del rei Carles V. D'altra banda els procuradors van adreçar-se a Martin Cortés, pare del cabdill, per tal que els aconseguís, mitjançant cartes, una entrevista amb el rei. El pare de Cortés es va mostrar interessat a rebre'ls i a conèixer els totonaques que havien portat al viatge. Seguidament, els emissaris van anar a Barcelona on creien que trobarien el rei, però aquest, en constant moviment, s'havia traslladat a Burgos. No obstant això, van poder entrevistar-se amb l'advocat Francisco Núñez i el conseller del rei Lorenzo Galíndez de Carvajal, que va decidir donar-los suport.
Quan els emissaris de Cortés van arribar a Burgos la cort s'havia desplaçat a Valladolid. A Tordesillas el monarca va sostenir una reunió informal amb els procuradors, però no va ser fins al 30 d'abril de 1520, a Santiago de Compostela, que el comitè del Consell de Castella escoltà finalment els procuradors. En aquell moment Carles V estava ocupat amb els assumptes de la Guerra de les Comunitats de Castella. A més havia estat elegit emperador del Sacre Imperi Romanogermànic, cosa que l’obligava a fer front al conflicte de la reforma luterana, i havia de viatjar a Aquisgrà per ser coronat. Tot i això, va mostrar gran interès en els assumptes d'Índies.
El comitè estava format pel cardenal Adrià d'Utrecht, el canceller imperial Mercurino Arborio Gattinara, el bisbe de Badajoz Pedro Ruiz de la Mota, l'arquebisbe de Palerm Jean Carondelet, l'arquebisbe de Granada Antonio de Rojas Manrique, el comanador major de Castella Hernando de la Vega, i el bisbe de Burgos Juan Rodríguez de Fonseca. A més van estar presents a la reunió el doctor Diego Beltrán, Luis Zapata, Francisco de Aguirre, Llorenç Galíndez de Carvajal, Pedro Mártir de Anglería, Bartolomé de las Casas, Juan de Sámano, i Francisco de los Cobos i Molina. Es va realitzar una llarga sessió en què van ser interrogats els procuradors Francisco de Montejo, Alonso Hernández Portocarrero i l'emissari del governador de Cuba, Gonzalo de Guzmán. Tot i que el bisbe de Burgos va acusar Cortés i els seus homes de desertors i traïdors, el 17 de maig de 1520 el comitè va decidir ajornar la resolució fins a escoltar noves proves tant de Velázquez com de Cortés.

### Expedició de Narváez

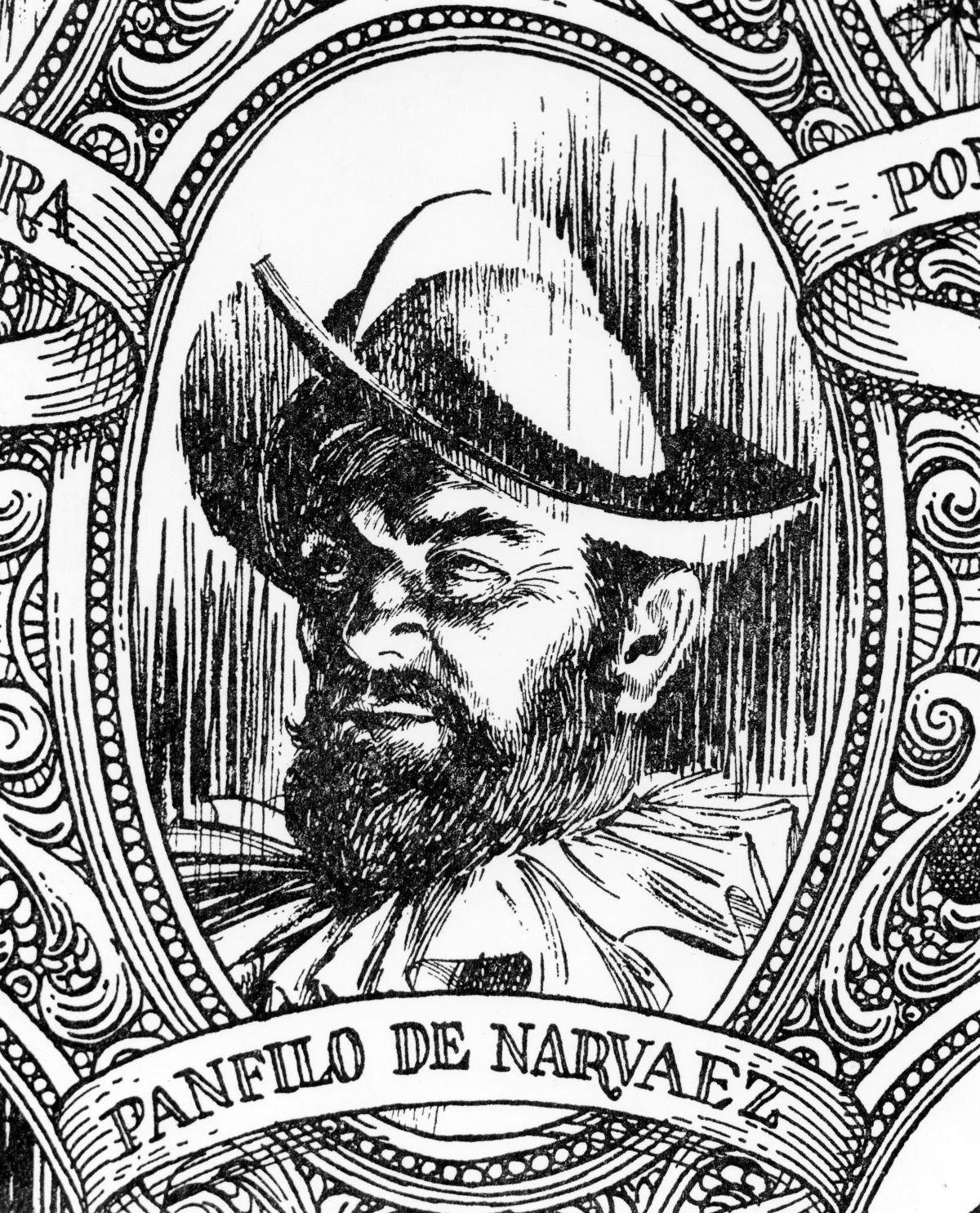
Pánfilo de Narváez.

Diego Velázquez, desconeixent encara els últims esdeveniments a Espanya, va confiscar a l'illa de Cuba els béns de Cortés i d'alguns dels seus homes. Va organitzar un exèrcit que constava de dinou vaixells, mil quatre-cents homes, vuitanta cavalls, vint peces d'artilleria i mil auxiliars cubans. Designà Pánfilo de Narváez com a capità amb ordres secretes d’arrestar o matar Cortés. Quan Rodrigo de Figueroa, jutge de residència de la Hispaniola, es va assabentar dels plans de Velázquez, va considerar que la pugna no era beneficiosa per a la corona i per tal motiu va enviar l'oïdor Lucas Vázquez de Ayllón juntament amb l'agutzil de Santo Domingo Luis de Sotelo i l'escrivà Pedro de Ledesma per aturar l'expedició. Vázquez de Ayllón va trobar Narváez a Xaraguas i li va ordenar que la suspengués. A més, el 18 de febrer de 1520 va notificar directament a Velázquez les ordres de Figueroa, però el governador de Cuba va seguir amb els seus plans, desatenent la petició oficial i desafiant l'autoritat del jutge de residència. En vista d’això, Vázquez de Ayllón va decidir viatjar a la Vila Rica de la Vera Cruz per intentar negociar un acord. Les seves naus van salpar de Cuba el 5 de març de 1520. Poc abans de sortir de Cuba s'havia estès una epidèmia de verola a l'illa i el virus va ser transportat en aquell viatge.
Van participar en l'expedició de Narváez Juan Bueno de Queixa, Leonel de Cervantes, el veedor del governador de Cuba Gerónimo Martínez de Salvatierra, un nebot homònim de Velázquez conegut com «el Jove», l'alcalde de Trinitat Francisco Verdugo, Gaspar de Garnica, Baltasar Bermúdez i altres experimentats conquistadors. També va viatjar Andrés de Duero, secretari de Velázquez però amic de Cortés, ja que Amador de Lares havia mort a començaments de 1520. Els vaixells van fer escala a Cozumel, on van rescatar els supervivents del naufragi d'Alonso de Parada i van fundar una petita guarnició. Es van dirigir cap a Tabasco arribant a Potonchan on es trobava la Vila de Santa Maria de la Victoria per proveir-se d'aigua i en l'etapa final del viatge van ser sorpresos per una tempesta que els feu perdre un vaixell i cinquanta homes, entre ells Cristóbal de Morante, que havia estat soci i capità en la primera expedició a la península de Yucatán. Van arribar a San Juan de Ulúa el 19 d'abril però els vaixells de Vázquez de Ayllón havien arribat un parell de dies abans, de manera que l'oïdor va poder contactar amb els homes de la Villa Rica de la Vera Cruz i assabentar-se a l’avançada dels èxits de Cortés.
En desembarcar, Pánfilo de Narváez va decidir fundar la ciutat de San Salvador. Van entrar en contacte amb els totonaques, als quals van informar que pretenien arrestar Cortés i alliberar Moctezuma. El tecutli de Cempoala, tot i estar preocupat per les notícies, va preferir rebre bé els nouvinguts, subministrant-los queviures durant tres setmanes. Els totonaques van enviar els acostumats regals però Narváez se'ls va quedar, provocant l'antipatia dels seus seguidors. Com que la regió es trobava en pau, Ayllón va parlar bé de Cortés i els homes, que ignoraven els plans de l'expedició, van començar a inquietar-se. Narváez va culpar l’oïdor de la situació i va decidir arrestar-lo. Vázquez de Ayllón, Pedro de Ledesma i alguns simpatitzants de Cortés van ser fets presoners i enviats en un vaixell amb direcció a Cuba. L'oïdor no va poder fer res davant els homes de Narváez, però quan van salpar, va amenaçar el capità del vaixell que si el portava a Cuba seguint les ordres de Narváez, el condemnaria a la forca. Així que l'embarcació es va dirigir cap a la Hispaniola, on Vázquez de Ayllón va denunciar els fets i va enviar cartes a Espanya detallant l'ofensa i el procedir violent de Narváez. Finalment, els esdeveniments van fer que la iniciativa de Diego Velázquez li resultés contraproduent.
Una comitiva de Moctezuma, que estava sotmès, es va posar en contacte amb Narváez, i aviat van ser enviats missatges al Hueyi tlatoani qui, esperant ser alliberat pel nouvinguts, va mantenir en secret aquesta comunicació, però no va poder amagar les notícies de l'arribada de l'expedició. Cortés va designar fra Bartolomé de Olmedo i cinc emissaris per assabentar-se de l'evolució dels esdeveniments. A la costa, Narváez comissionà fra Antonio Ruiz de Guevara i l'escrivà Alfons de Vergara perquè notifiqués a Gonzalo de Sandoval, que era a Veracruz ocupant-se de la construcció de vaixells, les noves provisions de Diego Velázquez: es considerava Cortés un traïdor i Narváez havia de rebre el suport de tots els espanyols. Però Sandoval, en comptes d'obeir les ordres, va decidir capturar els comissionats i enviar-los presos a Tenochtitlan. Narváez també va enviar cartes a Juan Velázquez de León pensant, equivocadament, que com a parent del governador de Cuba seria un aliat.
Cortés va rebre amb afalacs Vergara i Guevara, tot demanant-los disculpes pel tracte de Sandoval, va organitzar un banquet i els va regalar or, deixant-los bocabadats i convertint-los en amics. Els comissionats el van informar de tots els detalls de l'expedició, van obviar les provisions de Velázquez i fins i tot van suggerir-li que enviés regals als homes de Narváez. Cortés els va proporcionar una escorta i els envià de tornada a la costa perquè portessin una carta de resposta per a Narváez. Aquest, en canvi, havia arrestat els emissaris de Cortés, a excepció del clergue Olmedo, del qual es va informar de les riqueses de la terra. Quan Vergara i Guevara van arribar a San Salvador, van començar a repartir or secretament als homes de Narváez. La missiva de Cortés era una carta de benvinguda i invitació als membres de l'expedició, però també hi manifestava la seva sorpresa per la nova designació de Narváez.
Davant l'expectativa, Cortés va sortir de Tenochtitlan cap a la costa amb part del seu exèrcit, deixant una guarnició de vuitanta homes al comandament de Pedro de Alvarado, i va enviar instruccions a Velázquez de León i Rangel perquè es reunissin amb ell a Cholula per anar plegats cap a Cempoala. Des d’allà Cortés va enviar missatgers a Narváez i, en diversos viatges en ambdós sentits, van iniciar negociacions, sense posar-se, però, d’acord. Les propostes de Narváez eren rebutjades per Cortés, ja que implicaven desposseir-lo en favor de Velázquez, i les contrapropostes de Cortés, que es justificava al·legant la seva obediència directa al rei sense reconèixer l'autoritat del governador de Cuba, eren inacceptables per a Narváez. Però els missatgers feien també funció d'espies i Andrés de Duero va ajudar novament el seu amic a subornar oficials de Narváez. Els homes de Cortés van avançar cap a Mictlancuauhtla i acamparen el 28 de maig a la ribera del riu Chachalacas. El conquistador preparà l’atac a Narváez, que era a Cempoala confiat que no atacarien per les condicions del temps. Per mitjà dels seus espies, Cortés es va informar els detalls de les posicions del seu enemic.
Tot i que l'exèrcit de Cortés era menys nombrós que el de Narváez, l'atac sorpresa va ser veloç i precís. Diego Pizarro i seixanta homes tenien ordres d'apoderar-se de l'artilleria; Gonzalo de Sandoval i vuitanta homes havien de capturar o matar Narváez; Juan Velázquez de León s'enfrontaria a les forces comandades pel seu cosí Diego Velázquez «el Jove», nebot del governador; Diego de Ordás tenia la missió de capturar les forces comandades per Salvatierra; finalment, Andrés de Tapia i Cortés reforçarien qualsevol dels altres capitans que necessités ajut.
Quan Narváez va intentar reaccionar, era tard. Els suborns havien fet efecte, el cap d'artilleria Bartolomé de Usagre havia col·locat cera en els canons, la pólvora s'havia mullat, els homes de Bermúdez no es trobaven en els seus llocs i els espies de Cortés havien tallat les cingles de les selles dels cavalls. Després d'una breu topada a la part alta del teocalli, el piquer Pedro Gutiérrez de Valdomar va deixar borni Narváez i el va fer presoner. Pedro Sánchez Farfán va portar el pres ferit davant els capitans Gonzalo de Sandoval, Alonso de Ávila, i Diego de Ordás, que li van prendre les suposades provisions del rei, que van resultar ser tan sols les instruccions de Velázquez. Quan va ser portat davant Cortés, li va dir «Senyor capità, tingueu en molt aquesta victòria i l’haver-me pres». I Cortés respongué: «Dono gràcies a Déu i als meus esforçats cavallers, però una de les menors coses que he fet en aquesta terra és desbaratar-vos i prendre-us». Hi va haver poques baixes, no més de vint, entre elles el tecutli de Cempoala, Chicomácatl, Diego Velázquez «el Jove» i Alonso Carretero. La major part dels homes es van rendir, convençuts de la riquesa de les terres descobertes, i van reconèixer Cortés com a nou cap, incrementant així la força militar del conquistador. Entre els auxiliars viatjava un esclau de raça negra malalt de verola. En acabar la campanya, es va desmantellar San Salvador i Juan Velázquez de León va marxar cap a Pánuco per poblar la zona amb cent homes i vigilar possibles incursions de Francisco de Garay. Un missatger provinent de Tenochtitlan va informar Cortés que s'havia produït una revolta a la ciutat, i que tots els espanyols que hi havia restat eren assetjats. El conquistador es va assabentar també de la comunicació secreta que havia sostingut Moctezuma amb Narváez.

### Matança del Temple Major
Durant l'absència de Cortés, a Tenochtitlan s'havia de celebrar la cerimònia en honor del déu Huitzilopochtli. Els asteques van demanar permís al capità Pedro de Alvarado, que va atorgar el permís corresponent per dur a terme la festa de Tóxcatl, la qual era un extens ritual on es feia una estàtua de Huitzilopochtli; sacerdots, capitans i joves guerrers ballaven i cantaven desarmats. Alvarado va tancar les sortides, passos i entrades al pati sagrat, l'entrada de Cuauhquiyauac (Àguila) al palau menor, la de Acatl iyacapan (Punta de canya), la de Tezcacóac (Serp de miralls) i els espanyols van massacrar els assistents.

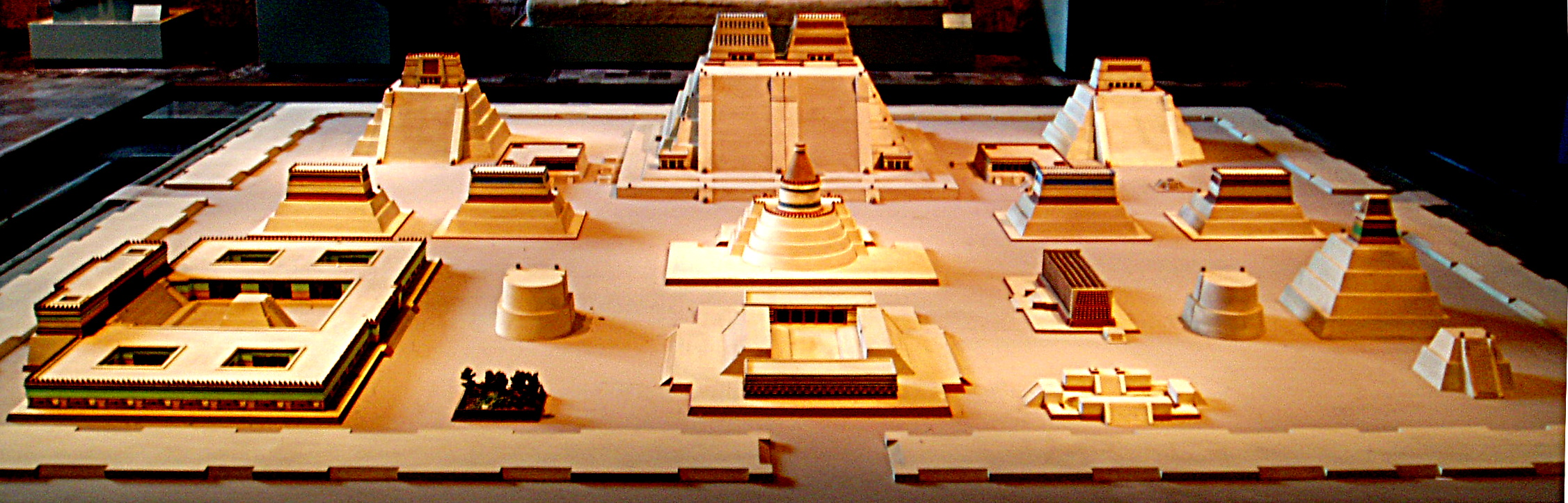
El recinte del Temple Major, maqueta del Museu Nacional d'Antropologia (Mèxic)

Va ser una gran pèrdua no sols de vides humanes sinó de coneixement, perquè els assassinats eren els dirigents que s'havien educat en el Calmécac, els veterans de guerra, els calpixques, els intèrprets de còdex. La presència dels estrangers ofenia al poble de Tenochtitlan, però era tant el respecte que sentien per la figura del Hueyi tlatoani, que fins aleshores ningú s'havia atrevit a contradir-lo. Però la matança va provocar una enorme indignació i els mexiques es van llançar contra el palau d’Axayácatl. Moctezuma va demanar al tlacochcálcatl (cap d'armes) de Tlatelolco, Itzcuauhtzin, que calmés la població enardida. Aquest va demanar amb un discurs a asteques i Tlatelolco que no combatessin contra els espanyols. Però la revolta ja no es podia frenar, la població ofesa per l'actitud del tlatoani, cridava «ja no som els teus súbdits!», i estaven indignats per l'atac a traïció als seus capitans. Assetjaren durant més de vint dies el palau on els espanyols s'havien atrinxerat, amb Moctezuma i altres caps com a ostatges.

### La Nit Trista

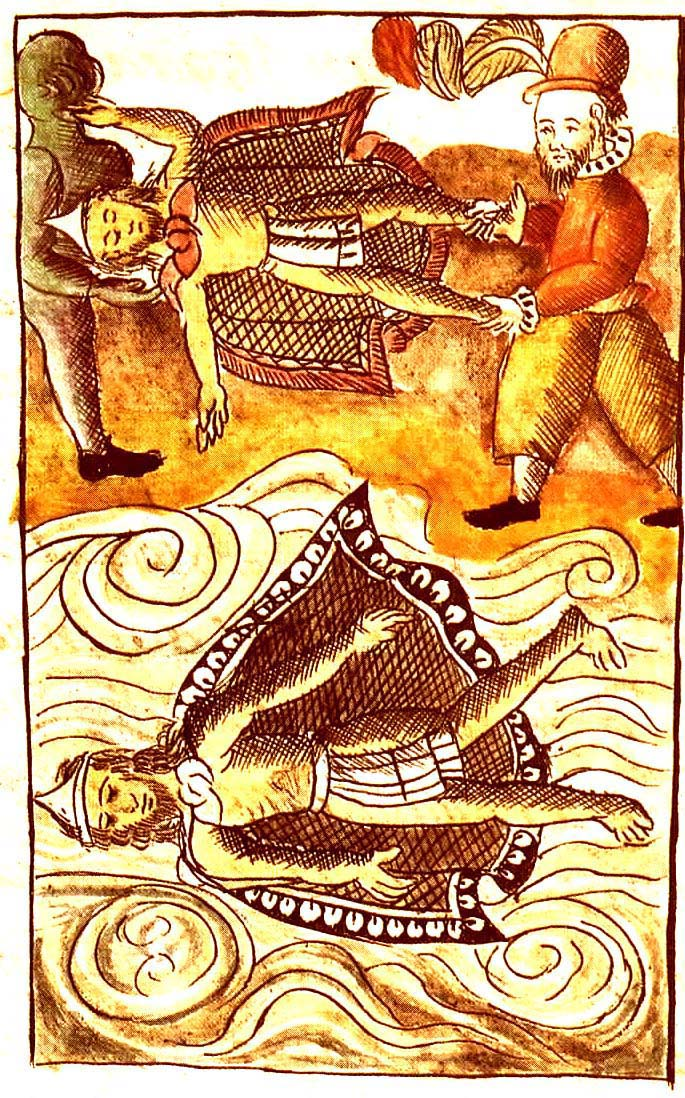
Mort del tlatoaniMoctezuma Xocoyotzin i el tlacochcálcatl (cap d'armes) de Tlatelolco Itzquauhtzin, Còdex Florentí.

De tornada a la ciutat i després d'un enfrontament a Iztapalapa, Cortés va poder reunir-se amb els seus companys assetjats al palau d’Axayácatl. Segons Díaz del Castillo, Cortés havia arribat amb més de mil tres-cents soldats, noranta-set cavalls, vuitanta ballesters, vuitanta escopeters, artilleria i més de dos mil tlaxcalteques. Pedro de Alvarado havia mantingut captiu Moctezuma, juntament amb alguns dels seus fills i diversos sacerdots.
Segons Díaz del Castillo, Cortés va fer que Moctezuma pugés a un dels murs del palau per parlar amb la seva gent i tranquil·litzar-los, però, la multitud enardida va començar a llançar pedres, una de les quals va ferir-lo de gravetat durant el seu discurs. El Hueyi tlatoani va ser portat dins el palau, però va morir tres dies després a causa de la ferida. Tanmateix, Fernando de Alva Ixtlilxóchitl afirma que foren els espanyols els qui van assassinar Moctezuma per ferides d’espasa. El seu cos i el d’Itzquauhtzin, senyor de Tlatelcoco, van ser duts fora del palau per dos servents del tlatoani. La convivència entre Cortés i Moctezuma hauria creat un vincle d'amistat i el tlatoani abans de morir va demanar a Cortés que afavorís el seu fill de nom Chimalpopoca. També segons Díaz del Castillo, en morir Moctezuma, Cortés i els capitans es van entristir.
El palau estava assetjat, sense aigua, ni aliments, i el Tlahtocan (consell) va triar com a nou tlatoani un cosí de Moctezuma, Cuitláhuac, que no estava disposat a ser manejat pels espanyols. En aquestes circumstàncies, Cortés es va veure forçat a abandonar la ciutat. Va organitzar la fuga, tot ordenant carregar la major quantitat d'or possible. Per impedir la fugida dels espanyols, els asteques havien desmuntat els ponts dels canals a la ciutat, Cortés va utilitzar les bigues del palau de Axaycácatl per improvisar ponts portàtils.

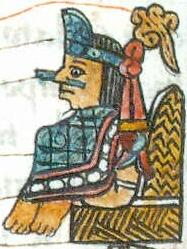
Cuitláhuac.

El 30 de juny de 1520 durant la nit, Cortés va sortir de Tenochtitlan. Vuitanta tamemes (carregadors) tlaxcalteques van ser previstos per transportar l'or i les joies. Al davant marxaven Gonzalo de Sandoval, Antonio de Quiñones, Francisco de Acevedo, Francisco Lugo, Diego de Ordás, Andrés de Tapia, dos-cents peons, vint genets i quatre tlaxcalteques. Al centre, transportant el tresor, Hernán Cortés, Alonso de Ávila, Cristóbal de Olid, Bernardino Vázquez de Tapia, l'artilleria, Malintzi i altres dones indígenes, Chimalpopoca amb les seves germanes, els presoners mexiques i el gruix de les forces espanyoles i aliades. A la rereguarda Pedro de Alvarado, Juan Velázquez de León, la cavalleria i la major part dels soldats de Narváez.
Només van aconseguir sortir els primers, ja que van ser descoberts i assetjats des de canoes. A més, el pes de l’or i les joies amb què havien omplert les seves butxaques i roba els dificultava els moviments. En la fugida van morir uns vuit-cents espanyols i un gran nombre d'aliats, i van perdre quaranta cavalls, canons, arcabussos, espases, arcs i sagetes de ferro, així com la major part de l'or. Entre les baixes es trobaven el capità Juan Velázquez de León, qui havia estat fidel a Cortés tot i ser parent de Diego Velázquez de Cuéllar, Francisco de Morla, Francisco de Salcedo, Cacama, dues filles de Moctezuma i Chimalpopoca. El mateix Cortés va ser ferit en una mà. Els supervivents van escapar per la ruta de Tlacopan, on el cronista López de Gómara descriu el salt de Pedro de Alvarado al pont de Toltacacalopan, tot i que aquest fet és desmentit per Díaz del Castillo. Tots els cronistes coincideixen amb el plor de Cortés a la Nit Trista:

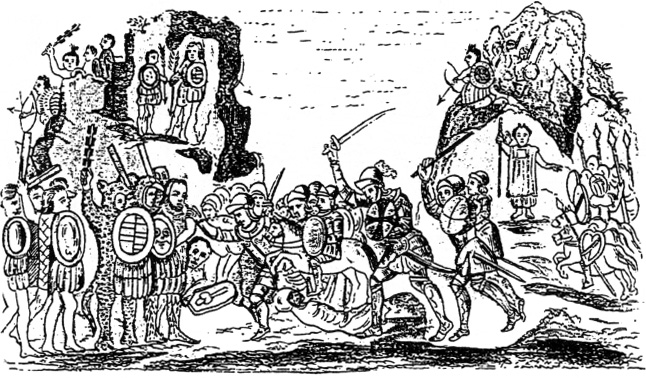
Batalla d'Otumba.

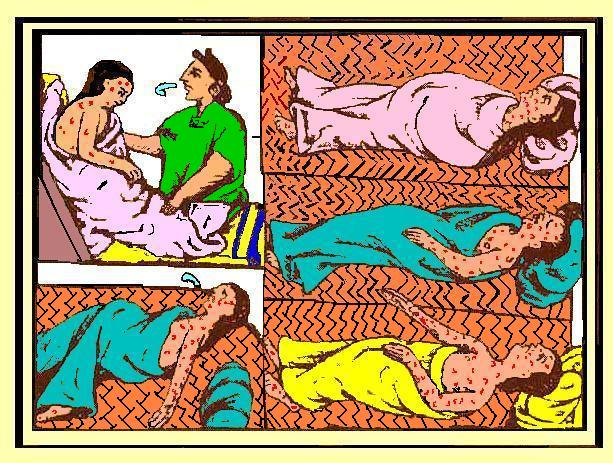
Epidèmia de verola, Còdex Florentino.

| «                                                            | .. Cortés s'aturà, i fins va seure, i no a descansar, sinó a fer dol sobre els morts i els vius que quedaven, i pensar i dir quin cop la fortuna li dava amb perdre tants d'amics, tant de tresor, tant de comandament, tan gran ciutat i regne; i no solament plorava la desventura present, ans temia la que vindria, per estar tots ferits, per no saber on anar, i per no tenir certa la guàrdia i amistat a Tlaxcala; i qui no hagués plorat en veient la mort i l'estrall d’aquells que amb tant de triomf, pompa i goig entrat havien? | » |
| — Història general de les Índies, Francisco López de Gómara. | |   |

### Batalla d'Otumba
Els espanyols es dirigiren a Tlaxcala de Xicohténcatl a través de Tlalnepantla, Atizapán, TeocalHueyican, Cuautitlán, Tepotzotlán, Xóloc i Zacamolco. El 7 de juliol els conquistadors van ser ferotgement atacats a Otumba, però van reeixir a matar el Cihuacoatl o principal capità dels mexiques i, mort aquest, els perseguidors es van dispersar i van fugir, d’acord amb les seves normes de la guerra. Els espanyols van passar la nit a Apan. Com que el major nombre de baixes corresponia als indis aliats, Hernán Cortés temia que la derrota signifiqués el final de l'aliança amb els tlaxcalteques. Però contràriament a les seves previsions, va ser rebut amb benevolència pel senat de Tlaxcala, tot i que amb l'oposició de Xicohténcatl. Les forces espanyoles van començar a reorganitzar-se, però encara trigarien més d'un any a tornar a prendre Tenochtitlan.
Mentrestant a la capital mexica es va desencadenar una epidèmia de verola, malaltia desconeguda a Amèrica, que va delmar la població en poc temps. A la mortaldat provocada directament per la malaltia s'hi afegiren les víctimes de la fam que causà indirectament, pel desballestament dels sistemes d'abastament d’aliments. Cuitláhuac va reconstruir el temple més gran, va reorganitzar l'exèrcit i el va enviar a la vall de Tepeaca. Va intentar fer aliança amb els purépetxes però el cazonci Zuanga, després de considerar l'oferta, es va negar a acceptar-la. També van ser enviats emissaris amb propostes de segellar la pau amb els tlaxcalteques, però aquests s'hi van negar rotundament. El novembre d'aquell mateix any, el  Hueyi tlatoani Cuitláhuac va morir de verola igual que el tlatoani de Tlacopan Totoquihuatzin. Aquestes morts afegides a la de Cacama durant els fets del 30 de juny, significaren que la Triple Aliança tingués nous successors, Coanácoch a Tetzcuco, Tetlepanquetzaltzin a Tlacopan i Cuauhtémoc (Àguila que baixa), nebot de Moctezuma Xocoyotzin, a Tenochtitlan.
Cuauhtémoc havia participat en l'episodi de la nit trista com a tlacochcálcatl (cap d'armes) i s'havia pronunciat en contra de l'actitud passiva de Moctezuma. El fet que la seva mare era Tiacapantzin, hereva al tron de Tlatelolco, va ajudar-lo a aconseguir el suport general. El nou Hueyi tlatoani va continuar amb els treballs de reconstrucció i fortificació la ciutat, ja que suposava que els espanyols tornarien, i va enviar ambaixadors a tots els pobles proposant una aliança a canvi de reduir o eliminar els tributs. Va intentar de nou d'aliar-se amb els purépetxes, aprofitant la mort del cazonci Zuanga per la verola, però el seu fill Tangáxoan Tzíntzicha hi va respondre de forma encara més violenta, fent assassinar els emissaris de Cuauhtémoc a Tzintzuntzan.

### Reagrupament dels espanyols i abastament de Cortés
Els supervivents espanyols van passar tres dies a Hueyiotlipan on van ser auxiliats pels tlaxcalteques. Poc després Cortés i Maxixcatzin es van reunir a Tlaxcala per ratificar la seva aliança. Durant vint dies els conquistadors van descansar, van tenir cura dels ferits i es van reorganitzar.
Poc abans de l'última incursió a Tenochtitlan havien estat atacades dues comitives espanyoles. El primer atac, amb poc més de vint baixes, el va patir un comboi que conduïa cap a la vall de Mèxic un grup homes de Narváez arrestats per les forces de Cortés. Van ser sorpresos per guerrers asteques a Quecholac i mai van arribar al seu destí. El segon atac va causar quaranta-cinc baixes espanyoles i dues-centes baixes tlaxcalteques quan una excursió comandada per Juan de Alcántara va ser anihilada a Calpulalpan.
Cortés va decidir llavors emprendre una campanya militar per castigar la regió, no només per recuperar l'honor i l'ànim dels seus homes, sinó també per tallar la via de subministraments que rebia la ciutat de Tenochtitlan des de la costa oriental. Sobre la base del discurs de Moctezuma, el cabdill espanyol va considerar que tots els mexiques i els seus tributaris eren oficialment vassalls de Carles V i que, en conseqüència, qualsevol acció adversa havia de ser considerada com a acte de rebel·lia. La lectura del  Requerimiento va ser un procediment habitual per justificar “legalment” els actes punitius de la nova campanya.
Els tlaxcalteques van aportar 2.000 guerrers sota comandament de Tianquizlatoatzin, el qual va guiar Cortés a les zones de Zacatepec, Acatzingo i Tepeaca. El teuctli local es va rendir el 4 de setembre de 1520. Els presoners van ser esclavitzats i se'ls va marcar amb ferro roent a la galta una «G» de «guerra». Molts guerrers tepeaques van ser sacrificats pels tlaxcalteques sense cap protesta per part de Cortés, que va tolerar repetidament als seus aliats els mateixos actes que tant condemnava en els seus enemics.
El cabdill espanyol va fundar la vila de Segura de la Frontera i des del nou emplaçament va dirigir atacs a les localitats de Quecholac, Huaquechula, Itzocan, Tecamachalco, Zapotitlán, Izúcar i Chiautla. Diversos pobles de la zona, entre ells Huejotzingo i Cuetlaxtlan, van preferir no oposar resistència i van acceptar l'aliança amb les forces espanyoles, però d'altres com Tecamachalco i Acaptelahuacan van ser gairebé exterminats. El 30 d'octubre, a Segura de la Frontera, Cortés va redactar la segona carta de relació, en la qual va descriure els darrers esdeveniments sense donar gran importància al revés de Tenochtitlan. Alonso de Mendoza i Diego de Ordás van ser els responsables de portar la missiva, però no van salpar amb destinació a la península Ibèrica fins al març de 1521.
El cap de fusters, Martín López, va ser enviat per Cortés a Tlaxcala amb l'encàrrec de tallar i preparar fusta per construir tretze bergantins, que serien utilitzats en l'assalt amfibi a Tenochtitlan. En arribar-hi trobà que Maxixcatzin havia mort víctima de la verola, però va obtenir sense problema l'ajuda de Xicohténcatl Huehue.
Alonso Dávila i Francisco Álvarez Chico van viatjar a Santo Domingo a la recerca de cavalls, ballestes, pólvora, arcabussos i canons. D'altra banda, Francisco de Solís va viatjar a Jamaica en una missió similar. Les despeses van ser finançades amb el poc que s'havia salvat de l’or pres a Tenochtitlan i del que havien emmagatzemat prèviament a Tlaxcala.
En aquelles dates van arribar més vaixells espanyols: un d'ells procedia de Cuba i era comandat per Pedro Barba, que portava una carta de Velázquez adreçada a Narváez. El capità i la tripulació van decidir unir-se a Cortés. El mateix va passar amb una nau capitanejada per Rodrigo Morejón, una altra a les ordres de Juan de Burgos que venia de Castella amb escala a les illes Canàries, i una altra procedent de Sevilla i Santo Domingo, amb Juan de Salamanca de capità.
A la zona del riu Pánuco una expedició dirigida per Diego de Camargo sota ordres del governador de Jamaica, Francisco de Garay, havia estat derrotada pels nadius huastecs. A més, durant la fugida una de les embarcacions naufragar. Els seixanta supervivents i Camargo es van unir a Cortés. El governador de Jamaica va enviar dues naus de suport, amb cinquanta homes a les ordres de Miguel Díez de Aux i quaranta homes a les ordres de Francisco Ramírez «el Vell» respectivament. A la vista de la situació que van trobar a Mèxic, aquests capitans van decidir unir-se també a les forces de Cortés.
Per assegurar el control de tota la ruta cap a la costa oriental, Gonzalo de Sandoval va ser designat per efectuar una nova campanya a Zautla i Xalacingo. Amb tan sols vuit baixes espanyoles, els pobles van ser sotmesos i igual que a Tepeaca, els presoners van ser esclavitzats i marcats al foc.

### Avanç cap a Tenochtitlan per l'orient

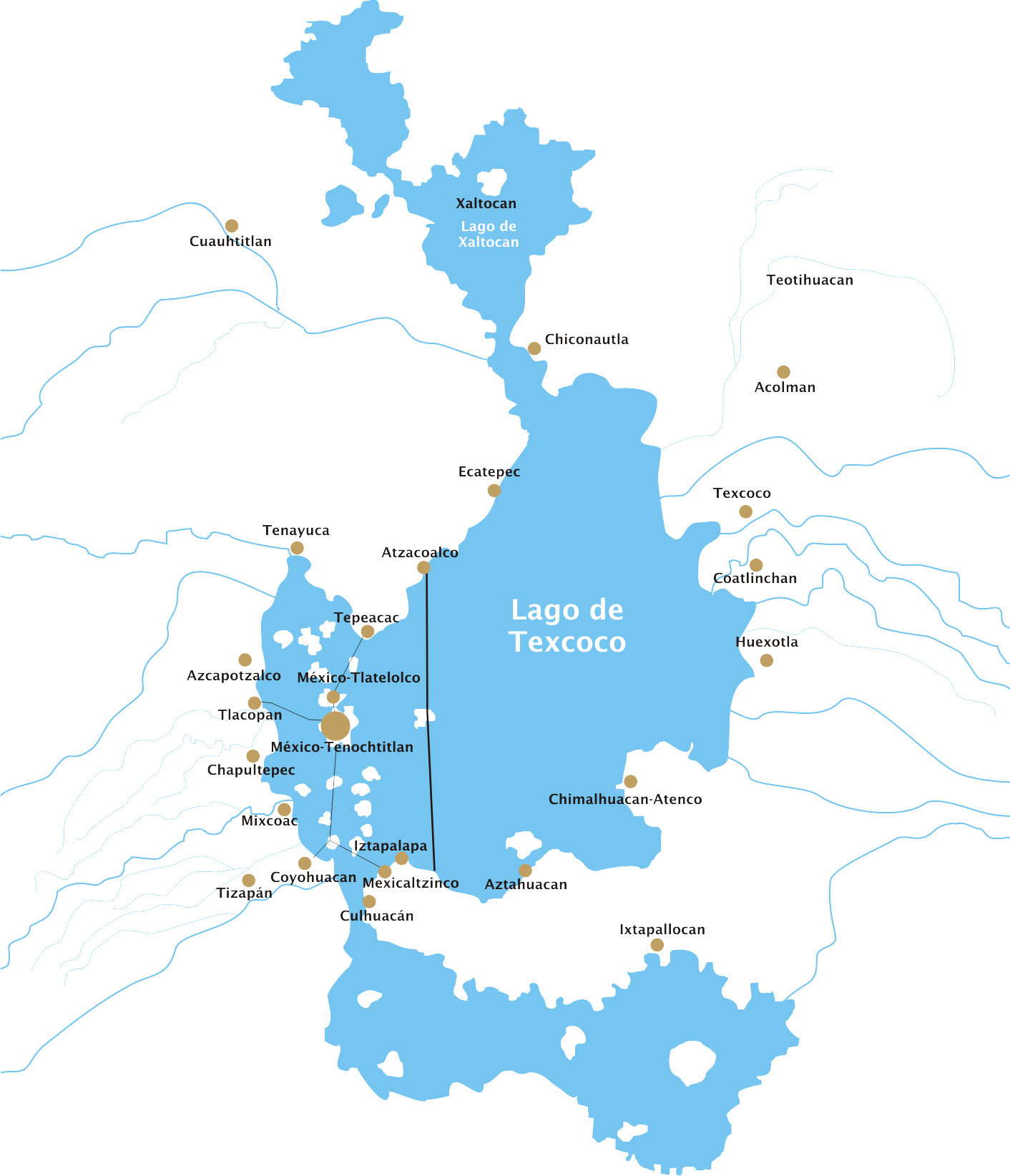
Llac de Texcoco, al sud el llac de Xochimilco i al sud-est el llac de Chalco amb l'«illa de Cuitláhuac» (Tláhuac).

Com que es van haver d’utilitzar els tresors aconseguits per adquirir els aprovisionaments i a més es va respectar el quint reial, no hi va haver més repartiments d'or per als soldats i alguns no s'hi conformaven. Entre aquests es trobava Andrés de Duero i per aquest motiu es trencà la llarga amistat entre ell i Cortés. Aquest va decidir deixar marxar els malcontents a Cuba, per desfer-se de possibles iniciadors de revoltes. També redactà ordenances militars i civils per controlar els qui es van quedar.
Les forces espanyoles van començar l'avanç cap a Texmelucan acompanyades per un gran contingent de tlaxcalteques, que van sumar deu mil homes sota el comandament de Chichimecatecle. L'objectiu de Cortés era realitzar un bloqueig a la ciutat de Tenochtitlan. Els pobles de Huexotla, Coatlinchan, Chalco, Amecameca, Tlalmanalco, Ozumba, i Mixquic, van decidir donar suport als espanyols proveint-los a més d'aliments.
Per la seva banda, Cuauhtémoc havia ordenat tallar les línies de subministrament espanyoles a Chalco i Huexotla, ja que el blat de moro de la zona els era de vital importància, però les forces asteques van ser derrotades per Gonzalo de Sandoval.
Quan els espanyols van arribar a Tetzcuco (avui Texcoco de Mora), el tlatoani Coanácoch va fugir cap a Tenochtitlan per reunir-se amb Cuauhtémoc. Els habitants també van abandonar la ciutat, molts d’ells en barques cap a la capital del llac, sense que Cortés pogués impedir-ho. Els tlaxcalteques per la seva banda van incendiar el palau de Nezahualpilli, en el qual es trobaven els còdexs texcocans. Ixtlilxóchitl, enemic i germà del tlatoani, es va convertir en aliat incondicional dels espanyols i va ser designat senyor de la ciutat. Així s'aconseguí que tornés part de la població. Els espanyols es van acantonar a la ciutat i en fan reforçar les fortificacions.
El 15 de febrer de 1521, una vegada aplegada la fusta per als bergantins, Cortés va ordenar-ne el trasllat de Tlaxcala a la vora del llac de Texcoco per iniciar la construcció de les naus. Per al transport es van utilitzar un gran nombre de tamemes i aliats tlaxcalteques. A l'emplaçament escollit es van excavar rases per posar les embarcacions a l'aigua.
Aleshores, Cortés va ordenar un nou avanç per a sotmetre Iztapalapa, cosa que li facilitaria controlar l’accés sud a Tenochtitlan. En aquest indret hi va haver forts enfrontaments amb els mexiques, els quals van defensar el lloc per terra i per aigua creuant el llac de Texcoco en petites embarcacions. Ixtlilxóchitl va donar suport als espanyols amb un nombre indeterminat de texcocans, forçant la retirada dels mexiques i afavorint la victòria dels conquistadors. Tanmateix, els mexiques van aprofitar la nit per provocar una inundació i obligar els espanyols a evacuar la plaça i refugiar-se a Texcoco.

### Campanyes militars al nord i occident de Tenochtitlan

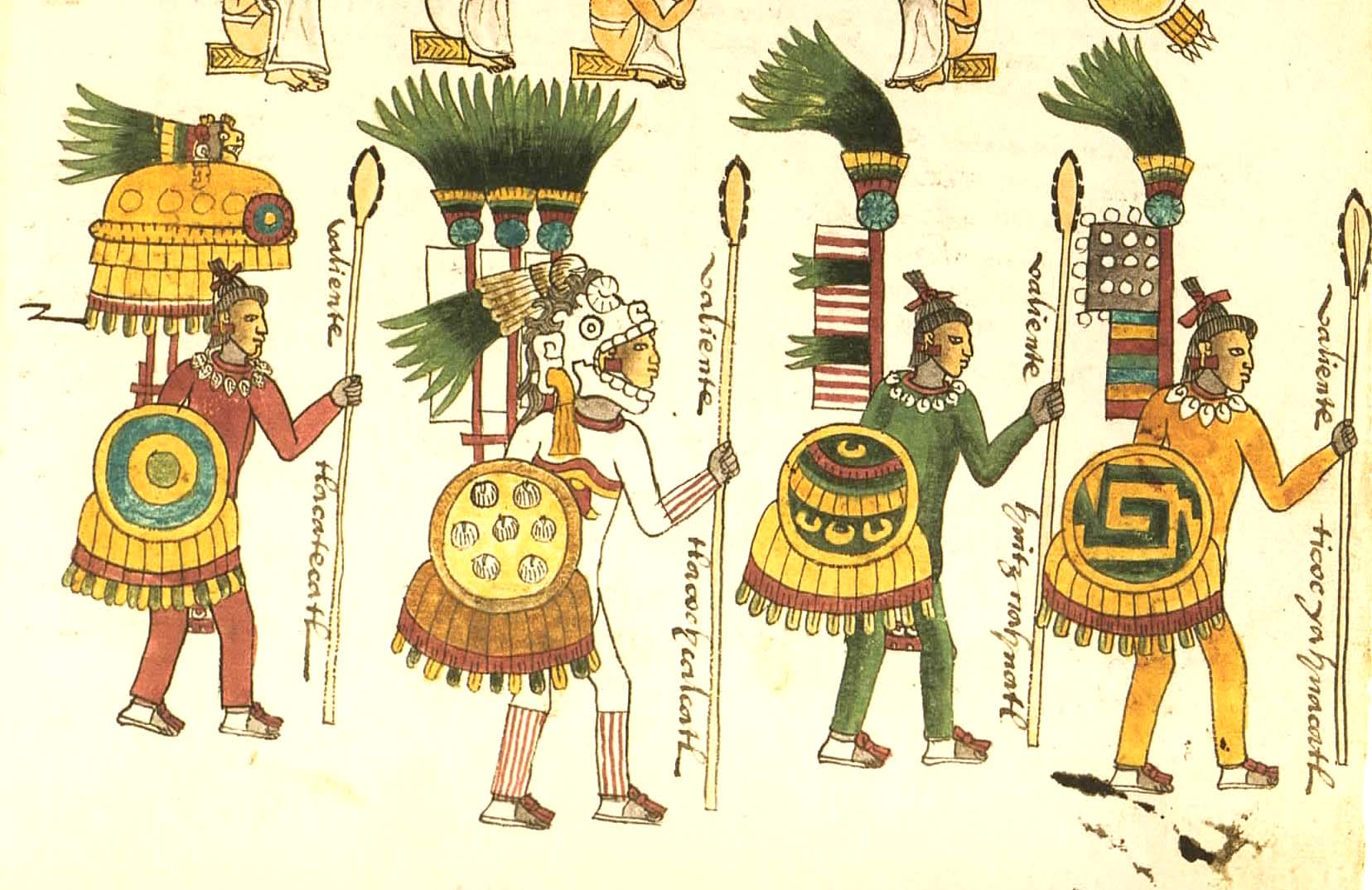
Guerrers Asteques, Còdex Mendoza.

Seguidament, Cortés va fer una nova sortida cap als accessos occidentals de Tenochtitlan, voltant el llac pel nord. Va avançar cap a Xaltocan, Acolman, Tenayuca, Cuautitlán i Azcapotzalco sense trobar gran resistència, però a Tlacopan, ciutat principal dels tecpaneques i capçalera de l’accés a Tenochtitlan per l’oest, es va lliurar una forta batalla. Tetlepanquetzaltzin i els seus homes van ser obligats a replegar-se a Tenochtitlan i els tlaxcalteques sota les ordres de Cortés van incendiar la població. Hi van romandre sis dies, constantment hostilitzats pels mexiques des de Tenochtitlan, i van iniciar una incursió per la calçada que havien utilitzat per fugir durant la Nit Trista. Els tenotxques l’hi animaven però ell, tement quedar atrapat de nou a la ciutat, es limità a hostilitzar-ne la capçalera i amenaçar d’assetjar i destruir la ciutat. La negativa dels defensors de Tenochtitlan a parlamentar, i les dificultats per mantenir les seves tropes a Tlacopan, amb els camps assolats, van decidir Cortés a tornar a Tetzcuco.
Malgrat aquests entrebancs, les victòries aconseguides pels espanyols i l'enfortiment de l'aliança amb els tlaxcalteques ja eren conegudes a tot l'imperi Asteca. Tributaris i enemics dels mexiques van anar engruixint inexorablement les forces de Cortés. Poblacions senceres de les comarques veïnes enviaren ambaixadors de pau per retre tribut a la corona espanyola i aliar-se en l'atac a Tenochtitlan. La inèrcia anorreadora de la insurrecció s'havia generat.
Els nous aliats no només van augmentar la força bèl·lica del conquistador al llarg d'aquesta etapa, sinó que a més van complir la tasca estratègica d'espionatge i informació sobre les concentracions i moviments de les forces enemigues. Cuauhtémoc va ordenar atacar les poblacions de Chalco i Tlalmanalco, per assegurar-se le control de la riba sud dels llacs i obstaculitzar les comunicacions entre Tlaxcala i la base espanyola de Texcoco. Però un contraatac dels aliats dels conquistadors els va recuperar i el camí entre Tlaxcala i Texcoco va quedar definitivament assegurat.

### Campanyes militars al sud de Tenochtitlan

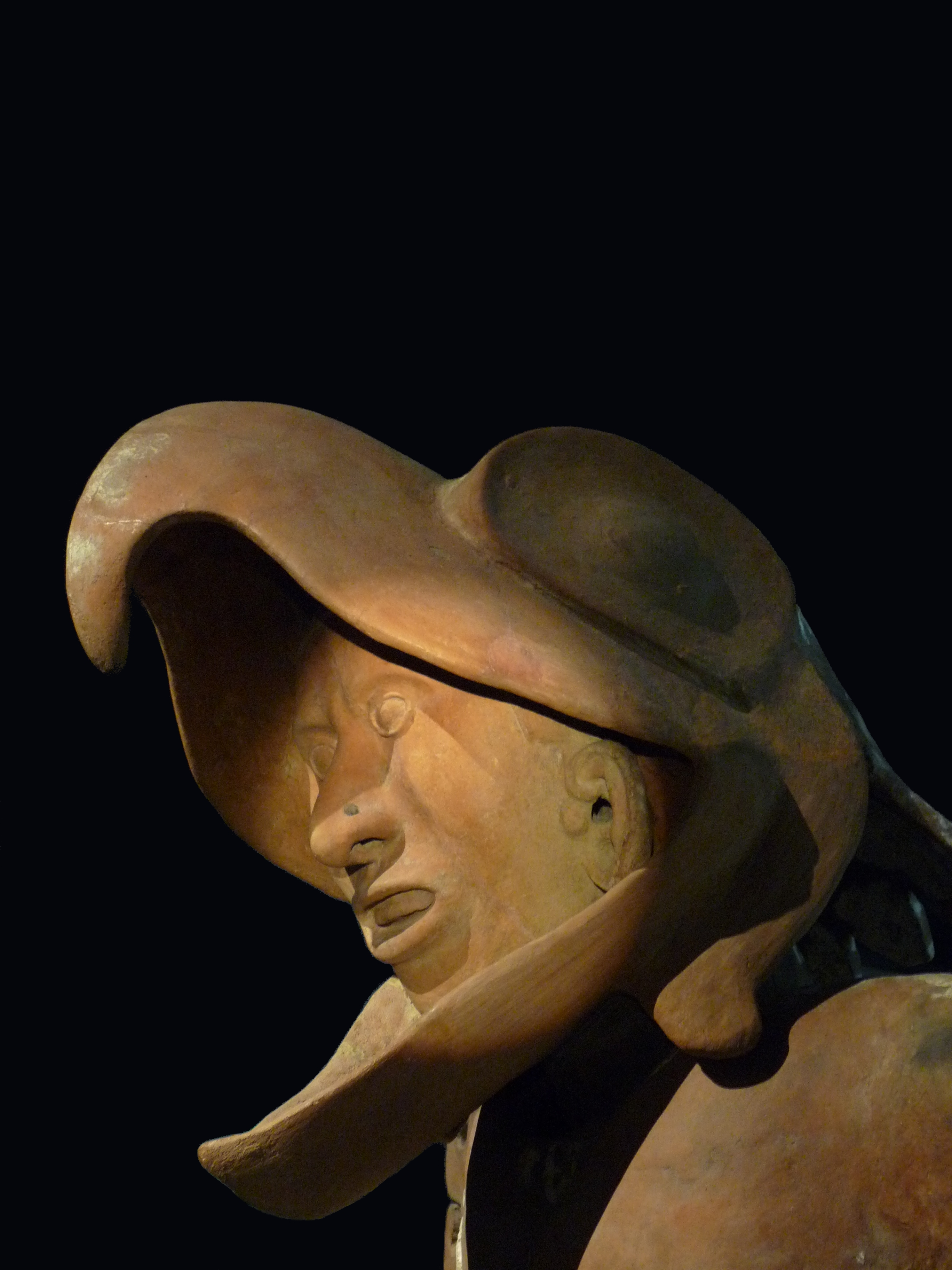
Guerrer àguila. Museu d'història del Templo Mayor, Mèxic D.F.

La missió de Francisco Álvarez Chico i Alonso de Ávila, que Cortés havia enviat a Santo Domingo per proveir-se d’armament, va donar fruits. El febrer de 1521 va ancorar davant de la Villa Rica de la Vera Cruz un vaixell que transportava armes, pólvora, seixanta cavalls i dos-cents homes. Entre aquests hi havia el tresorer Julián de Alderete, fra Pedro Melgarejo de Urrea i el llicenciat Alonso Pérez, que s'incorporarien a les campanyes militars.
Estant a Tetzcuco, durant els últims dies de març d'aquest any, Gonzalo de Sandoval va reunir dos-cents soldats espanyols, vint genets i un gran contingent d'aliats Chalca i tlaxcalteques. Va partir en direcció a Cuauhnáhuac (actual Cuernavaca) per aconseguir aquesta posició, clau per controlar la ruta de comunicació entre Tenochtitlan i Xochicalco. Sandoval i els seus homes van descansar en Tlalmanalco i en continuar el seu avanç van enfrontar-se a Huaxtépec (Oaxtepec) i Chimalhuacán. Però un segon exèrcit mexica havia reforçat la zona i s'havia posicionat en Yecapixtla. Sandoval va decidir tornar a Texcoco.
Cortés va augmentar el contingent de Tetzcuco i huejotzingues; Olid, Tapia i Pedro de Alvarado van rellevar Sandoval. El següent enfrontament va ser al penyal de Tlayacapan. Els capitans Pedro de Ircio, Andrés de Monjaraz, Rodríguez de Villafuerte i Francisco Verdugo van encapçalar l'assalt. Els asteques repel·lir el primer atac, però dies més tard van ser derrotats quan les forces espanyoles els van envoltar i els van deixar sense aigua.

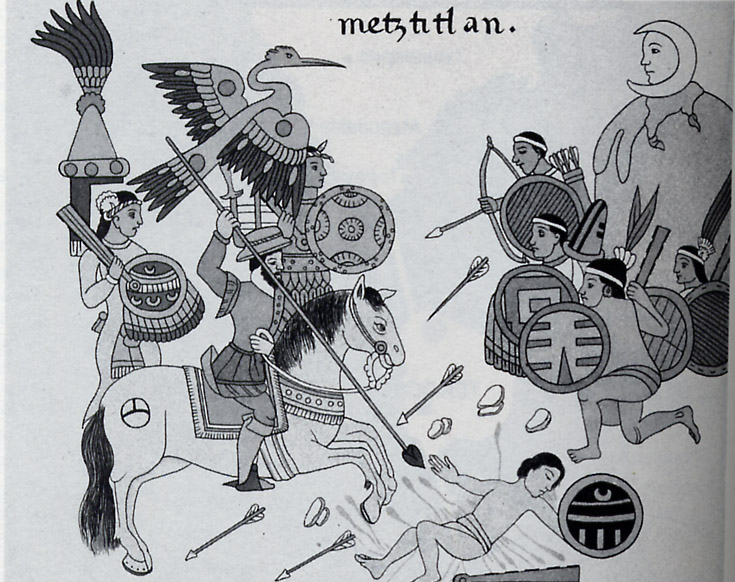
Conquistadors espanyols i els seus aliats tlaxcalteques en Metztitlan, Llenç de Tlaxcala.

L'avanç dels conquistadors continuà cap a Yautepec, on es trobava el segon exèrcit mexica, que va fugir a Juchitepec, on va ser aconseguit i sotmès. El 13 d'abril des Tetzcuco, Cortés va partir amb reforços i va fer incursions per Tepoztlán i Cuauhtlan (Cuautla). Un cop dominades aquestes localitats, es va reunir amb la primera expedició per realitzar l'atac final i definitiu a Cuauhnáhuac.
La següent etapa de la campanya es va desenvolupar a Xochimilco. El tlatoani local Yaomahuitzin va oferir resistència, però quan estava a punt de ser vençut va fingir tenir intencions de pactar, amb l'objectiu de guanyar temps i rebre ajuda des de Tenochtitlan. El Hueyi tlatoani Cuauhtémoc va enviar un atac combinat per terra i per la llacuna. El factor sorpresa va donar una victòria inicial a asteques i xochimilcans. Cortés va caure del cavall i va estar a punt de ser fet presoner, però Cristóbal de Olea va aconseguir salvar-lo, essent ferit en l’acció i perdent un parell de soldats espanyols que van ser capturats i més tard, sacrificats. La batalla es va allargar durant tres dies més i, finalment, els homes de Cuauhtémoc es van replegar a Tenochtitlan.
Després d'haver trencat la barrera defensiva, els conquistadors van avançar a Coyoacán, capçalera de la calçada sud-oest. El teuctli Coapopocatizin va preferir fugir i la localitat va ser presa per les forces de Cortés. Des d'aquest lloc, les forces d'atac es van dividir amb els objectius de prendre Churubusco, controlar la rereguarda a Tláhuac i Mixquic, i envoltar el llac per occident fins Tlacopan. Amb aquesta operació es bloquejava l’accés a la calçada oest i quedava totalment tancar el setge a Tenochtitlan.

### Setge de Tenochtitlan

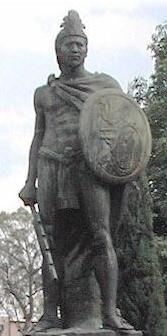
Xicohténcatl Axayacatzin, guerrer tlaxcalteca.

Controlats els accessos per l'est, el nord-est i el sud, a Cortés ja només li calia reforçar les seves posicions i coordinar un atac simultani a la ciutat des de tots els accessos, recolzat pels bergantins que havia fet construir.
Poc abans d'iniciar el setge de la ciutat, Antonio de Villafaña, encara fidel a Diego Velázquez de Cuéllar, va elaborar un pla per assassinar Cortés i els capitans Sandoval, Alvarado i Tapia. Villafaña va ser descobert i condemnat a la forca.
Després de l'incident, Cortés va començar a reagrupar forces. Els bergantins estaven preparats a Texcoco; va sol·licitar homes de Chalco, Tlalmanalco; va enviar missatgers a Xicohténcatl Huehue i va demanar reforços de laRepública de Tlaxcala, Cholula i Huejotzingo. Entre els capitans tlaxcalteques hi havia Xīcohténcatl Āxāyacatzin (el fill), qui mai havia volgut ser aliat de Cortés.
Abans d'iniciar l'atac es va saber que Xicohténcatl no es trobava en la seva posició, probablement per estar coordinant les seves forces o realitzant tasques logístiques. Cortés va aprofitar l'ocasió per acusar-lo de traïció i el va condemnar a morir a la forca el 12 de maig de 1521. Es va desfer així d’un capità de qui sempre havia desconfiat i que amb el seu prestigi entre els tlaxcalteques podia en el futur liderar una revolta dels seus principals aliats.
Abans de l'atac final, Cortés va pujar al cim d'un teocalli per mostrar al tresorer Julián de Alderete la ciutat de Tenochtitlan que es trobava a tretze quilòmetres de distància. El llicenciat Alonso Pérez, va retreure al conquistador el funest destí que reservava a la ciutat, citant uns versos sobre Neró contemplant l’incendi de Roma.
El cabdill espanyol es va justificar al·legant que en repetides ocasions havia demanat als mexiques la rendició i ells sempre s'hi havien negat.
El comandament dels diferents sectors de l’atac es va assignar de la forma següent: Pedro de Alvarado a Tlacopan; Cristóbal de Olid amb el suport d'Andrés de Tapia, Francisco Verdugo i Francisco Lugo a Coyoacán; Gonzalo de Sandoval, recolzat per Luis Marín i Pedro de Ircio, a Iztapalapa. Hernán Cortés va quedar al comandament dels bergantins des de Texcoco.
Forces inicials per assetjar a Tenochtitlan:

- Tlacopan - Pedro de Alvarado: 30 cavalls, 18 ballesters i escopeters, 150 peons d'espasa i rodella, 25.000 tlaxcalteques.
- Coyoacán - Cristóbal de Olid: 36 cavalls, 18 ballesters i escopeters, 160 peons d'espasa i rodella, 20.000 tlaxcalteques.
- Iztapalapa - Gonzalo de Sandoval: 24 cavalls, 4 escopeters, 13 ballesters, 150 peons d'espasa i rodella, 30.000 aliats de Huejotzingo, Cholula i Chalco.
- Assalt amfibi Llac de Texcoco - Hernán Cortés: 13 bergantins, 325 homes, cada bergantí amb 25 espanyols i una fusta, incloent capità, veedor, 6 ballesters i escopeters.

Els espanyols van tallar el aqüeductes que subministraven aigua dolça a Tenochtitlan des de Chapultepec, malgrat els esforços aferrissats del asteques per d'impedir-ho. Tot seguit va començar una onada d’atacs coordinats per les aigües del llac de Texcoco, a bord dels bergantins, i per les calçades i els ponts d’accés. Als primers temps del setge les baixes eren semblants en ambdós bàndols i tant atacants com defensors lluitaven organitzadament. L'estratègia dels conquistadors era destruir els ponts de comunicació entre l'illa de Tenochtitlan i les ribes del llac, i provocar incendis a les poblacions des dels bergantins. Els mexiques reconstruïen i defensaven el pas dels ponts i de tant en tant enviaven esquadrons per contraatacar als acantonaments dels conquistadors. Contrariàriament als costums dels mexiques, que normalment no combatien durant la nit, els enfrontaments es produir a tota hora.
Díaz del Castillo va relatar a la seva crònica que «cada dia hi havia tants combats (no sempre victòries) que si els hagués explicat tots semblaria un llibre d’Amadís o de Cavalleries. Van ser noranta-tres dies de setge ...». La manca d'aigua i aliment van fer efecte: «... dic que en tres dies amb les seves nits, en totes tres calçades, plenes d'homes i dones i criatures, no van deixar de sortir i tan prims i grocs i bruts i pudents, que era llàstima de veure'ls ...».
D'altra banda López de Gómara diu que, tot i que al final del setge «els mexiques només s'alimentaven d'arrels, bevien aigua salobre de la llacuna, dormien entre els morts i estaven en una perpètua fetor, mai van voler la pau».

### Caiguda de Tenochtitlan

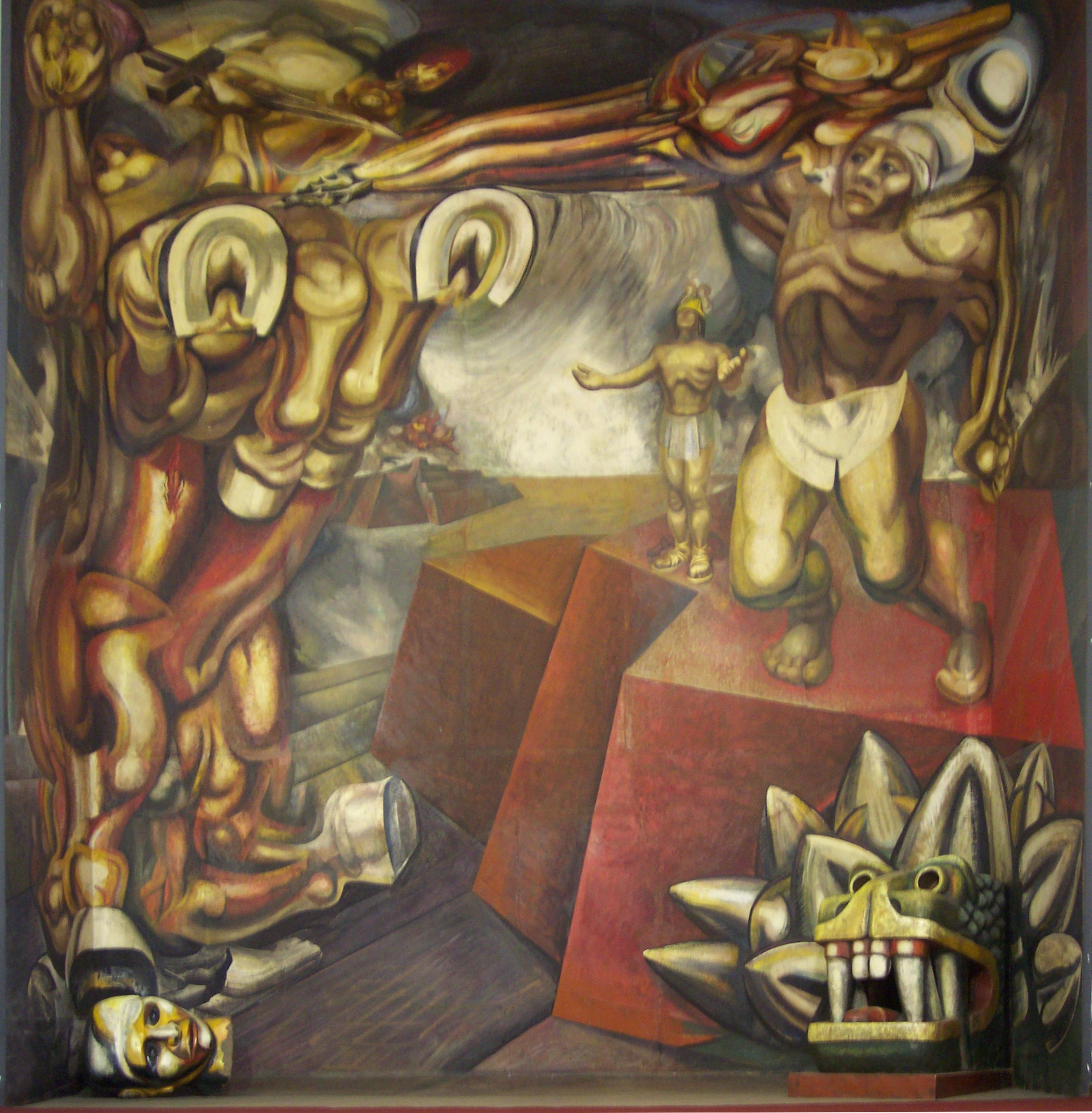
Tlatelolco, mural de David Alfaro Siqueiros.

L'última ofensiva externa de les forces lleials als mexiques provenia dels Malinalco, matlatzinques i cohuixques. Cortés va enviar forces a càrrec d'Andrés de Tapia i Gonzalo de Sandoval per aturar el seu avanç.
Pensant que els asteques estaven totalment afeblits, els conquistadors espanyols van llançar un assalt general a la ciutat. Però havien subestimat la capacitat de residència dels assetjats i es van haver de batre en retirada. En una escaramussa Cortés va ser capturat, però va ser rescatat per Cristóbal de Guzmán, qui per salvar la vida del cap va caure presoner dels asteques. En la retirada, alguns altres espanyols van ser fets presoners.
D'acord amb els costums de guerra dels mexiques, els presoners van ser sacrificats als seus déus a la part alta dels temples. Impotents, els espanyols van poder-ho veure des de la llunyania, reconeixent-los per la blancor de la seva pell. El fet va tenir un efecte depriment per una banda, però també encengué els ànims i el desig de venjança.

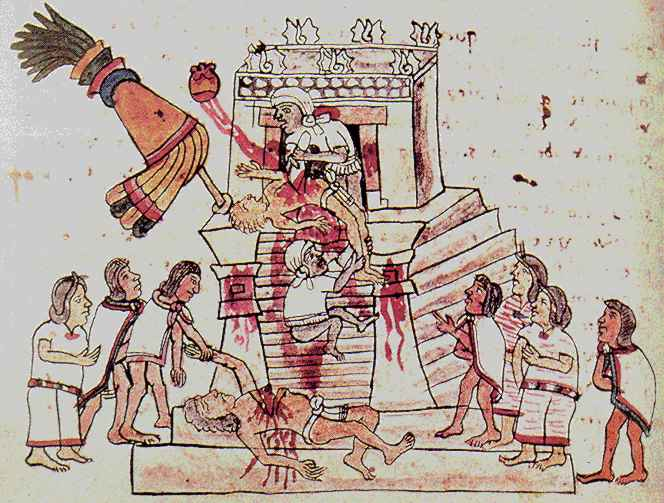
Els presoners espanyols i tlaxcalteques van ser sacrificats d'acord amb els rituals religiosos, Còdex Florentí.

Al final del setge, que va durar tres mesos, Pedro de Alvarado va prendre la plaça de Tlatelolco. Els conquistadors van veure aleshores, horroritzats, que els asteques no només havien sacrificat els presoners: a més d'extirpar-los el cor, els havien arrencat la pell per adornar els seus temples i ofrenar-la al déu Xipe Tòtec.
En els combats van morir alguns dels últims senyors i caps mexiques. Els capitans més destacats en la defensa del setge per part dels Tlatelolco van ser Coyohuehuetzin i Temilotzin, i per part dels asteques Tlacutzin i Motelchiuhtzin. En vista de les pèrdues, Cuauhtémoc es va reunir a Tolmayecan amb els seus capitans, intendents i principals per deliberar sobre la rendició.
El 13 d'agost de 1521 Cuauhtémoc va sortir de Tenochtitlan en una canoa, probablement amb la intenció de negociar la rendició, però va ser vist i capturat pel capità García Holguín, mentre la ciutat queia en mans dels espanyols i dels seus aliats. Quan el portaren davant Cortés, va assenyalar el punyal que el conquistador portava al cinturó i li va demanar que el matés, ja que no havent estat capaç de defensar la seva ciutat i als seus vassalls, preferia morir a mans de l'invasor. Però el conquistador no va accedir al seu prec.
D'acord amb les estimacions d'Hernán Cortés, els conquistadors espanyols, juntament amb els seus aliats tlaxcalteques, texcocans, huejotzinques, Chalco, cholulteques i altres coalitzats van matar més de quaranta mil mexiques durant les últimes jornades. López de Gómara va escriure a la seva obra que «el setge va durar tres mesos, va tenir-hi dos-cents mil homes, nou-cents espanyols, vuitanta cavalls, disset tirs d'artilleria, tretze bergantins i sis mil barques. Van morir cinquanta espanyols i sis cavalls i no molts indis. Van morir dels enemics cent mil, sense comptar els que va matar la fam i la pestilència».
Per celebrar la victòria, els castellans es van reunir al palau del senyor de Coyoacán Coapopocatizin, ja que a Tenochtitlan la pudor era insuportable. Organitzaren un banquet amb vi, carn de porc, carn de gall d'indi i coques de blat de moro a dojo. L'endemà van celebrar missa i es va cantar un tedèum.

### Restauració de la ciutat i turment de Cuauhtémoc

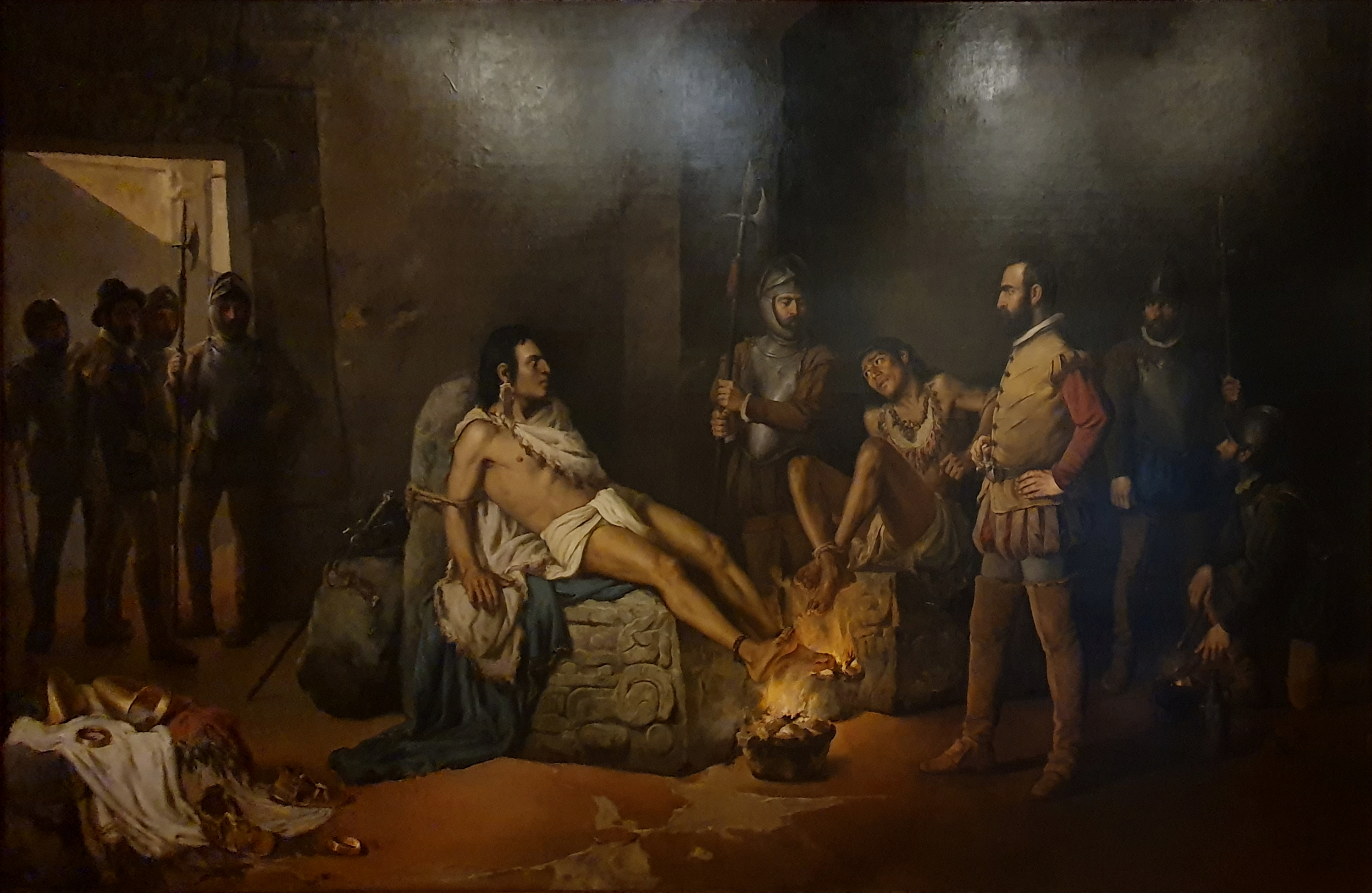
Tortura de Cuauhtémoc, pintura obscurantista del.

A Cortés no li interessava en aquell moment la mort de Cuauhtémoc. Va preferir utilitzar davant els mexiques el seu reconeixement com a Hueyi tlatoani, encara que en realitat el considerava súbdit de l'emperador Carles V i del mateix Cortés. Per això va restituir-li l'estatus de noble mexica, respectat i ben tractat però captiu, i utilitzà el seu prestigi i autoritat per tal de governar els vençuts, assegurant-se la col·laboració dels asteques en els treballs de neteja i restauració de la ciutat. El primer que va ordenar va ser restablir el subministrament d'aigua potable. La reconstrucció de Tenochtitlan es va realitzar a l'estil del Renaixement per convertir-la més tard, amb el nom de Mèxic, en capital del Virregnat de Nova Espanya, el primer virregnat de les Índies.
La cobdícia per l'or havia estat una de les principals motivacions dels conquistadors des de l’inici de l’aventura. El tresorer Julián de Alderete, no conforme amb 380.000 pesos or ja fos en barres d'acord amb la crònica de Díaz del Castillo, o cent trenta mil castellans segons la crònica de López de Gómara, va exigir el turment de Cuauhtémoc, perquè confessés on s'amagava la resta del tresor de Moctezuma Xocoyotzin. Untaren d'oli els peus de Cuauhtémoc i Tetlepanquetzaltzin i els aproparen al foc. Anys més tard a Espanya, es va considerar Hernán Cortés culpable de permetre el martiri.
Es va fer el recompte dels tresors i se’n va separar el quint reial, format per or, perles, plata, pots, plats, ídols d'or així com figures de peixos i ocells, robes luxoses de sacerdots, plomes exòtiques, animals vius com ara ocells o jaguars, i esclaus. Alonso Dávila i Antonio de Quiñónez van ser els encarregats de portar aquest carregament en tres caravel·les, però van ser assaltats per corsaris francesos comandats per Jean Fleury prop de les illes Açores. Tot el quint reial va ser robat i els espanyols van ser fets presoners. Dávila va ser posat en llibertat dos anys més tard.
La resta del botí es va distribuir entre els conquistadors. Descomptant el pagament a la corona, el percentatge de Cortés, les despeses d'expedició i els alts pagaments d'alguns capitans, la suma per repartir al gruix de la tropa només va arribar als setanta pesos per persona. La quantitat era ridícula (el cost d’una espasa era de cinquanta pesos). Per aconseguir nous tresors i pujar l'ànim dels homes, Cortés va organitzar immediatament noves expedicions. Altrament s'exposava a una revolta.
El cabdill espanyol va sol·licitar l'enviament de frares o capellans evangelitzadors. Mentrestant es va establir a Coyoacán on va arribar la seva esposa, Catalina Juárez «la marcada», que va morir al cap de poc. Quan el 1522 es va rebre a la Nova Espanya l'autorització corresponent per part del rei, Hernán Cortés va començar l'assignació de terres als soldats i capitans participants de les campanyes, usant el règim de  comanadories.

### Rendició de Michoacán

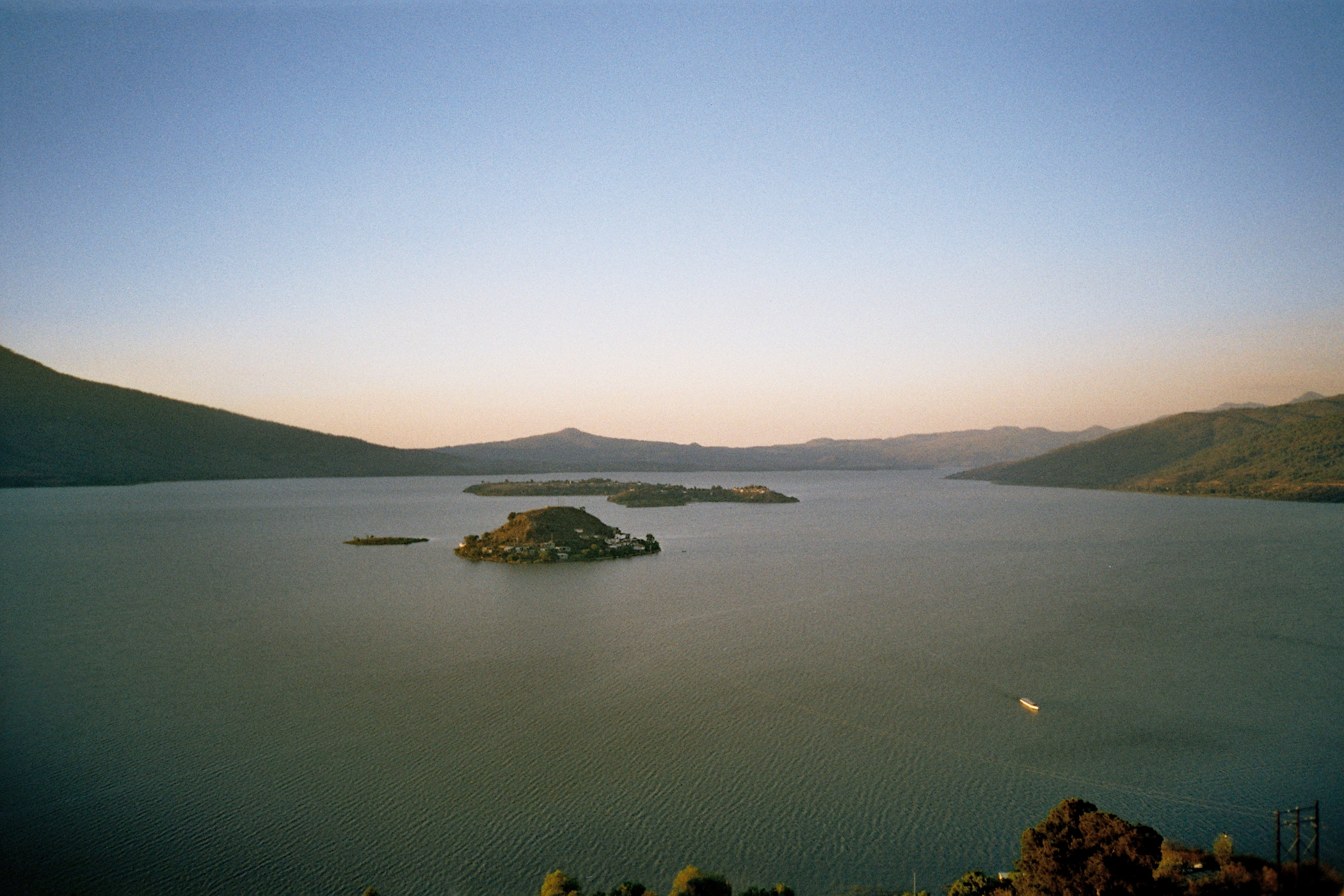
Llac de Pátzcuaro a la regió purépetxa

Una vegada aconseguida la capital mexica, Cortés dominava el centre de l’imperi (terra pròpiament mexica) i els territoris de Tlaxcala i dels Totonaques, és a dir les regions que s'estenien entre Tenochtitlan i a la costa caribenya, on la Villa Rica de la Vera Cruz li assegurava la connexió amb Espanya i Cuba. Ara li quedava la tasca de dominar la resta de l’imperi Asteca. Començà les seves campanyes per Michoacán, territori dels Tarascos o purépetxes, que s'estenia a l'est de Tenochtitlan i fins al Pacífic.
Els purépetxes eren enemics dels mexiques, però l'anterior Hueyi tlatoani, Cuitláhuac, havia enviat missatgers demanant ajuda contra els espanyols al cazonci Zuanga i, mort aquest de verola, al seu fill gran Tangáxoan Tzíntzicha. Però tots dos li havien negat el suport. En assabentar-se de la caiguda de Tenochtitlan a mans dels espanyols, Tangáxoan Tzíntzicha va decidir enviar ambaixadors de pau a Coyoacán, que van ser ben rebuts pels conquistadors. Cortés va exhibir les seves forces militars, cavalls, artilleria i bergantins, impressionant així els ambaixadors. De retorn a la capital purépetxa, Tzintzuntzan, van transmetre la seva impressió.
El nou cazonci i els seus assessors, doncs, van preferir, malgrat els dubtes, de rebre pacíficament Cristóbal de Olid, que liderava una força de quaranta cavalls, cent soldats d'infanteria i indis aliats. La trobada va tenir lloc el 25 de juny de 1522. Tangáxoan Tzíntzicha va lliurar un gran tribut en or i plata, jurant obediència a la corona espanyola. Aquesta pau va ser trencada més tard a finals de 1529 i principis de 1530 per Nuño Beltrán de Guzmán, quan en un acte cruel i cobdiciós assassinà Tangáxoan Tzíntzicha, provocant l'aixecament del poble purépetxa.

### Campanyes a Tuxtepec i Coatzacoalcos

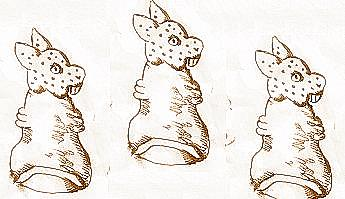
Tuxtpec («Al turó dels conills»).

A la zona de Tuxtepec (Oaxaca) s'havia instal·lat una guarnició amb soldats de l'expedició de Narváez i algunes dones. Els habitants chinantecs i mazatecs l'havien atacada i havien mort més de seixanta soldats i totes les dones. Cortés va enviar a Gonzalo de Sandoval a la zona i en una breu campanya militar va capturar el líder dels nadius, a qui va jutjar i condemnar a morir a la foguera.
Cortés va convocar per mitjà del capità Brionesa els pobles zapoteques per sotmetre'ls sense lluita, però no hi va reeixir. Era conscient que li caldria una campanya amb més forces de les que disposava en aquell moment per aconseguir el domini de la zona mixteca-zapoteca.
Després, viatjant a través de l'Istme de Tehuantepec, Gonzalo de Sandoval va avançar cap a Coatzacoalcos (Veracruz) i va fundar el juny de 1522 la vila d'Espíritu Santo (Coatzacoalcos) i la de Medellín prop de l'actual Huatusco, començant a colonitzar el litoral sud del que és avui l'estat de Veracruz. D'aquesta forma el domini dels espanyols es va estendre per la costa caribenya cap als territoris, ja coneguts però no encara dominats, del Yucatán.

### Campanya de Zacatula i Colima

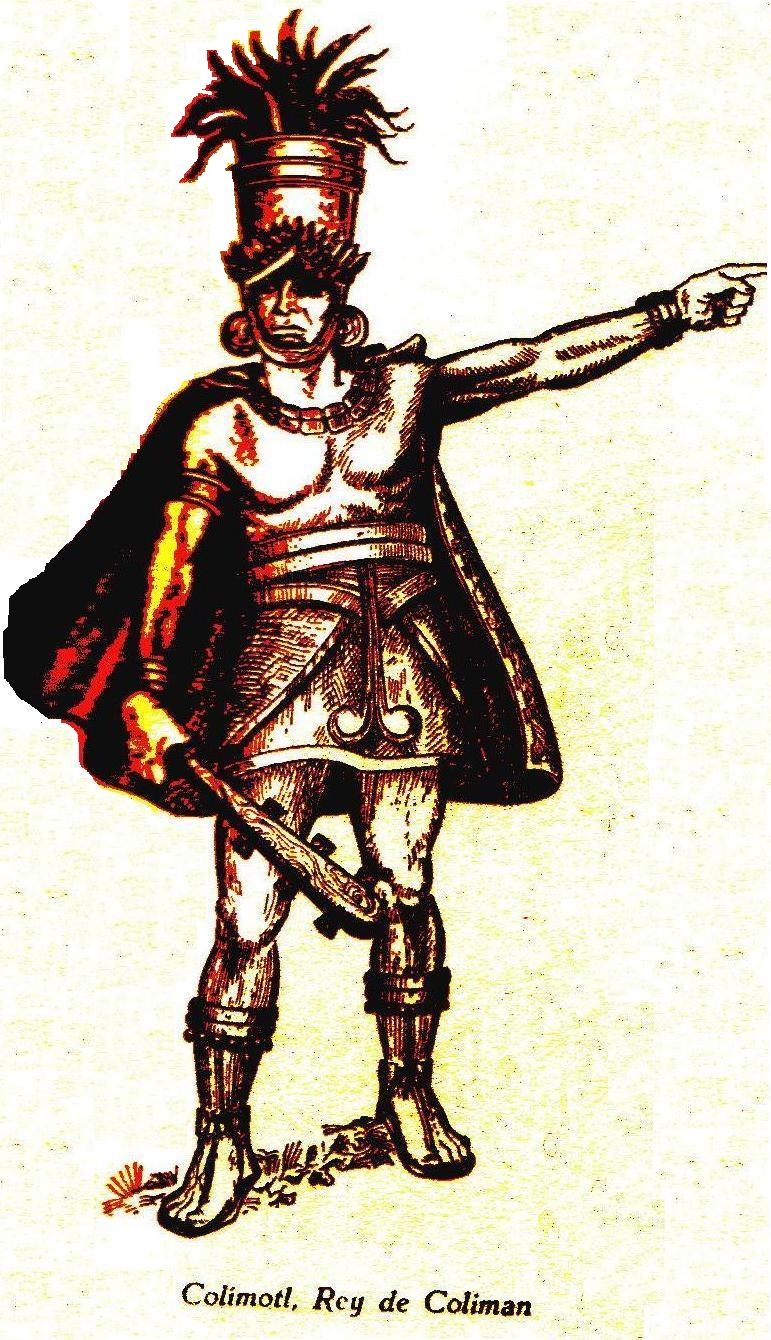
Colímotl, el darrer senyor de Colima.

Des de Michoacán els conquistadors seguiren la campanya pel vessant de l’oceà Pacífic simultàniament cap al sud (actual estat de Guerrero i cap al nord (Colima)
Juan Álvarez Chico va ser l'encarregat de la campanya sud, amb la presa de Zacatula (Guerrero). Hi va establir una vila, però en una revolta posterior els espanyols van ser vençuts.
Cap al nord, Juan Rodríguez de Villafuerte va intentar conquerir la zona de l'actual estat mexicà de Colima i es va dirigir a Tecom però va ser rebutjat pel Colímotl, cap dels Colima. Cortés va enviar-hi Cristóbal de Olid per ajudar Villafuerte, però aquest segon intent també va ser repel·lit. Aleshores va canviar d'estratègia i el 1523 va enviar a Gonzalo de Sandoval amb tropes més nombroses que van aconseguir sotmetre a Colímotl. Els espanyols van avançar fins Cihuatlán (Jalisco).
Olid i Villafuerte van ser enviats per donar suport a la posició de Zacatula, van aconseguir sotmetre la regió i fundaren una vila a l'actual regió d'Acapulco, que amb els anys esdevindria el principal port de comunicació cap al continent asiàtic i un punt estratègic per al comerç.
El 1524 Hernán Cortés va nomenar Francisco Cortés de San Buenaventura com a lloctinent i alcalde de la vila de Colima. Des d’aquesta base, el nou alcalde va realitzar campanyes cap a Cihuatlán, Autlán i Etzatlán, arrasant els pobles que no se sotmetien i assignant comanadories als seus acompanyants. La zona era habitada per caxcanes. Les incursions van arribar fins al riu Santiago l'abril de 1525 però en descobrir que no era una zona explotable, Francisco Cortés va emprendre el retorn sense deixar-hi assentaments espanyols.

### Campanya d'Oaxaca, Tehuantepec i Tututepec

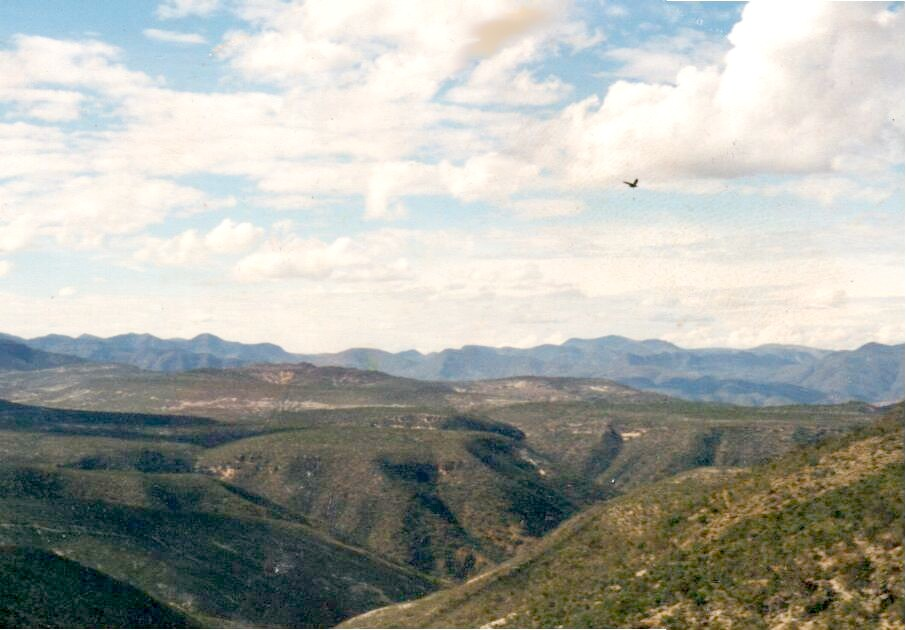
Serra Mixteca.

Continuant la pressió cap al sud per la costa del Pacífic, en territori zapoteca, el 25 de novembre de 1521 Francisco de Orozco y Tovar concentrà les seves forces a Huaxyácac i va establir-hi una vila on el capellà Juan Díaz va oficiar una missa. Inicialment, els zapoteques van oposar resistència i pararen emboscades a les forces espanyoles, però poc després hi van pactar, retent tribut a canvi d'una aliança contra el poble mixteca, que habitava la regió de Tututepec també a l’actual estat d'Oaxaca, entre el territori zapoteca i Tenochtitlan. La seva col·laboració va facilitar als espanyols la conquesta del territori mixteca però també, a la llarga, la del territori dels propis zapoteques. Aquests, a més, havien informat Cortés de l'existència d'or a la zona. Aleshores els conquistadors ja s'havien assabentat de la captura del Quint reial per corsaris francesos, per la qual cosa Pedro de Alvarado va ser enviat a la zona amb ordres de rescatar la major quantitat d'or possible. Alvarado es va reunir amb les forces d'Orozco i va avançar cap a Tututepec per complir la missió. Els mixteques van presentar una forta resistència però finalment foren derrotats. El 16 de març de 1522, Orozco va fundar la vila de Tututepec.

### Campanya al riu Pánuco

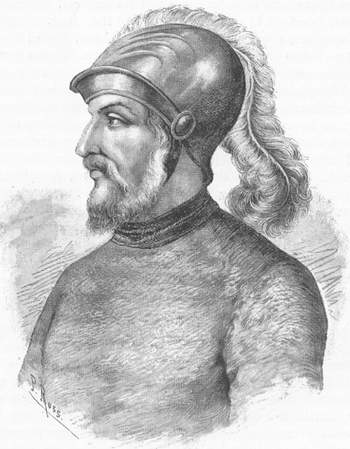
Gonzalo de Sandoval va controlar la revolta indígena i l'amotinament espanyol a Santiesteban del Puerto (Pánuco).

Francisco de Garay, governador de Jamaica, havia enviat a la regió del riu Pánuco dues expedicions al comandament d'Alonso Álvarez de Pineda i Diego de Camargo, que havien fracassat en el seu intent de colonitzar la zona i havien estat delmats pels atacs dels huasteques. Els supervivents s'havien unit a les forces de Cortés i aquest estava doncs al cas del que hi havia passat. El conquistador va decidir realitzar una campanya per sotmetre la regió (la Huasteca, per als espanyols), situada a la costa caribenya al nord del territori aliat dels Totonaques. Hi entrà per Coxcatlán, seguí per Xile, Tamuín, Tancuayalab i Tampamolón, i derrotà finalment els Huasteques. Un cop sotmès el poble d’Oxitipa, va fundar la vila de Santiesteban del Puerto (Pánuco) i la deixà al càrrec de Pedro Vallejo, que va nomenar tinent general de la guarnició.
Mentrestant, Garay va obtenir el títol d'adelantado atorgat per la corona espanyola per colonitzar la regió i va organitzar una tercera expedició, en la qual participà personalment. Descobrí amb sorpresa que en comptes de Camargo i els seus homes hi havia els soldats de Cortés. Els expedicionaris es van establir a Santiesteban del Puerto amb Vallejo, i Garay va ser acompanyat per Gonzalo de Sandoval i Pedro de Alvarado a la ciutat de Mèxic on es va entrevistar amb Cortés. Van establir una bona relació i acordaren que el fill de Garay es casaria amb una filla de Cortés. Però poc després de Nadal de 1523 Garay va morir sobtadament de dolor de costado (pneumònia).
Mort Garay, els capitans Juan de Grijalva, Gonzalo de Figueroa, Alonso de Mendoza, Lorenzo de Ulloa, Juan de Medina, Antonio de la Cerda i Taborda no van voler obeir el seu fill. Els soldats es van amotinar i robaren dones, gallines i menjar als nadius de la zona. Aquests, furiosos, van atacar la guarnició i van provocar moltes baixes als conquistadors espanyols. D'acord amb la crònica de Díaz del Castillo, almenys sis-cents espanyols van morir, entre ells Pedro Vallejo. Cortés, que no podia entrar en combat perquè tenia un braç ferit, va enviar-hi Gonzalo de Sandoval amb cavalleria, arcabussers, aliats tlaxcalteques i mexiques per sufocar la revolta. Les represàlies contra els huasteques van ser contundents. Pel que fa als espanyols amotinats, van ser amonestats i enviats de tornada a Cuba.

### Campanya de Guatemala

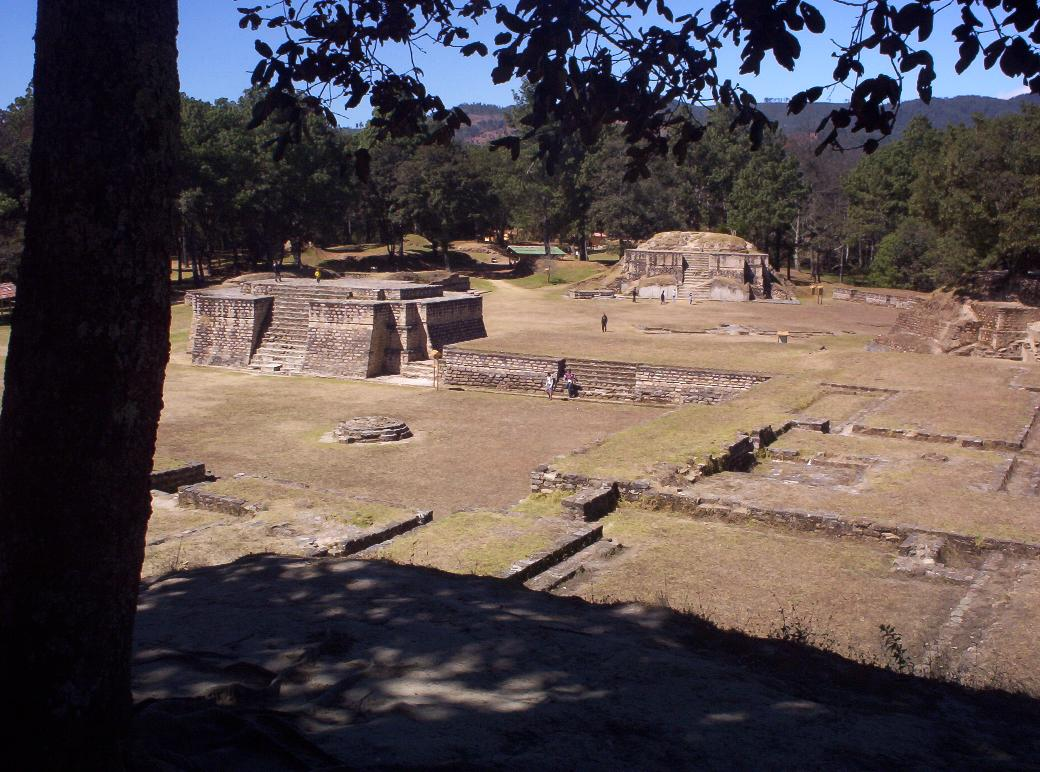
Iximché.

El desembre de 1523, Cortés, sempre a la recerca d'or, va enviar Pedro de Alvarado al comandament d'un destacament de soldats espanyols, aliats cholulteques, tlaxcalteques i asteques cap a la regió de Quauhtlemallan (Guatemala). La seva expedició va passar per Tehuantepec i la regió del Soconusco (a l'actual Chiapas) de manera pacífica, però va tenir enfrontaments amb els quitxés a Zapotitlán, Quetzaltenango i Utatlán. Aprofitant que la zona estava dividida en diferents pobles, els quichés, els kaqtxikels, mams, pocomams, i tz'utujils, es va aliar amb els governants cakchiquel, Cahier Imox i Beleheb Qat, i va poder vèncer finalment els quitxés, que eren liderats per Tecún Umán. Es va establir a Iximché, d'on va sortir per enfrontar-se als tz'utujils al llac d'Atitlan. Els va derrotar i va fundar la vila de Santiago de Guatemala, a les proximitats d’Iximiché el 25 de juliol de 1524. Gonzalo de Alvarado, per la seva part, s'enfrontà als Mames a Malacatán, Huehuetenango i Zaculeu sense sotmetre'ls del tot però aconseguint una certa estabilitat a la zona.

### Campanya de Cristobal d'Olid a Hondures

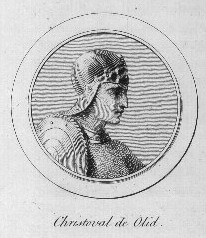
Cristóbal de Olid.

En 1523 Carles V va ordenar a Cortés buscar la ruta, estret, passatge o port que permetés viatjar cap a orient a les Moluques, per tal de competir amb el Regne de Portugal en l’obtenció d'espècies. Per això, i també per cercar or, Cortés va enviar Cristóbal de Olid al port de la Villa Rica de la Vera Cruz amb ordre de salpar amb cinc naus i un bergantí cap al sud. Olid, influït per soldats descontents amb Cortés o bé encegat per l'ambició, es va entrevistar amb Diego Velázquez de Cuéllar a Cuba, i va acceptar de trair el seu capità. Al territori de l'actual Hondures, Olid va fundar el Puerto de Caballos i la Villa de Triunfo de la Cruz. Olid va capturar Gil González Dávila i Francisco de las Casas, però resultà ferit. La reacció dels soldats fidels a Cortés va capgirar la situació i el 1524 Olid va ser condemnat a mort. Cortés no se n’assabentà fins vuit mesos més tard.

### Campanya a Chiapas
El mateix 1523 Cortés va enviar als capitans Luis Marín i Diego de Godoy cap a les regions de Centla, Chamula, Coatzacoalcos i Chontalpa ja que els tributaris de les comanadories es trobaven en franca rebel·lia. Durant aquesta campanya militar, a la zona de Zinacantán i Chiapas, el cronista Bernal Díaz del Castillo va ser ferit de gravetat per una fletxa a la gola. Els zoques i tzotzils van ser els qui van oferir més resistència als espanyols, però aquests van anar progressant a poc a poc i acabaren prenent les places de Chamula i de Zinacantán. La campanya els va permetre realitzar un gran avenç en la regió i reafirmar posicions en Coatzacoalcos, Chontalpa, Acayucan, Huimanguillo, Cupilco i Xicalango. Cinc anys més tard, el 1528, Diego de Mazariegos va fundar Ciudad Real de Chiapas a la proximitat de Chiapas de Corzo.

### Campanya contra els zapoteques
Cortés havia designat Rodrigo Rangel i Pedro de Ircio com a responsables en la guarnició de la Villa Rica de la Vera Cruz. Rangel va demanar d’encarregar-se d’alguna campanya per poder guanyar algun títol personal. Cortés, doncs, li va encomanar la presa de Cimatlán i Talatupán Com que no confiava gaire en la seva capacitat com a capità, li va assignar els millors soldats per dur a terme la campanya. Després d’un primer intent que fracassà, el 5 de febrer de 1524 Rangel va aconseguir els objectius.
Amb el domini dels territoris mixteca i zapoteca es completà la conquesta del vessant pacífic de l’imperi Asteca. Hernán Cortés explicà a Carles V en la quarta de les seves Cartes de relació que els mixteques i zapoteques «tenien llances de 25 a 30 pams molt gruixudes i ben fetes amb les quals havien mort alguns espanyols i que la tasca de conquesta no era fàcil per ser terres molt aspres».

### Campanya a Tabasco
El territori de l’actual estat de Tabasco era habitat pels maies Chontals. Situat a la costa caribenya a l'est del territori ja sotmès del tolteques, era el pas següent per poder iniciar l’ocupació de la Península de Yucatán. El 25 de març de 1519, als inicis de la seva expedició, Hernán Cortés hi havia fundat la vila de Santa María de la Victoria (avui desapareguda), on havia deixat pocs soldats abans de marxar cap a Veracruz. La petita guarnició, amb provisions escasses, aviat va ser derrotada pels Chontals. Quatre anys més tard, en el seu pas cap a Chiapas, Luis Marín va entaular combats amb els indígenes tabasquenys a la regió de la Chontalpa i Cimatlán, però no va poder reconquerir la vila de Santa María la Victoria. En un segon intent, el capità Rodrigo Rangel amb cent soldats, vint ballesters, escopeters i indis aliats, va sostenir diversos combats a Copilco, Zacualco i Cimatlán, però tampoc va aconseguir recuperar la vila. Finalment en 1525, el capità Juan de Vallecillos va reeixir-hi i va restaurar la guarnició de Santa María de la Victoria, però emmalaltí i morí sense haver aconseguit el control total de la zona.
El 1528 Francisco de Montejo va arribar a Santa María de la Victoria per a establir-hi el seu quarter general i exercir el càrrec de governador de la regió, però tampoc va poder sotmetre els indígenes tabasquenys. L’any 1530, Alonso de Ávila va partir de Ciudad Real de Chiapas, va creuar la Selva Lacandona i va aconseguir fundar la vila de Salamanca de Acalá en una zona hostil i de difícil accés. Seguidament va marxar, per continuar la seva campanya a la península de Yucatán, deixant-hi una guarnició. Però no va ser fins a 1535 que Francisco de Montejo y León «el Jove» (fill de l'anterior) va poder derrotar finalment els aguerrits cimatlecs, en aconseguir el control del territori al voltant de Santa Maria de la Victòria, i va ser nomenat tinent de governador de Tabasco. El 1536 Franciso Gil, lloctinent de Pedro de Alvarado, va fer incursions des de Guatemala cap a l'orient de Chiapas, per les zones de Tila i Pochutla. Seguint el curs del riu Usumacinta va establir la vila de Sant Pedro Tanoche. Quan «el Jove» se’n va assabentar va avançar cap a la zona per defensar els drets del seu pare. Com que la població es trobava enmig de la selva, incomunicada, i molt apartada dels centres d'abastiment, «el Jove» va donar instruccions a Lorenzo de Godoy perquè la guarnició fos traslladada a Salamanca de Champotón, cosa que li permetia continuar amb la Conquesta espanyola de Yucatán. La pacificació total del territori de Tabasco no s'aconseguiria fins a 1560.

### Viatge de Cortés a Honduras i mort de Cuauhtémoc

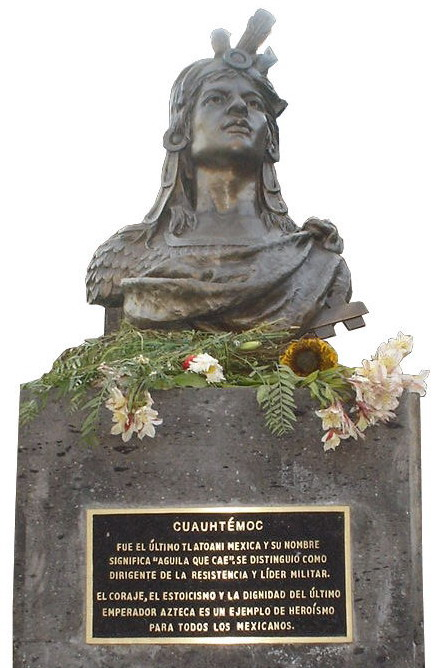
Monument a Cuauhtémoc.

Quan Cortés s'assabentà de la traïció de Cristóbal de Olid, va decidir viatjar cap a Honduras tot i tenir pocs espanyols a Tenochtitlan. S'endugué amb ell, com a mesura preventiva davant d'una possible revolta, a Cuauhtémoc i altres nobles mexiques.
En travessar el riu Candelaria (afluent del Grijalva) les hosts de Cortés van haver de construir una sèrie de ponts per aconseguir travessar la zona de l'actual municipi de Candelaria, a l'actual estat de Campeche. D'acord amb les Crónicas de Indias la tasca no va ser gens fàcil. En el lloc va ser rebut pel Batab o halach uinik d’Acalan, anomenat Apoxpalon, qui comerciava amb cacau, cotó, sal i esclaus. La reunió va ser pacífica i el governant local va ajudar l'expedició a continuar el seu camí. Per la seva banda Cortés li va entregar una carta o salconduit per mostrar a possibles futures expedicions espanyoles, en la qual es feia constar l'acord de pau aconseguit.
Poc després Cortés va sospitar d'una possible revolta simultània dels asteques tant, dels que viatjaven amb com els de la ciutat. Per aquest motiu, al sud-est de Xicalango, encara dins de la jurisdicció d’Acalan dels maies chontals, en un punt anomenat "Itzamkanac" va ser condemnat a mort i executat per penjament l'últim Hueyi tlatoani Cuauhtémoc. També van ser executats el senyor de Tlacopan Tetlepanquetzal i molt probablement el senyor de Tetzcuco Coanácoch. Aquest fet va ocórrer el dia 28 de febrer de 1525.
| «                                                                                             | Oh capità Malinche, dies ha que jo tenia entès, i havia conegut les teves falses paraules: que aquesta mort m’havies de donar, puix que jo no me la vaig donar, quan et vas lliurar a la meva ciutat de Mèxic; perquè em mates sense justícia? | » |
| — Paraules de Cuauhtémoc abans de ser penjat, Conquesta de Yucatán, Diego López de Cogolludo. | |   |

Aquesta acció preventiva va ser utilitzada a Espanya pels seguidors de Diego Velázquez de Cuéllar com un argument en contra de Hernán Cortés, i ha estat criticada a través dels segles pels historiadors.

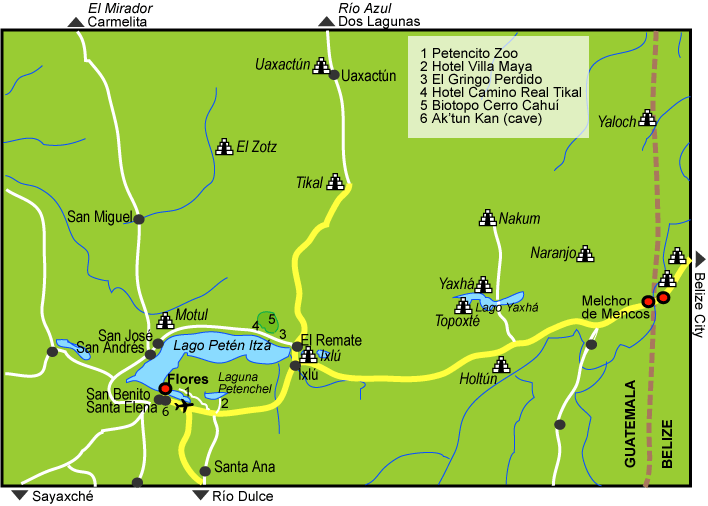
Tayasal al Llac Petén Itzá (Guatemala).

El viatge va continuar i l'expedició va tenir contacte amb els maies itzàs als voltants de Tayasal. Van ser ben rebuts i Cortés es va entrevistar amb el Halach Uinik Ah Can Ek (Canek). Cortés va explicar-li la fi del poder mexica. El halach uinik no s'havia assabentat encara de la sort de Tenochtitlan però en canvi tenia notícies de guerres esdevingudes entre els maies Chontals de Centla i els dzules (homes blancs). Cortés va explicar que ell era el capità d'aquestes guerres i l’intentà convèncer de convertir-se al cristianisme. Malgrat la seva negativa, la forta protecció de la ciutat i el gran nombre d'habitants van dissuadir Cortés d’emprendre cap acció militar i es va acomiadar dels Itzá, deixant-hi un cavall malferit del qual Ah Can Ek va prometre tenir cura. Gairebé un segle més tard, l’any 1618, els missioners franciscans van trobar els descendents d’aquests maies adorant un cavall fet de fusta.
L'expedició va continuar el camí durant més de trenta dies en un trajecte accidentat i sinuós fins Nito (Guatemala), on no van ser ben rebuts pels nadius. Després d'una petita escaramussa van establir-s'hi durant alguns dies i Cortés va enviar endavant un petit destacament per demanar una embarcació que els permetés continuar el viatge per mar cap a Naco (Hondures). En arribar l'embarcació a Nito van informar-lo que Cristóbal de Olid ja havia estat executat.
Arribant a Naco, Cortés va tenir consell amb els seus capitans per deliberar sobre les notícies que arribaven de Tenochtitlan, on s'havien amotinat els espanyols. Va enviar urgentment Gonzalo de Sandoval de tornada.
A la zona, els pobles veïns de Papayca i Chiapaxina havien rebut amistosament els espanyols, però poc temps després van canviar d’actitud i va començar una guerra que duraria anys. Cortés va aconseguir capturar els senyors principals, anomenats Chicuéytl, Póchotl i Mendexeto, i els utilitzà d'ostatges per negociar la pau a canvi de la seva vida i llibertat. Els habitants de Chiapaxina es van rendir, però els de Papayca van continuar les hostilitats. Els espanyols van capturar i penjat el líder anomenat Mátzal, i més endavant un altre líder de nom Pizacura, que Cortés va conservar captiu; però les hostilitats van continuar. Per tal de mantenir forces assentades permanentment a la regió, Cortés va fundar la vila de Trujillo el 18 de maig de 1525 i va nomenar-ne alcalde Juan de Medina. Malgrat tot, els lenques, aliats amb els cares i dirigits pel cabdill lenca Lempira, van resistir la conquesta durant dotze anys. El 1537, durant les campanyes de conquesta de Francisco de Montejo, el capità Alonso de Càceres va concertar amb Lempira una trobada per negociar la pau. Però era una trampa i durant la reunió el dirigent indígena fou mort per un arcabusser.
Van arribar a la vila de Trujillo forces espanyoles dirigides per Francisco Hernández de Córdoba, fundador de Nicaragua (homònim del descobridor de Yucatán) que estava sota les ordres de Pedro Arias Dávila (Pedrarias). Cortés es va assabentar que la zona era rica en metalls preciosos i, interessat en les mines, va començar a planejar noves operacions de conquesta en direcció a Nicaragua. Aleshores va arribar fra Diego de Altamirano amb notícies de la situació a la ciutat de Mèxic, per la qual cosa va preferir cancel·lar la seva expedició i tornar per via marítima. Va enviar els seus soldats a Guatemala per poblar la zona i donar suport a Pedro de Alvarado, i va sortir de la vila de Trujillo cap a San Juan de Ulúa (Veracruz), el dia 25 d'abril de 1526.

## La Nova Espanya

Territori del Virregnat de Nova Espanya en la seva màxima expansió

La pugna entre Cortés i Velázquez per obtenir el dret de governar els territoris conquerits havia estat estudiada el maig de 1520, abans de la caiguda de Tenochtitlan, pel Consell de Castella. En aquesta ocasió es va determinar ajornar el veredicte perquè les parts involucrades presentessin més proves i arguments.
Fra Benito Martín va seguir transmetent queixes de Cortés al bisbe Juan Rodríguez de Fonseca perquè aquest donés suport a Velázquez, però la Guerra de les Comunitats de Castella havia atret l'atenció de tot el regne. No va ser fins a l'abril de 1521 que Fonseca va arrestar el procurador Alonso Hernández Portocarrero sota l'excusa manipulada d'haver seduït vuit anys abans una dona anomenada Maria Rodríguez. Portocarrero mai va ser posat en llibertat i va morir a la presó. El següent pas del bisbe de Burgos va ser nomenar el veedor de Santo Domingo, Cristóbal de Tapia, com a governador, substituint la capitania de Cortés. Tot i que el cardenal Adrià d'Utrecht desconfiava de Fonseca, va autoritzar el nomenament, ja que el centre de les seves preocupacions l’ocupava Martí Luter i la seva declaració davant la Dieta de Worms.
El maig de 1521 van arribar a Sevilla Diego de Ordás i Alonso de Mendoza amb un carregament d'or i portant la seva segona carta de relació de Cortés. L'or va ser confiscat per la Casa de Contractació, però els emissaris van aconseguir fugir i es van posar en contacte amb Francisco de Montejo. Junts van aconseguir entrevistar-se amb el cardenal d’Utrecht i li van mostrar la carta adreçada a Carles V. En el document, Cortés utilitzava per primera vegada el nom de Nova Espanya. Segons deia, havia triat aquest nom per batejar el territori recentment conquerit degut, entre d'altres, a la similitud de climes amb Espanya.
Els emissaris van relatar al cardenal es avenços de la conquesta, i a més van informar-lo de la confiscació del tresor i de les ordres que Fonseca havia cursat per barrar-los el pas. Això augmentà la desconfiança d'Utrecht respecte a la imparcialitat del bisbe de Burgos, de qui sospitava, per rumors que li havien arribat, que pretenia casar la seva neboda amb el governador Velázquez. El cardenal, doncs, va iniciar una investigació i va ordenar a Fonseca que s'abstingués d'intervenir en els assumptes de Cortés i Velázquez. Es van revocar les ordres que havia emès el bisbe, alliberant-se també els embargaments de Sevilla.
Però les instruccions enviades a Cristóbal de Tapia ja eren camí de Santo Domingo, on van arribar a finals de l'estiu de 1521. S'hi ordenava a Tapia prendre la governació del territori, substituint Cortés en el càrrec. Tot i que l'Audiència de la Hispaniola no estava conforme amb la decisió, Tapia va viatjar a la Vila Rica de la Vera Cruz i va ser rebut per l'alcalde Rodrigo Rangel i pel regidor Bernardino Vázquez de Tapia al desembre de 1521. Es van enviar missatgers amb les noves notícies a Coyoacán, des d'on Cortés dirigia la reconstrucció de Tenochtitlan recentment conquerida i preparava la conquesta de la resta de l’imperi Asteca.
Amb la seva acostumada diplomàcia en aquestes situacions, Cortés va enviar una carta de benvinguda al veedor. La missiva va ser portada per fra Melgarejo i s'hi explicava que els treballs de conquesta no havien estat conclosos, i per tant, s'excusava de no poder assistir a l'entrevista personalment. Els procuradors de les viles de Vera Cruz i Segura de la Frontera, actuant d’acord amb Cortés, van confirmar les afirmacions del seu capità. Van mostrar el respecte degut a Tapia i reconegueren la seva autoritat i les instruccions reials, però li demanaren que es retirés pel bé dels treballs de la conquesta. Tàpia no va tenir més opció que accedir-hi, i va salpar de retorn a la Hispaniola. Gairebé immediatament va arribar procedent de Cuba Juan Bono de Quejo. Velázquez l'havia enviat amb cartes amb als el nom del destinatari en blanc, per ser emplenat. Els documents estaven signats pel bisbe Fonseca i s'hi oferien beneficis als que acceptessin reconèixer Cristóbal de Tapia com a nou governador. Però la maniobra de Velázquez va fracassar perquè el veedor se n'havia anat a la Hispaniola, determinat a no interferir més, pel bé de la conquesta.
El gener de 1522, el cardenal Utrecht va ser nomenat successor del papa Lleó X. A partir de llavors els afers d'Índies van ser atesos pel tresorer de Castella, Francisco Pérez de Vargas. El nou papa, Adrià VI, va ratificar l'emperador Carles V, la butlla Exposava nobis fecisti i la intenció d'enviar frares de l'orde mendicant i frares menors d'orde regular als territoris recentment conquerits per Hernán Cortés.
El març de 1522 ja havien arribat notícies del sotmetiment de la ciutat de Tenochtitlan. Carles V va organitzar un nou comitè que va ser antecedent del Consell d'Índies, tot confirmant la decisió d'Adrià VI, d'excloure el bisbe Fonseca dels assumptes de la Nova Espanya. Entre els membres que van participar-hi hi havia el doctor Diego Beltrán, el llicenciat Francisco de Vargas, el canceller Mercurino Gattinara, el comanador de l'orde de Sant Jaume Hernando de la Vega, el conseller reial Lorenzo Galíndez de Carvajal i els consellers flamencs Charles de Poupet, senyor de la Chaulx, i De La Roche.
El comitè va analitzar les cartes de Diego Velázquez, les queixes de Vázquez de Ayllón, l'informe de Cristóbal de Tapia, les cartes d'Hernán Cortés i les cartes signades pels procuradors de la Vila Rica de la Vera Cruz. Així mateix, van entrevistar diversos testimonis, entre els quals destaquen Andrés de Duero, Benito Martin, Diego de Ordás, Alonso de Mendoza i Francisco de Montejo.
Es va determinar que no hi havia raó perquè Diego Velázquez tractés com a seva la conquesta, ja que només havia hi havia aportat una part del finançament de l'empresa, que podria ser-li reemborsada per Cortés sempre que el governador demostrés que ho havia fet amb els seus propis diners i no els de la corona. A més es va concloure que el document amb el qual havia nomenat Cortés com a capità no tenia validesa, ja que no tenia l’autoritat per fer-ho.
L'11 d'octubre de 1522 es va nomenar oficialment Hernán Cortés com a «adelantado, repartidor d'indis, capità general i governador de la Nova Espanya». Cortés va quedar obligat a reemborsar les despeses suportades per Diego Velázquez. A aquest se li va indicar que no tornés a immiscir-se en els assumptes de Cortés i se li va ordenar presentar una probanza per la seva conducta. Quatre dies més tard, el 15 d'octubre de 1522, es va signar un decret reial amb els nomenaments d'Alonso de Estrada com a tresorer reial de la Nova Espanya, Gonzalo de Salazar com a factor, Rodrigo de Albornoz com a comptador i Pedro Almíndez Chirino com a veedor per a ajudar Hernán Cortés en el govern.
Els primers frares que van viatjar a Nova Espanya el 1523 van ser Juan de Aora, Juan de Tecto, i Pedro de Gante. Al maig de 1524 van arribar a San Juan de Ulúa els franciscans Martín de Valencia, Toribio de Benavente «Motolinía», Francisco de Soto, Martín de Jesús, Juan Suárez, Antonio de Ciudad Rodrigo, García de Cisneros, Luis de Fuensalida, Juan de Ribas, Francisco Ximénez, Andrés de Córdoba i Juan de Palos, coneguts com els dotze apòstols. En 1528 Juan de Zumárraga va ser nomenat primer bisbe de la Nova Espanya.

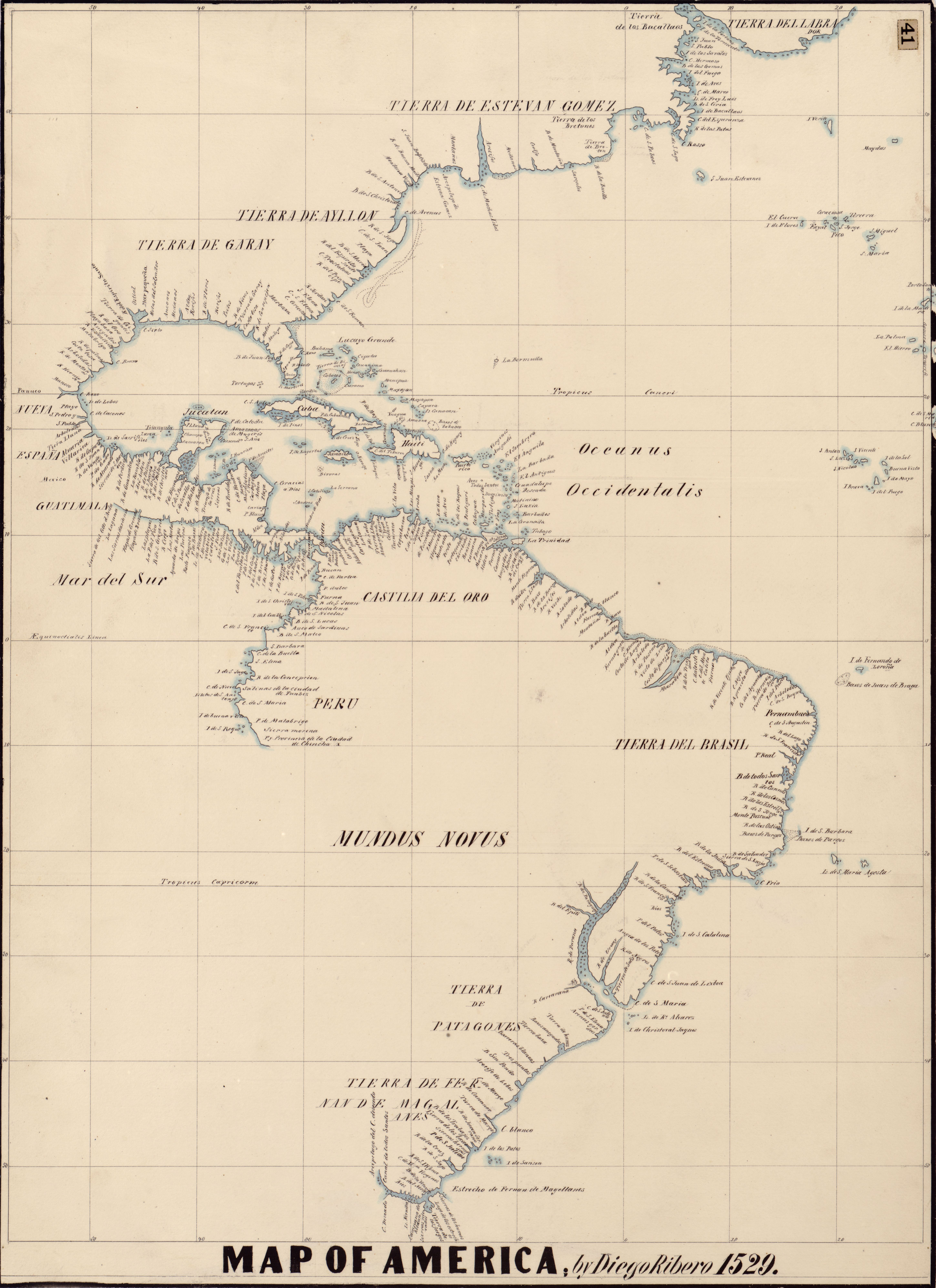
Detall de la costa americana en el mapa del cartògraf portuguès Diego Ribeiro de 1529.

Degut en part a absències freqüents de Cortés i també a permanents intrigues, Alonso de Estrada, Rodrigo de Albornoz i Alonso de Zuazo van substituir Cortés en diverses ocasions entre 1526 i 1528. A causa de les mateixes intrigues i a fi de restar poder a Hernán Cortés, el 13 de desembre de 1527 es crear la Reial Audiència de Mèxic, presidida per Nuño Beltrán de Guzmán i quatre oïdors, la qual va entrar en funcions els primers dies de 1528. Aquest mateix any, Carles V també va nomenar Nuño de Guzmán com a governador de la província de Pánuco i com a capità general de la Nova Espanya a 1529. El nou governador es va comportar com un acèrrim enemic de Cortés, fins al punt que arribà a arrestar Pedro de Alvarado només perquè parlava bé del conquistador.
En 1529 Carles V va ordenar a Cortés que tornés a Espanya i es presentés a Toledo. El rei ja no li va tornar el càrrec de governador de Nova Espanya, però el va nomenar «marquès de la Vall d'Oaxaca», amb vint-i-dues viles i vint-i-tres mil vassalls. A Espanya Cortés va tornar a casar-se, aquest cop amb Juana de Zúñiga, filla del comte d'Aguilar i neboda del duc de Béjar. El 1530 va tornar a Mèxic amb l'encàrrec d'organitzar expedicions al Pacífic sud.
Mentrestant, el nou governador Nuño de Guzmán va començar una campanya cruenta, assetjant poblats, arrasant cultius, torturant i executant els caps de les poblacions. Trencà la pau amb el cazonci purépetxa Tangáxoan Tzíntzicha a qui va assassinar. El seu poble es va revoltar i va ser sotmès. Nuño de Guzmán va continuar la seva campanya d’ampliació del territori cap al nord, pels actuals estats de Nayarit, Jalisco, Colima, Aguascalientes i parts de Sinaloa, Zacatecas i San Luis Potosí, fundant el Nuevo Reino de Galicia. Després de set anys les queixes van fer que la Corona espanyola el jutgés i el fes tornar pres i encadenat a Espanya.
El 17 d'abril de 1535 es va crear el Virregnat de Nova Espanya. Antonio de Mendoza fou nomenat virrei, governador, capità general i president de la Reial Audiència de Mèxic. Durant el seu període va donar suport als viatges d'exploració. Hernán Cortés va realitzar les expedicions a la península de Baixa Califòrnia, Francisco Vázquez de Coronado va encapçalar-ne una als actuals territoris del nord-oest de Mèxic i sud-oest dels Estats Units i Juan Rodríguez Cabrillo va explorar les costes de Califòrnia fins a l’actual emplaçament de la ciutat de Los Angeles. Havia acabat la conquesta. Començava l'època colonial pròpiament dita.

## Els territoris que vindrien després

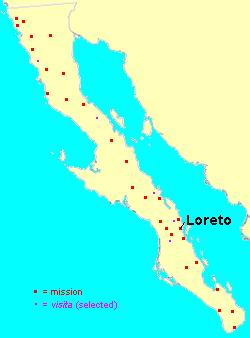
Les missions jesuïtes es van establir a finals del, i els franciscans i dominics al.

Va ser així, amb el que s'ha denominat la Conquesta de Mèxic, com es va forjar, a partir de l'expedició de Francisco Hernández de Córdoba, descobridor de Yucatán el 1517, l'expedició de Juan de Grijalva del 1518 i fins a les campanyes militars d'Hernán Cortés i els seus capitans del 1519 al 1525, el territori del que seria la Nova Espanya. Faltaven alguns territoris per agregar al creixent domini espanyol a Amèrica del Nord i el que es coneix avui com a Mèxic:

### Baixa Califòrnia
Entre 1532 i 1539 es van iniciar els viatges al Golf de Califòrnia en expedicions organitzades per Hernán Cortés, sense que s'aconseguís colonitzar la península de Baixa Califòrnia. No va ser fins a finals del segle xvii, uns 150 anys més tard, que els jesuïtes van començar a establir-hi missions i a fer tasques d'evangelització dels pericús, guaicures i cotximís. Però el domini espanyol encara era precari a principis del segle xviii, quan les missions van patir els atacs dels nadius revoltats contra els abusos dels soldats i colonitzadors en l'episodi conegut com la «rebel·lió dels Pericús».

### Nuevo Reino de Galicia

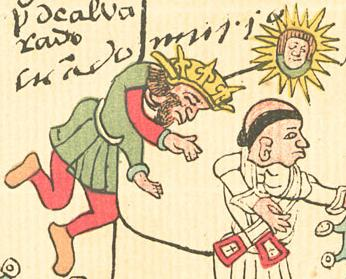
Mort de Pedro de Alvarado a la Guerra del Mixtón, Còdex Telleriano-Remensis.

A l’occident, les cruentes campanyes de Nuño Beltrán de Guzmán contra els purépetxes, pames, guamares, zacateques i guatxitxils, van conduir a la creació del Nuevo Reino de Galicia el 1531. Els nous territoris tenien una gran importància estratègica per continuar la conquesta cap al nord-oest, però el 1541 va tenir lloc la revolta dels pobles indígenes coneguda com a «Guerra del Mixtón». Els caxcans, nayeeris (cores) i wixariks (huitxols) es van rebel·lar i van vèncer de manera contundent Cristóbal de Oñate. El virrei va demanar ajuda a l'experimentat conquistador i capità Pedro de Alvarado, qui en aquesta època era governador, capità general i adelantado de Guatemala. Alvarado (que era anomenat pels nadius Tonatiuh o «Déu del sol» causa dels seus cabells rossos) es va desplaçar a la regió enfrontar-se a 15.000 caxcans dirigits per Tenamaxtle, però va morir el 12 de juny de 1541 en ser atropellat accidentalment pel cavall d'un genet espanyol inexpert a Nochistlán. La revolta no va ser sufocada fins al 1542.

### Yucatán

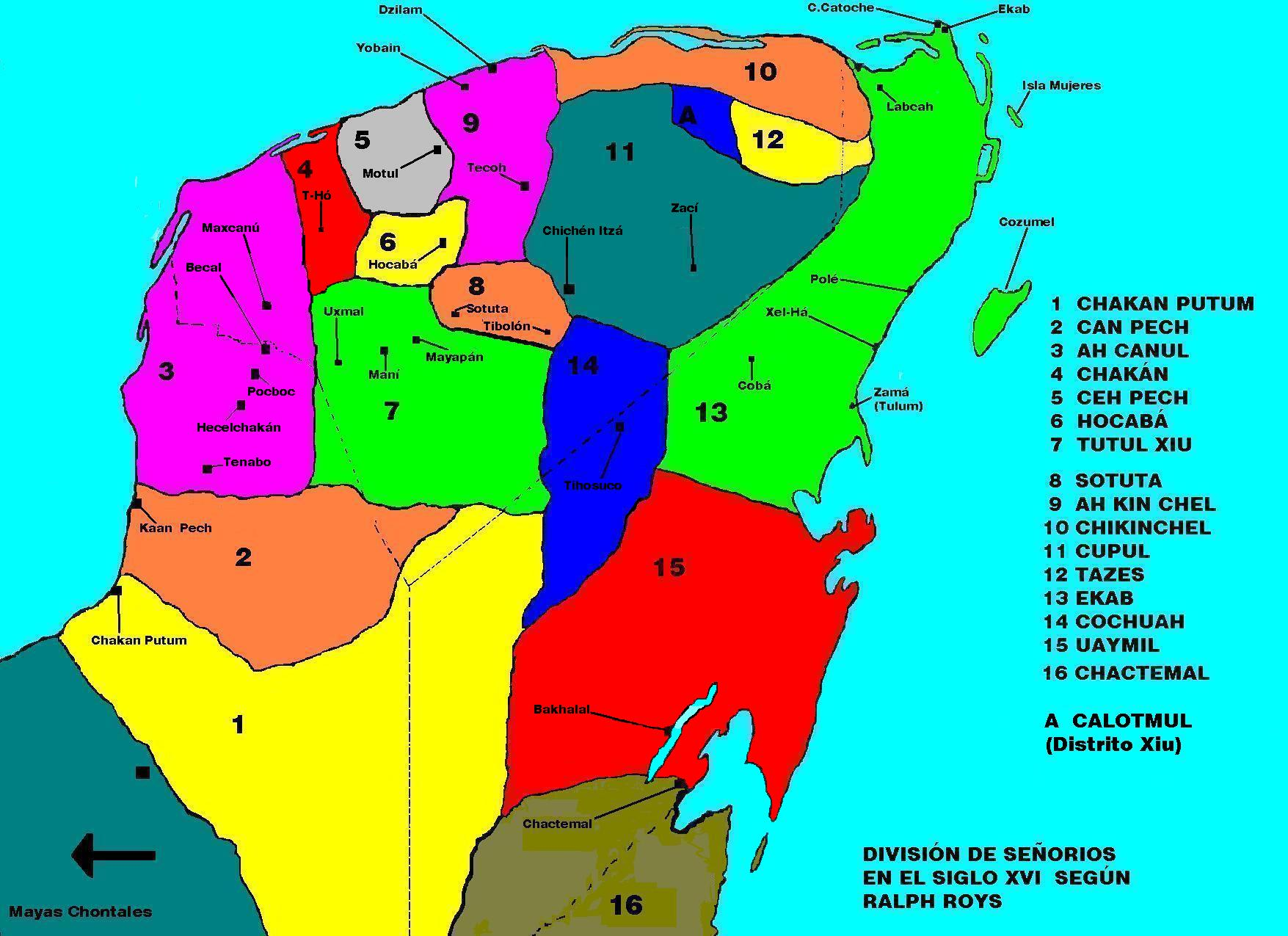
Divisió de jurisdiccions maies al segons Ralph Roys.

La Conquesta espanyola de Yucatán fou començada el 1527 pels experimentats capitans de Cortés Francisco de Montejo i Alonso Dávila. Resultà una empresa molt difícil: una primera campanya que tingué lloc a l'est de la península entre 1527 i 1529, i una segona a l'oest entre 1530 i 1535, foren repel·lides per les tribus maies, que van atacar organitzadament les posicions espanyoles a la ciutat reial de Chichén Itzá.
Durant els cinc anys següents, entre 1535 i 1540, les operacions de conquesta va quedar suspeses. Francisco de Montejo havia aconseguit el títol d'adelantado per a la península de Yucatán, però també tenia interès en les governacions de Guatemala, Chiapas i Tabasco i va preferir dedicar-hi la seva atenció en primer lloc. A més, el domini d’aquestes regions aïllava el Yucatán de la resta del continent.
Van ser Francisco de Montejo y León «el Jove» i Francisco de Montejo, «el Cosí» que van aconseguir sotmetre a poc a poc les tribus maies de cada «jurisdicció» (Kuchkabal) dels Ah Canul, tutul xiues, Cocomes, Cheles, cupuls, i altres en una tercera campanya encetada el 1540 i acabada el 1546.
Francisco de Montejo es va reunir amb el seu fill i el seu nebot a San Francisco de Campeche el 1546 per exercir-hi el seu càrrec, però una nova revolta de les tribus maies va esclatar coordinadament a la regió, obligant els Montejo a reconquerir tota la zona oriental de la península durant un any més.
La conquesta no va quedar finalitzada fins 150 anys més tard, al 1697, quan Martín de Ursúa va poder sotmetre el darrer reducte de les tribus maies dels itzàs i els ko'woj (couoh) al llac Petén Itzá on s'havien replegat.

### Nova Biscaia i Nou Mèxic

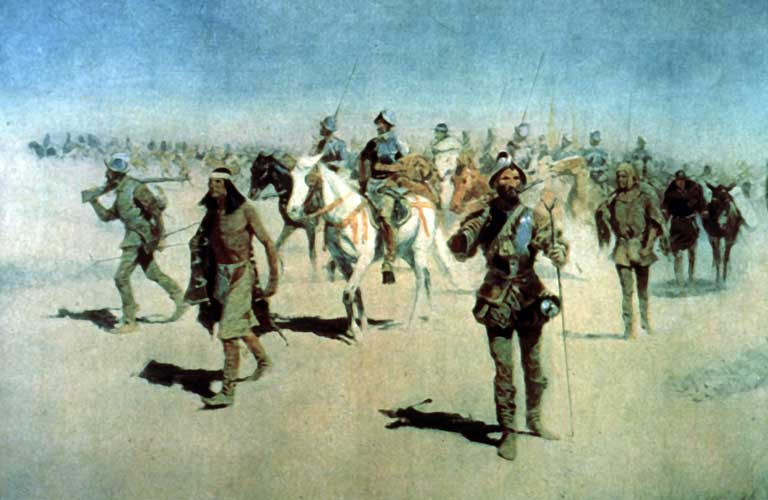
L'expedició de Francisco Vázquez de Coronado, oli de Frederic Remington.

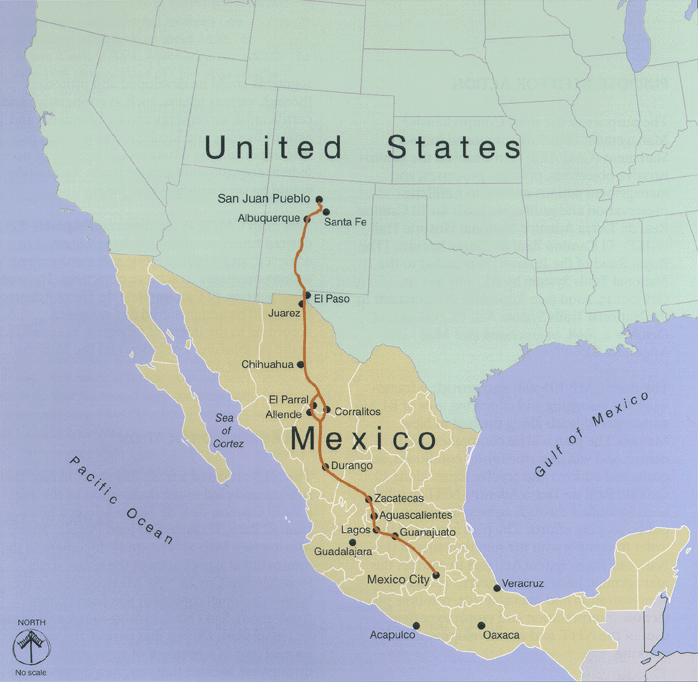
Camí ral de terra endins

Les expedicions d'Hernando de Soto i de Francisco Vázquez de Coronado cap al nord del riu Bravo entre 1539 i 1542 van ser un gran avenç en l'exploració de l’actual territori sud dels Estats Units, però no van tenir èxit des del punt de vista de la colonització.
Entre 1562 i 1565, les expedicions de Francisco de Ibarra van sotmetre els cahit, acaxees, totorames, pacaxes i xiximes, que eren els habitants de l'actual estat de Sinaloa. Es van fundar les viles de San Juan Bautista de Carapoa i San Sebastián (Concordia) per explotar les mines de plata de Copal, Pánuco, Maloya i San Marcial, establint els primers límits territorials de Nova Biscaia.
El 1595 Felip II de Castella va autoritzar la colonització dels territoris al nord del riu Bravo. El 1598, Juan de Oñate va creuar el Pas del Nord, on avui hi ha les ciutats d'El Paso i Ciudad Juárez, per dirigir-se als territoris dels actuals estats de Nou Mèxic i Texas començant d'aquesta manera la colonització i sotmetiment d'alguns del pobles nadius com els zuñi, hopi, wichita i acoma.
En no trobar les riqueses esperades, va avançar fins als territoris actuals d'Arizona, Kansas, Oklahoma i golf de Califòrnia, on va trobar algunes mines de plata. Però el 1613 va ser desterrat a perpetuïtat del territori de Nou Mèxic, acusat de castigar amb força excessiva als acoma. Les mines de plata descobertes no van ser tan atractives com s'esperava i els primers colons van anar abandonant el lloc a poc a poc, però amb la fundació de Santa Fe es va aconseguir ampliar el «camí ral de terra endins».

### Nuevo Reyno de León
Al nord-est dels territoris actuals de Tamaulipas, Coahuila i Nuevo León vivien diferents tribus nòmades de caçadors-recol·lectors: azalapas, guachichils, coahuiltecs i borrados, però els colonitzadors els van identificar d'acord amb diferents característiques físiques, tatuatges i mode de comportament, arribant-ne a distingir fins a 250 tribus. Alguns dels noms assignats van ser: els amapoalas, ayancuaras, morrions o negrets, cuanaales, catujanes o catujanos, gualagüises, gualeguas i gualicho.
Alberto del Canto va explorar la regió i va fundar la Vila de Santiago de Saltillo al 1577. Poc després va trobar una vall on va establir la vila de Santa Llúcia, considerada com la primera fundació de l'actual ciutat de Monterrey. El 1579 Felip II va autoritzar a Luis de Carvajal y de la Cueva la conquesta, pacificació i colonització del que s'anomenaria el Nuevo Reino de León. El 1582, als voltants de Santa Llúcia, va fundar la vila de San Luis Rey de Francia, fet que és considerat com la segona fundació de Monterrey. Els seus tinents van ser Felipe Núñez per a la zona de Pánuco, Gaspar Castaño de Sosa per al nord-est i Diego de Montemayor al centre.
Carvajal va fundar les viles de León, de San Luís i de la Cueva, però el 1588 les localitats van ser atacades pels nadius. Aquell mateix any, Diego de Montemayor va ser nomenat lloctinent i governador de Coahuila i el 1596 va fundar la ciutat de Nuestra Señora de Monterrey. A finals del segle xvii, els espanyols van portar-hi un grup de tlaxcalteques per tal de pacificar els nadius de la regió i per a ensenyar-los l'agricultura. Tanmateix, els atacs a les ciutats eren constants i van dificultar l'establiment de colons fins a principis del segle xviii, fins al punt que la producció minera i algunes de les ciutats van ser abandonades.
Més tard, el Nuevo Reyno de León es va dividir en tres regions: la colònia de Nuevo Santander, que correspon en gran manera a l'actual estat de Tamaulipas; el mateix Nuevo Reyno de León, que correspon pràcticament a l'actual estat de Nuevo León i Nova Extremadura, que és l'actual estat de Coahuila.